# Minas Gerais
Minas Gerais é uma das 27 unidades federativas do Brasil, sendo o quarto estado com a maior área territorial e o segundo em quantidade de habitantes, com uma população estimada de 21 322 691 em 2024. Localizada na Região Sudeste do país, limita-se ao sul e sudoeste com São Paulo, a oeste com Mato Grosso do Sul, a noroeste com Goiás e Distrito Federal, a norte e nordeste com a Bahia, a leste com o Espírito Santo e a sudeste com o Rio de Janeiro. Seu território é subdividido em 853 municípios, a maior quantidade dentre os estados brasileiros.
A topografia mineira é bastante acidentada, sendo que alguns dos picos mais altos do país encontram-se em seu território. O estado também abriga a nascente de alguns dos principais rios do Brasil, o que o coloca em posição estratégica no que se refere aos recursos hídricos nacionais. Possui clima tropical, que varia de mais frio e úmido no sul até semiárido em sua porção setentrional. Todos esses fatores aliados propiciam a existência de uma rica fauna e flora distribuídas nos biomas que cobrem o estado, especialmente o cerrado e a ameaçada Mata Atlântica.
O território de Minas Gerais era habitado por indígenas quando os portugueses chegaram ao Brasil. Contudo, ocorreu uma grande migração para o estado a partir do momento em que foi anunciada a existência de ouro. A extração do metal trouxe riqueza e desenvolvimento para a então província, proporcionando seu desenvolvimento econômico e cultural. Mas o ouro logo se tornou escasso, provocando a emigração de grande parte da população, até que um novo ciclo (o do café) novamente traria a Minas projeção nacional e cujo fim levou ao processo de industrialização relativamente tardio. Minas Gerais atualmente possui o terceiro maior produto interno bruto do Brasil, sendo que grande parte do total produzido no estado ainda se deve a atividades mineradoras. Tal desenvolvimento também advém de sua notável infraestrutura, como a grande quantidade de usinas hidrelétricas e a maior malha rodoviária do país.
A economia de Minas Gerais é a terceira maior do país e da região Sudeste e representa 9% da economia nacional. Em virtude de suas belezas naturais e de seu patrimônio histórico, o estado é um importante destino turístico brasileiro. O povo mineiro possui uma cultura peculiar, marcada por manifestações religiosas tradicionais e culinária típica do interior, como o pão de queijo e tutu de feijão, além de importância nacional nas produções artísticas contemporâneas e também no cenário esportivo.

## Etimologia
Minas Gerais se relaciona literalmente por abrigar campos de extração de inúmeros minérios, principalmente ouro, denominadas "minas gerais", em oposição às minas particulares ou por sua variedade de tipos de minério. No início do século XVIII, a região era simplesmente denominada Minas. Em 1710, surge a capitania de São Paulo e Minas de Ouro e, em 1720, desmembra-se dela a capitania de Minas Gerais.

## História
Uma parte da história do atual estado de Minas Gerais foi determinada pela exploração da grande riqueza mineral que se encontra em seu território. Seu nome, inclusive, provém da larga quantidade e variedade das minas presentes, que passaram a ser exploradas desde o século XVII e até os dias atuais movimentam uma fração importante da economia do estado.

### Pré-história e povos indígenas
Em meados do século XIX, o paleontólogo dinamarquês Peter Wilhelm Lund descobriu, na região de Lagoa Santa, fósseis humanos de milhares de anos atrás, pertencentes a uma população que ali viveu há milhares de anos, apelidada de “Povo de Lagoa Santa”, ao qual pertenceu Luzia, crânio pertencente a uma jovem mulher que viveu há 11,3 mil anos, sendo o fóssil humano mais antigo já encontrado na América do Sul, achado em 1974 na Lapa Vermelha, uma gruta entre os municípios de Lagoa Santa e Pedro Leopoldo.
Com base na análise da morfologia craniana de Luzia e de seu povo, foi formulada a teoria de que tinham traços australoides, tendo pertencido a uma população que chegou às Américas antes dos ancestrais dos ameríndios. No entanto, com a análise do material genético dos restos humanos do Povo de Lagoa Santa, constatou-se que essa população pré-histórica tinha o DNA totalmente ameríndio, sendo, portanto, descartada qualquer relação com populações da Australásia e a teoria de que o povoamento das Américas se deu por uma onda de indivíduos de traços australoides e outra de indivíduos mongoloides.
Na região dos municípios de Januária, Montalvânia, Itacarambi e Juvenília, no norte do estado, escavações arqueológicas levaram a estimativas de que a ocupação inicial teria ocorrido na época de Luzia. Desse período, herdaram-se características culturais como o uso de peças de pedra ou osso, fogueiras extintas, criação de cemitérios, pequenos silos com sementes e pinturas rupestres. Mais tarde, há cerca de 4 mil anos, especula-se que tenha ocorrido o cultivo de vegetais, em especial do milho, e há dois mil anos já existia importante manufatura de produtos cerâmicos.
Mais de cem grupos indígenas habitavam o atual território de Minas Gerais na época da chegada dos portugueses. Nos vales dos rios Doce, Jequitinhonha e Mucuri, habitavam os povos genericamente conhecidos como "botocudos”, como os maxacalis, maconis, naquenuques, aranãs, crenaques e pataxós. O Norte de Minas era dominado pelos cariris e xacriabás. O centro, oeste e sul de Minas eram habitados pelos cataguás, que eram o grupo indígena mais numeroso do território mineiro na época colonial, tanto que a região era conhecida como “Campos Gerais dos Cataguases” na época dos bandeirantes. As regiões do Triângulo Mineiro e Alto Paranaíba eram habitadas pelos caiapós e araxás, enquanto que a Zona da Mata Mineira era povoada pelos puris. A região de Minas Gerais próxima à divisa com São Paulo, Mato Grosso do Sul e Goiás era ocupada pelos bororós. Entretanto, durante os primeiros séculos de colonização do Brasil, os indígenas dessa região foram capturados pelos bandeirantes para serem escravizados e os grupos que se revoltaram eram exterminados, o que provocou uma grande redução na população indígena, restando atualmente cinco grupos: xacriabás, crenaques, maxacalis, pataxós e pankararus, este último sendo oriundo do interior de Pernambuco.

### A corrida do ouro

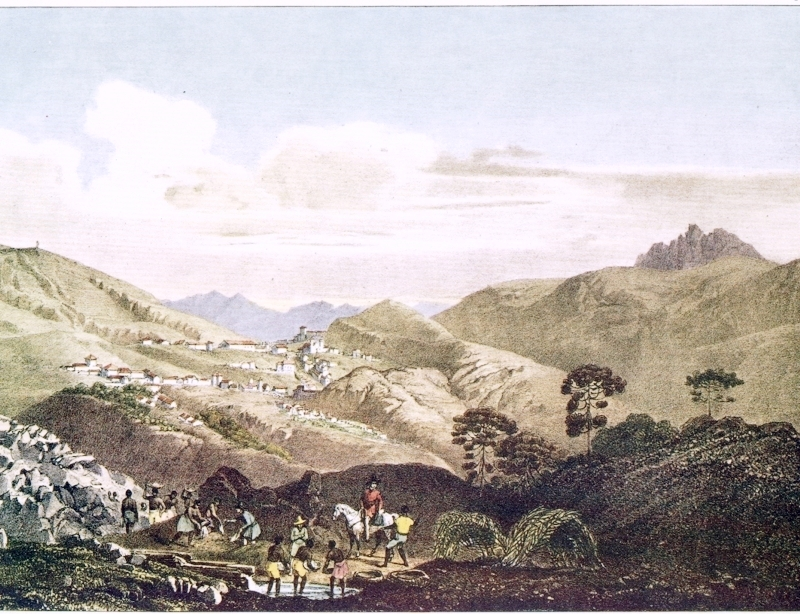
Pintura retratando a lavra do ouro em primeiro plano e Vila Rica ao fundo. (Rugendas, 1820-1825)

A primeira penetração europeia no território mineiro foi com a expedição dos espanhóis Francisco Bruza Espinosa e João de Azpilcueta Navarro entre 1553 e 1555, que partiu do litoral da Bahia e percorreu o Norte de Minas. Nas décadas seguintes, outras expedições conhecidas como “entradas”, vindas do litoral nordestino, percorreram essa mesma região, como a de Sebastião Fernandes Tourinho em 1573.
A partir do final do século XVI, os bandeirantes percorreram o território de Minas Gerais à procura de ouro e pedras preciosas. Muitas de suas expedições foram apoiadas pela Coroa Portuguesa, dentre as quais se destacam a de Fernão Dias e de seu genro Borba Gato, que partiu da vila de São Paulo em 1674.
No século XVII, iniciou-se a colonização do Norte de Minas, com a fixação de vaqueiros sertanejos, devido à expansão da pecuária do Sertão nordestino, e de bandeirantes, à procura de pedras preciosas e indígenas para escravizar.
Entre 1692 e 1693, o bandeirante Antônio Rodrigues Arzão descobriu as primeiras jazidas de ouro no território de Minas Gerais. Nos anos seguintes, bandeirantes vindos das vilas de São Paulo e Taubaté percorreram a região do Rio das Velhas à procura de ouro. Em 1696, Salvador Fernandes Furtado descobriu ouro nas margens do Rio do Carmo e ali ergueu o seu acampamento, que originou a Vila de Nossa Senhora do Carmo (atual Mariana). Dois anos depois, Antônio Dias de Oliveira descobriu o metal amarelo no sopé do Pico do Itacolomi e ali funda seu assentamento, embrião de Vila Rica (atual Ouro Preto). Em 1702, João de Siqueira Afonso descobriu essas pedras preciosas no vale do Rio das Mortes. Inicialmente, o ouro era extraído do leito dos rios, o que obrigava os garimpeiros a se mudar conforme o esgotamento do metal. Após algum tempo, a exploração passou a ser feita também nas encostas de montanhas, o que obrigava o assentamento permanente dos mineradores, proporcionando o surgimento dos primeiros povoados.
A notícia descoberta de ouro logo se espalhou e, nas décadas seguintes, centenas de milhares de pessoas ávidas por riqueza, sobretudo portugueses (o que inclui cristãos novos), mas também brasileiros oriundos de São Paulo, Bahia, Pernambuco e do Rio de Janeiro, se fixaram em Minas Gerais. A chegada de um grande número de pessoas em pouco tempo levou a epidemias e falta de alimentos.
Os paulistas se julgavam proprietários do ouro retirado das minas, alegando direito de descoberta e conquista, e não queriam que outros se apossassem dessa riqueza. Com isso, em 1707, entraram em conflito com os portugueses e brasileiros não paulistas (apelidados de "emboabas", termo tupi que significa "aquele que ofende"), ocasionando a Guerra dos Emboabas, encerrada em 1709. Os paulistas foram derrotados e muitos deles tiveram que abandonar as jazidas de ouro de Minas Gerais, tendo que procurar o metal na Região Centro-Oeste do Brasil, encontrando-o anos depois em Goiás e Mato Grosso. A imposição da autoridade da Coroa Portuguesa também contribuiu para o fim do conflito, a partir da criação da Capitania de São Paulo e Minas de Ouro em 1709.
Em 1711, as primeiras vilas foram criadas em Minas Gerais, sendo elas Sabará, Vila Rica e Vila do Nossa Senhora do Carmo. Em 1720, ocorreu a Revolta de Vila Rica contra as taxações sobre o ouro e, com isso, nesse mesmo ano foi criada a Capitania de Minas Gerais.

Mapa do Brasil no início do século XVIII.

A Coroa Portuguesa, então, passou a controlar com rigor a exploração de ouro nas minas, recolhendo 20% de tudo o que era produzido, o que ficou conhecido como quinto. A população da capitania continuava a crescer, mas existiam até então somente pequenos cultivos agropecuários de subsistência, o que demandava a importação de produtos de outras regiões da colônia. Novos acessos a região passaram a ser criados e o fluxo de pessoas e mercadorias aumentou intensamente surgindo, assim, o primeiro grande mercado consumidor do Brasil. Ao longo desses acessos apareciam povoados, tendo, portanto, papel fundamental no povoamento da capitania. Dentre esses trajetos destaca-se o Caminho Novo, que ligava as regiões mineradoras ao Rio de Janeiro. A intensa mistura de pessoas associada a riqueza oriunda do ouro e a vida urbana proporcionaram a formação de uma nova sociedade culturalmente diversa, com vários músicos, artistas, escultores e artesãos. Dentre os movimentos culturais destacam-se o trabalho de Aleijadinho e Mestre Ataíde, dentre outros, que permitiram o florescimento do Barroco Mineiro.

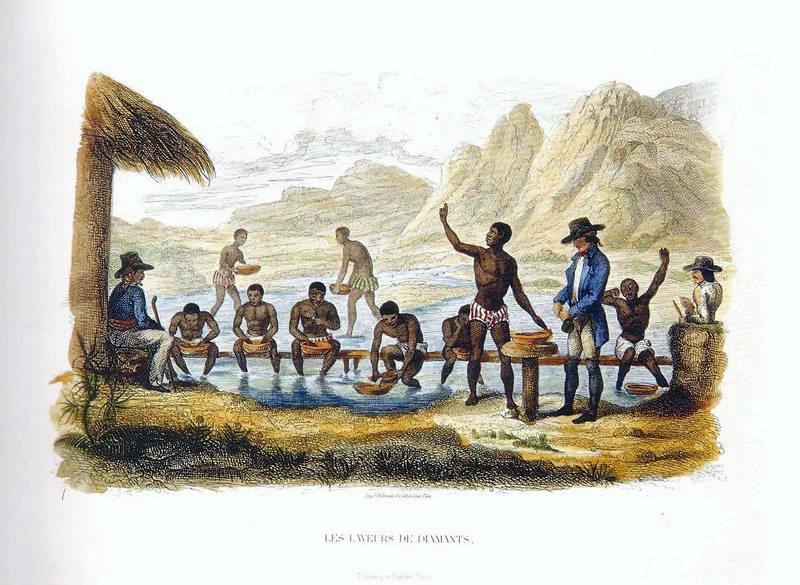
Lavra dos diamantes feita por escravos (autor desconhecido).

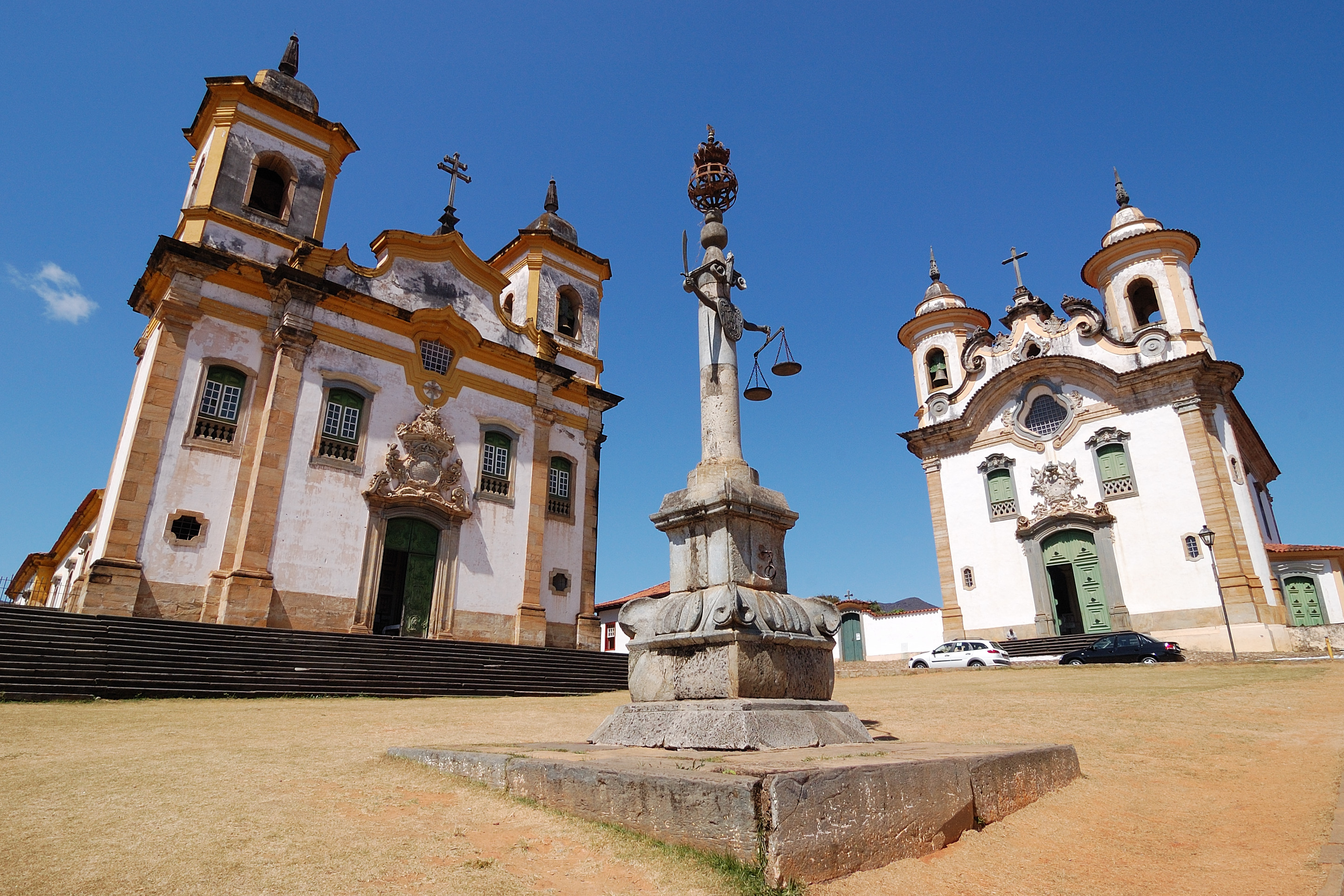
Igreja São Francisco de Assis e Igreja Nossa Senhora do Carmo na Praça de Minas Gerais, no centro histórico de Mariana

Na década de 1720, na região do vale do Jequitinhonha, ocorreu a descoberta do diamante, embora seus descobridores por décadas não reconheceram o valor desta pedra preciosa. Contudo, a Coroa Portuguesa, ao reconhecer a produção mineral da região, logo estabeleceu uma forma de cobrar impostos sobre a produção, de forma similar ao quinto do ouro. O principal núcleo de exploração dos diamantes era próximo de onde surgiu o Arraial do Tijuco (hoje Diamantina).
No auge da exploração do ouro, a mão de obra escravizada era essencial para os grandes proprietários. Desta forma, intensificou-se o comércio de negros trazidos do continente africano para trabalhar nas minas. Muitos dos negros tentavam e conseguiam fugir, o que provocou o intenso surgimento de quilombos por todo o atual estado. Estima-se que durante o século XVIII surgiram mais de 120 destas comunidades por toda a capitania. Contudo, tais assentamentos não se encontravam tão afastados dos centros mineradores, o que facilitava a fuga de mais negros. Existia, ainda, o comércio de produtos de subsistência entre os negros e comerciantes, que tiravam vantagem do preço mais baixo oferecido pelos quilombolas.

#### Inconfidência Mineira
No entanto, a partir da segunda metade do século XVIII a produção aurífera dava sinais claros de declínio. Para manter a arrecadação, a Coroa Portuguesa passou a aumentar os impostos e a fiscalização na colônia, além de criar a derrama, uma nova forma de imposto que garantiria seus lucros. As regiões auríferas passaram a ficar cada vez mais escassas, e os colonos não mais podiam arcar com tais impostos, levando o governo lusitano ao confisco de suas propriedades.

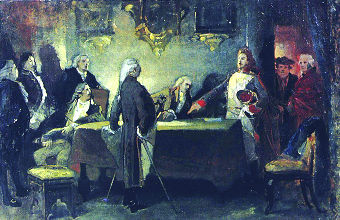
Reunião secreta dos participantes do movimento (Pedro Américo, 1892-93).

Tais ações consideradas abusivas trouxeram profunda insatisfação entre a população mineira. Então, influenciados pelos ideais do Iluminismo que surgira na Europa e se espalhavam pelo mundo ocidental, as elites mineradoras passaram a conjecturar um plano com o objetivo de criar uma nova república na região de Minas Gerais. A revolução estava marcada para acontecer em 1789, quando ocorreria uma nova cobrança da derrama. Dentre os líderes do movimento estavam os poetas Cláudio Manoel da Costa e Tomás Antônio Gonzaga, o padre Carlos Correia de Toledo e Melo, o coronel Joaquim Silvério dos Reis e o alferes Tiradentes. Contudo, a cobrança da derrama foi revogada pelas autoridades lusitanas. Ao mesmo tempo, tinha-se a investigação por parte da coroa sobre o movimento de insurreição que estaria para acontecer. Em troca do perdão de suas dívidas, Joaquim Silvério dos Reis delatou todo o plano dos inconfidentes, o que levou à prisão de vários de seus companheiros antes que a insurreição acontecesse. Como boa parte dos membros dos movimentos tinham forte ligação com a elite, poucos foram de fato condenados. Como Tiradentes era de origem popular, toda a responsabilidade do movimento foi atribuída a ele. Como forma de reprimir outros movimentos, a Coroa Portuguesa realizou o enforcamento e o esquartejamento do alferes, e partes de seu corpo foram espalhadas por vias de acesso da capitania.

#### Decadência da produção mineral

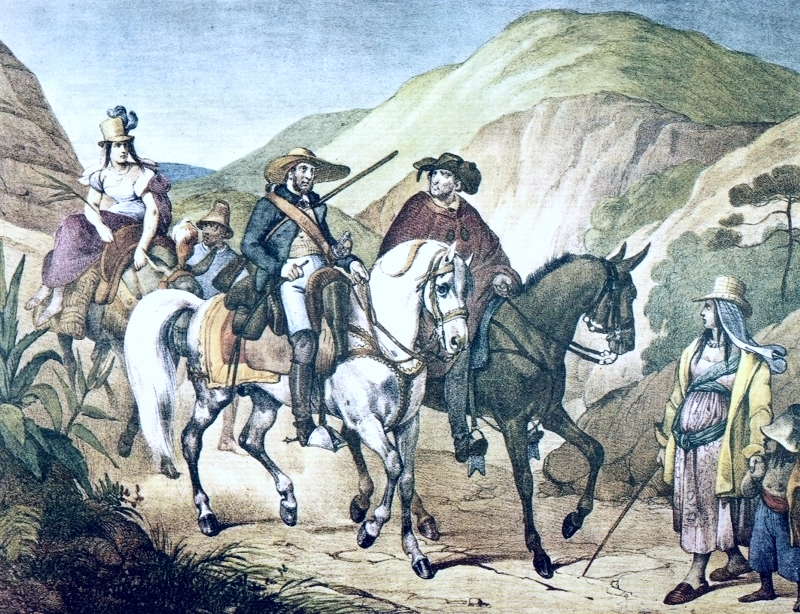
Habitantes de Minas Gerais c. 1820

Até então a maior parte da população da capitania concentrava-se nos núcleos urbanos e nas proximidades da região mineradora. Contudo, o esgotamento das jazidas auríferas e de diamantes levou à diáspora da população urbana, que se deslocou para outras regiões. Os desbravadores passaram a criar novas fazendas por outras regiões do atual estado, erguiam capelas onde posteriormente surgiam arraiais e vilas. No início do século XIX, houve uma intensa criação de vilas, freguesias, distritos e municípios. Isto contribuiu para a expansão e povoamento do território mineiro, expandido suas fronteiras para o norte (adquirindo partes da província de Pernambuco), para leste (adquirindo áreas do Espírito Santo), para o oeste (anexando a região do Triângulo Mineiro, antes pertencente a Goiás). A população mineira passou a ser predominantemente rural, e as cidades do ouro ficaram cada vez mais vazias, o que teve grande influência na cultura e na política da província.

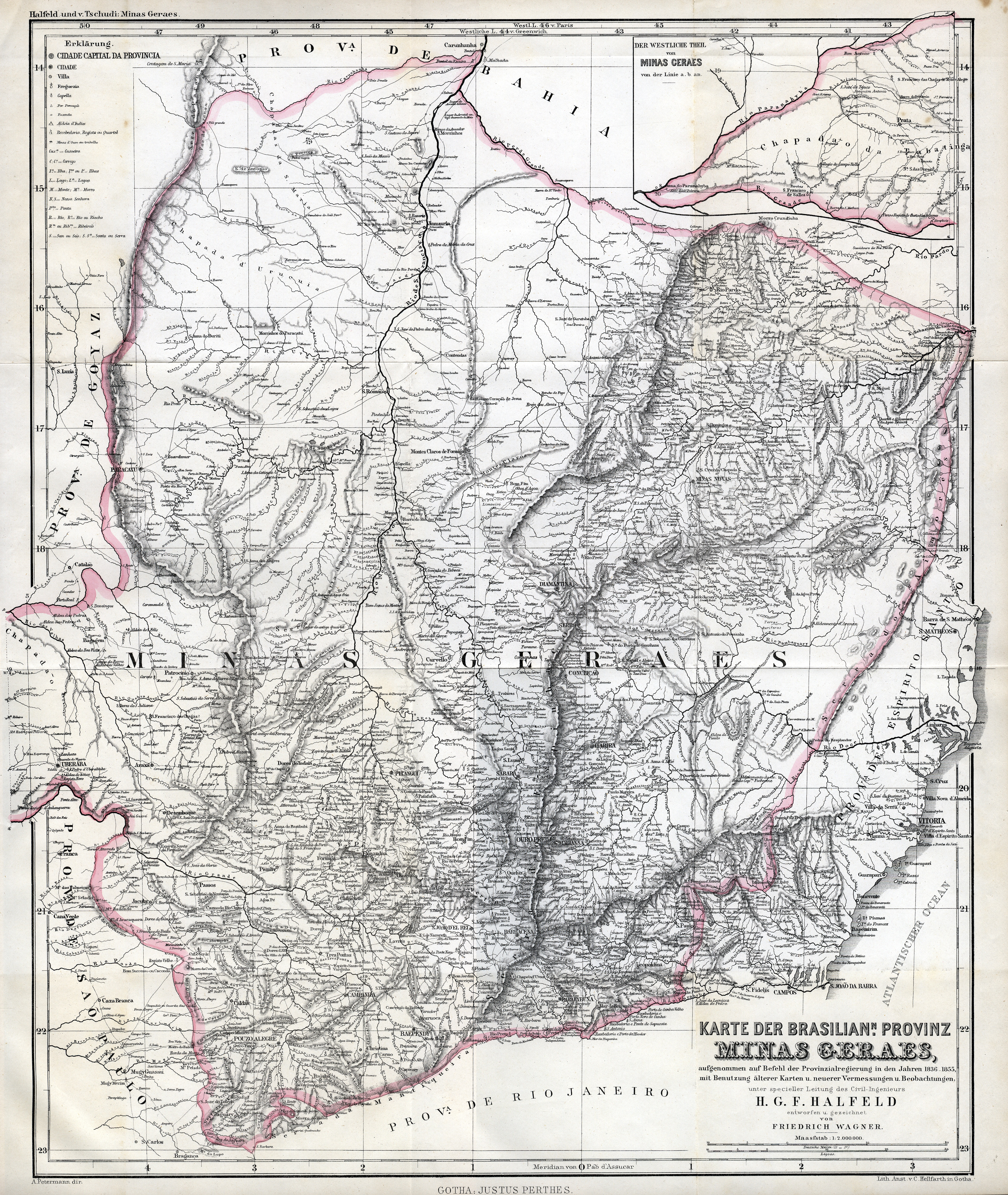
Mapa de Minas Gerais em 1865.

### O período imperial
Em 1820, ocorreu a Revolução Liberal do Porto em Portugal. O rei Dom João VI e os governadores das capitanias do Brasil tiveram que jurar lealdade à nova constituição portuguesa, o que constrangeu governadores que eram aliados do absolutismo, o que incluía o da Capitania de Minas Gerais, Manuel de Portugal e Castro, que a governou de 1814 a 1821. A partir de 1823, a província de Minas Gerais passou a ser governada por um presidente, nomeado pelo poder central.
Se, durante o período colonial, a Capitania de Minas Gerais apresentava certas peculiaridades, ao longo do Império a província tornou-se semelhante às demais tanto política quanto economicamente, o que se deve à organização do tipo estado unitário imposta pela Constituição de 1824. Mesmo assim, os mineiros continuaram influindo em acontecimentos que marcaram a nação, como a abdicação do imperador Pedro I em 1831.
Durante o período imperial, Minas teve duas mobilizações importantes da população. A primeira delas foi a Sedição Militar de 1833, um movimento sem consistência que queria o retorno de Dom Pedro I ao país, mas foi logo abafado pelo governo provincial. Outro grande movimento foi a Revolução Liberal de 1842. No Brasil Império as forças políticas estavam divididas essencialmente entre liberais e conservadores. Quando Dom Pedro II atingiu a maioridade em 1840, o Partido Conservador assumiu o poder, o que provocou a revolta dos liberais. Tiveram início, então, conflitos armados na província de São Paulo, que ganharam adesão dos liberais mineiros em 1842, com a participação inicial de quinze dos quarenta e dois municípios existentes na época. Para conter os revoltosos, o governo imperial enviou guardas nacionais e unidades do exército, que deveriam prender os líderes do partido liberal. Transcorreram vários conflitos durante mais de dois meses até que o movimento foi finalmente abafado por completo. Os líderes foram julgados e absolvidos seis anos depois.

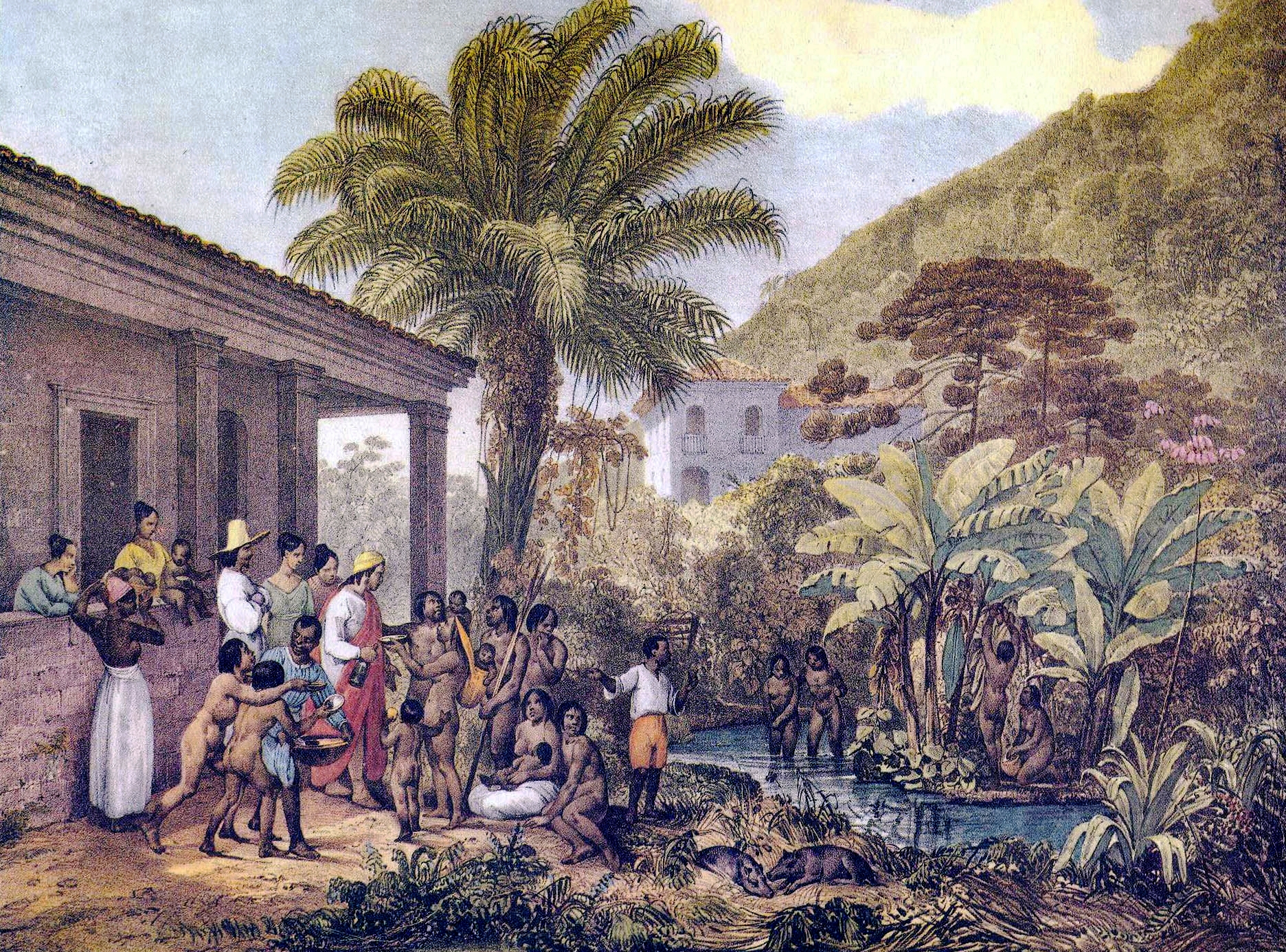
Índios em uma fazenda c. 1824

Durante a segunda metade do século XIX, surgiram os primeiros avanços no setor industrial em Minas. No campo siderúrgico, começava a aumentar a produção e manufatura do ferro. Surgiram ainda várias fábricas de produtos têxteis, laticínios, vinhos, alimentos, cerâmicas e louças. Contudo, as atividades agropecuárias dominavam a economia da época, sendo voltadas principalmente para subsistência, desfavorecendo o crescimento econômico da província. A mão de obra era predominantemente escrava, provenientes dos que restaram das atividades mineradoras. A produção de café voltada para a exportação chegou à província no início do período imperial e aumentou substancialmente até o fim do século, tendo esse grão como principais regiões de cultivo em Minas a Zona da Mata e o sul. Porém, a produção paulista sempre foi expressivamente maior e fatores administrativos, naturais e econômicos desfavoreceram o desenvolvimento da cafeicultura mineira na época.

### República
Em 1889, a República foi proclamada no Brasil e Minas Gerais se tornou um Estado da Federação. No entanto, a adaptação ao novo regime político não foi fácil: nos 19 primeiros meses de República (15 de novembro de 1889 a 15 de junho de 1891), Minas teve 14 períodos administrativos e sete autoridades se revezaram no poder.

Com a República, surgiam os primeiros grandes barões do café em Minas Gerais, responsáveis por aumentar significativamente a produção do estado. Esses cafeicultores possuíam bastante influência na política do estado. 

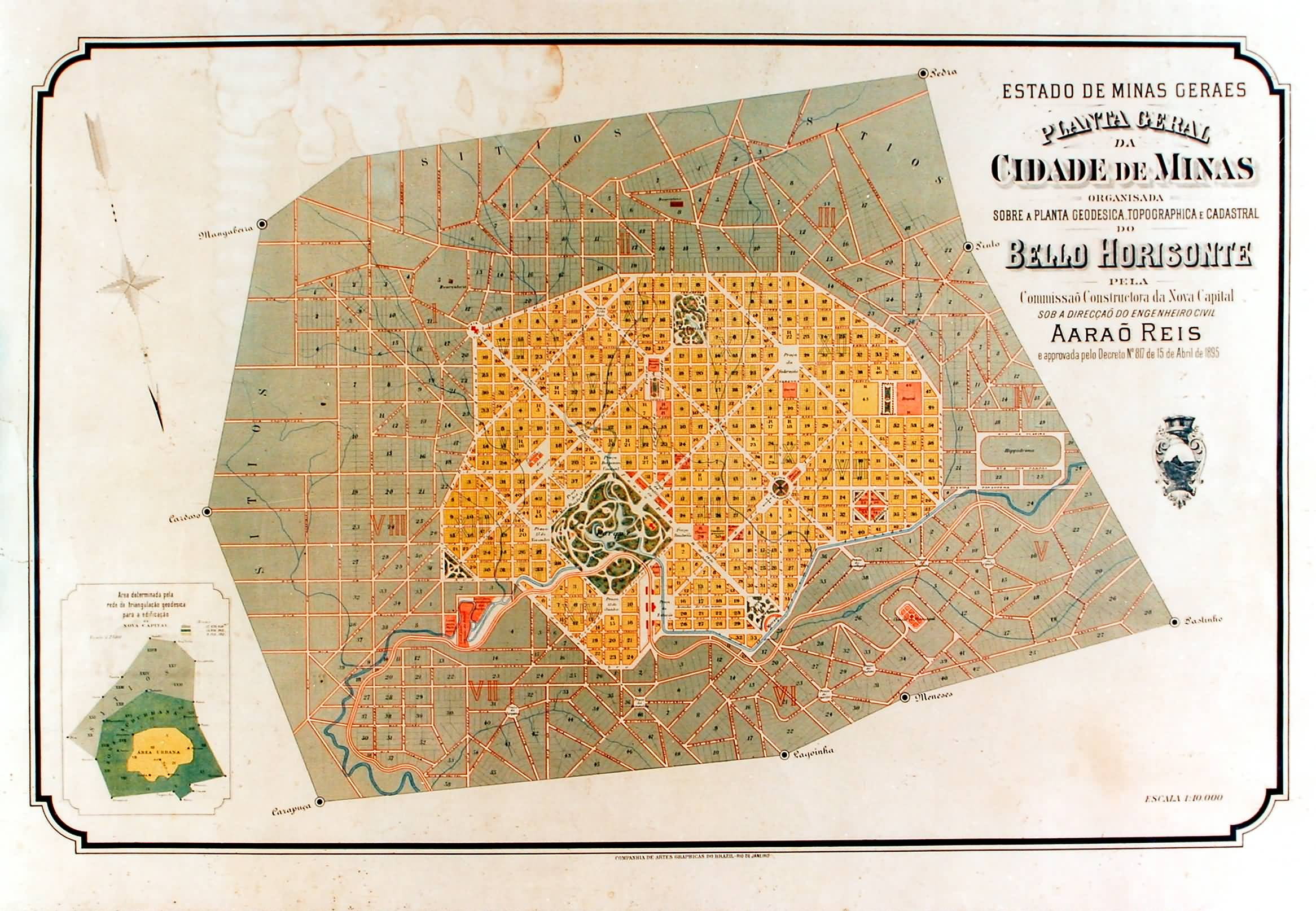
Planta de Belo Horizonte, uma das primeiras cidades planejadas do país.

O ciclo do café no estado teve certas características particulares que desfavoreceram o crescimento econômico do estado. O lucro gerado pela cultura era em parte destinado aos portos de exportação nos estados vizinhos. Além disso, findo o período da escravidão, não houve a transição direta para o trabalho livre e assalariado nas lavouras, o que levou à menor circulação monetária. Outro agravante era a desarticulação entre as regiões do estado, que tinham mais relações econômicas com os estados vizinhos. Em reconhecimento a esta situação, as elites mineiras iniciaram uma tentativa de centralizar a economia estadual a partir de diversas iniciativas, dentre elas a criação de uma nova capital, Belo Horizonte, em 1897. Uma exceção ao atraso industrial de Minas Gerais na República Velha foi a cidade de Juiz de Fora, que apresentou um surto de desenvolvimento industrial sustentado pela economia cafeeira aliado à proximidade com o Rio de Janeiro. Contudo, tal desenvolvimento durou até 1930, quando a competição com os outros grandes centros industriais do país levou à estagnação e posterior declínio do parque industrial da cidade.
Com a capital já transferida para Belo Horizonte e o governo estadual organizado, a partir de 1898 Minas Gerais, na época o estado mais populoso do Brasil, já estava preparado para entrar para entrar no cenário político brasileiro. Com isso, as oligarquias mineiras firmaram com as elites paulistas a chamada Política do café com leite, na qual os presidentes eleitos seriam alternados entre paulistas e mineiros. Os mineiros Afonso Pena, Venceslau Brás, Delfim Moreira e Artur Bernardes passaram pela presidência do Brasil na política do café com leite.
Durante a República Velha, o principal partido político em Minas era o Partido Republicano Mineiro (PRM), que tinha como nomes fortes Bias Fortes, Silviano Brandão, Francisco Antônio de Sales, Artur Bernardes e Raul Soares, todos os quais já foram governadores do estado. O partido tinha bastante poder, controlava as nomeações políticas, cooptava clubes cívicos e cafeicultores e intimidava a imprensa.
Apesar de algumas divergências na política do café com leite entre São Paulo e Minas Gerais, o que permitiu a eleição de presidentes de outros estados, ambos os estados nunca deixaram de exercer influência sobre o processo eleitoral. Na década de 1920, vários fatores aceleraram o declínio do domínio oligárquico, como revoltas populares, movimentos tenentistas e a crise econômica do café, que se agravou ainda mais com a grande depressão. Mas a política do café-com-leite terminou de fato quando o então presidente paulista Washington Luís deveria indicar um mineiro para sucessão, mas indicou outro paulista, Júlio Prestes. Em oposição ao episódio, Minas Gerais se uniu à Aliança Liberal, que realizou um golpe de Estado em 1930 e instaurou uma nova república no Brasil, sob o comando de Getúlio Vargas.
Durante a Era Vargas, Minas Gerais perdeu seu poder político e foi o agente garantidor da ordem, a base de apoio de Getúlio Vargas, principalmente durante o Estado Novo. Uma das primeiras manifestações na luta contra o Estado Novo foi o Manifesto dos Mineiros, de 24 de outubro de 1943, pedindo a democratização do país.

#### Industrialização e desenvolvimento
O projeto de desenvolvimento mineiro estava pautado por duas orientações. A primeira delas incluía a diversificação produtiva, em que se pretendia a criação de uma forte agricultura capaz de sustentar o desenvolvimento industrial. A outra estratégia envolvia o aproveitamento dos recursos naturais do estado para realizar a especialização produtiva, com a produção de bens intermediários. Ao longo da primeira metade do século XX, o plano foi sendo gradualmente implementado com diversas iniciativas, como a criação da Cidade Industrial de Contagem em 1941. Contudo, o avanço foi prejudicado por conta de problemas logísticos como a falta de energia e de uma rede eficiente de transportes.

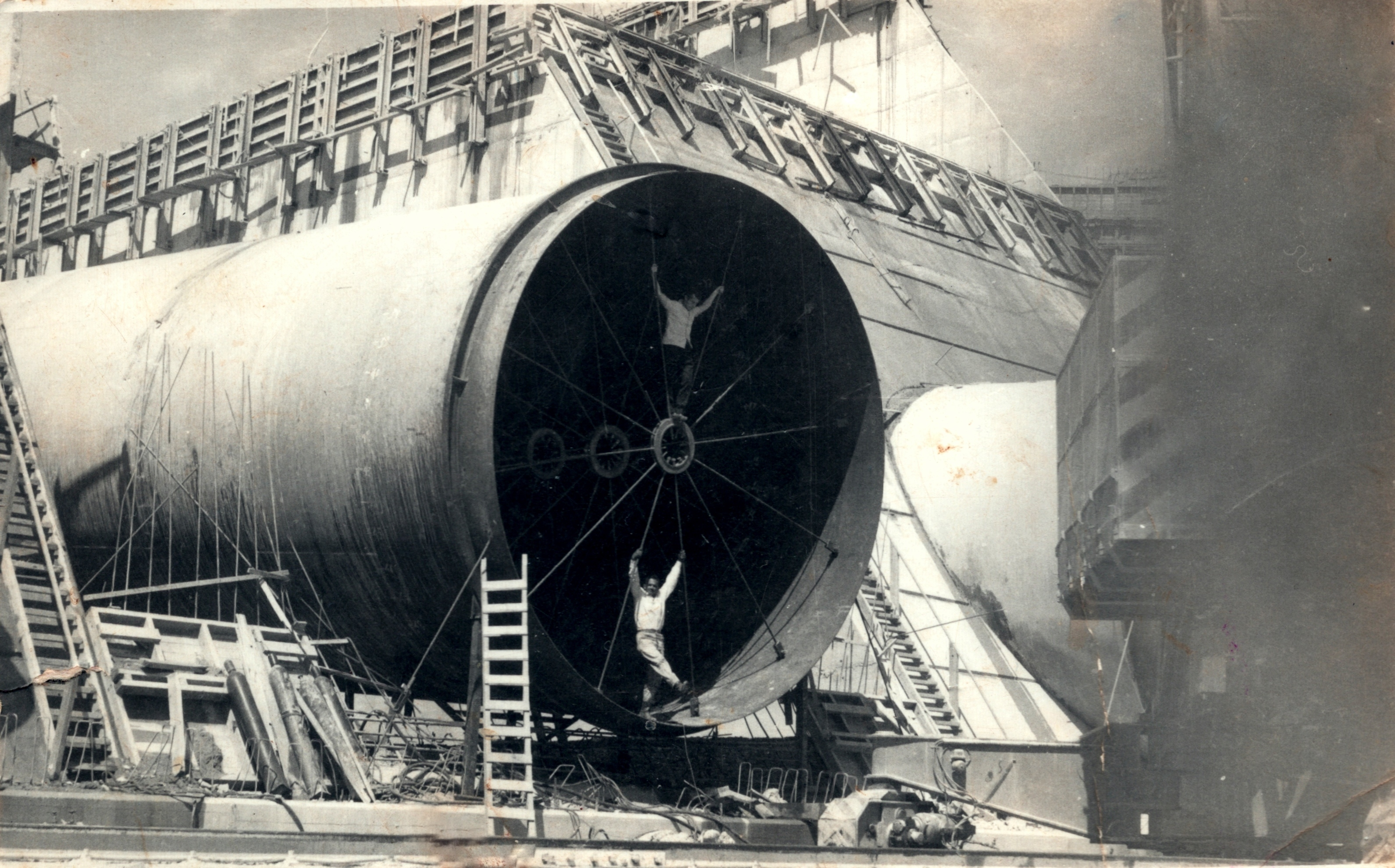
Tubulação utilizada para construção da Usina Hidrelétrica de Furnas.

A partir do fim da década de 1940 e ao longo da década de 1950, no entanto, Minas Gerais passa por um importante processo de transformação, que visa sanar os problemas que barravam o desenvolvimento mineiro, principalmente durante o período do mandato de Juscelino Kubitschek como governador (1951-1955) e presidente da república (1956-1961). Foram criadas a Companhia Energética de Minas Gerais (Cemig), várias usinas hidroelétricas e milhares de quilômetros de rodovias. Um importante setor industrial que se desenvolveu neste período foi o metalúrgico, sustentado pela exploração do ferro na região central do estado. Contudo, a instabilidade econômica que se sucedeu durante a década de 1960 afetou a continuidade de tal crescimento, deixando o estado em defasagem. Durante a ditadura militar, as federações de indústrias de Minas Gerais e importantes industriais mineiros apoiaram o regime.
Na década de 1970, porém, Minas retoma sua trajetória de crescimento econômico beneficiado, sobretudo, pelo processo de descentralização industrial. Como resultado, o crescimento do produto interno bruto mineiro foi superior à média nacional por vários anos. Tal processo deveu-se ao incremento da produção industrial e fortalecimento da agricultura. Tal processo provocou ainda o aumento da porcentagem da população que vivia nas cidades, embora boa parte deste êxodo rural tenha motivado a emigração da população para os grandes centros urbanos de outros estados. Na década de 1980, o crescimento econômico mineiro sofre uma nova descontinuidade por conta da crise econômica generalizada pela qual o país passava. Mesmo assim, o crescimento mineiro ainda foi superior à média nacional. A partir da década de 1990, o estado apresentou baixo dinamismo econômico, seguindo a tendência nacional. A partir de então, Minas se consolida na economia nacional com o terceiro maior PIB do país, e se mantém na posição até hoje.

## Geografia

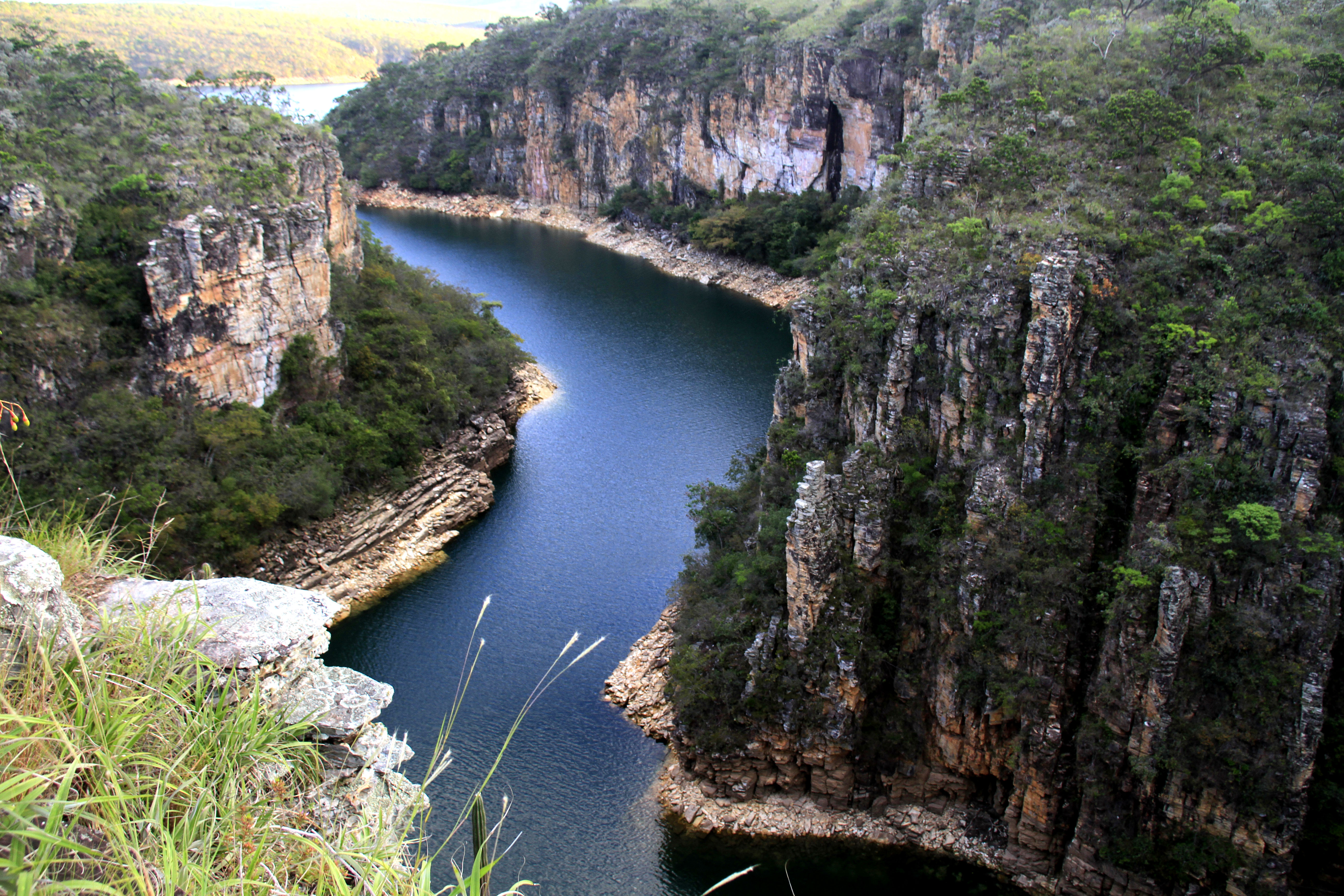
Cânion do rio Piumhi no município de Capitólio.

Minas Gerais é uma das 27 unidades federativas do Brasil, localizada na Região Sudeste do país, limitando-se com os estados de São Paulo a sul e sudeste, Rio de Janeiro a sudeste, Mato Grosso do Sul a oeste, Goiás e Distrito Federal a noroeste, Bahia (a norte e nordeste) e Espírito Santo a norte e leste, tendo um total de 4 727 km de linha fronteiriça. A área do estado, segundo o Instituto Brasileiro de Geografia e Estatística (IBGE), é de 586 513,983 km² (um pouco menor que a soma das áreas ocupadas por Portugal e Espanha juntos, de 596 994 km²) e equivale a 6,89% do território brasileiro, sendo o quarto maior estado em tamanho territorial (depois de Amazonas, Pará e Mato Grosso), dos quais 2 525,8 km² estão em perímetro urbano. A distância linear entre os pontos extremos estaduais é de 1 248 km no sentido leste–oeste e 986 no sentido norte–sul.

### Relevo

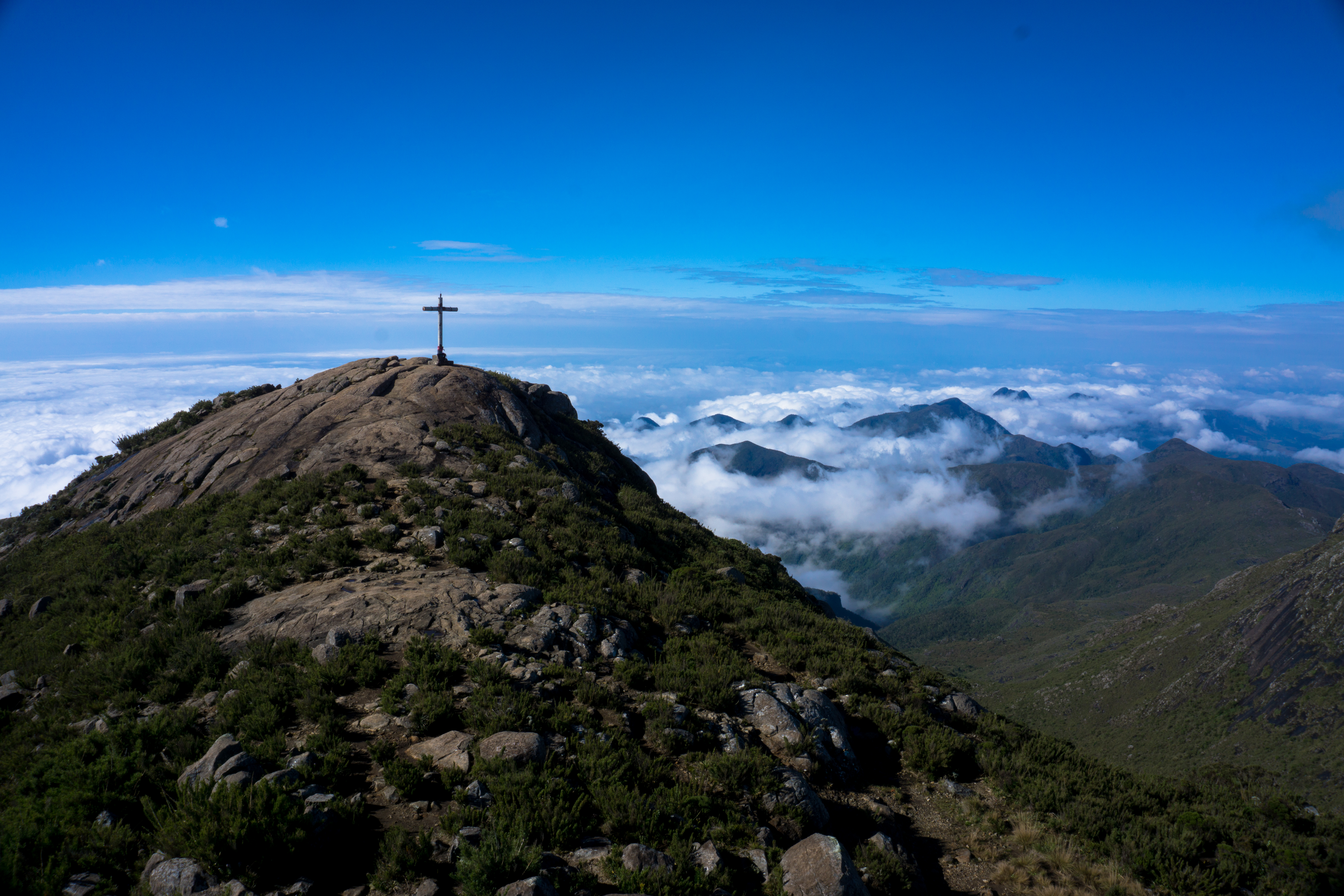
Pico da Bandeira, o ponto mais alto do estado, com a Serra do Caparaó ao fundo.

Mais de 90% do território mineiro está acima de 300 m de altitude, quase 60% do mesmo acima dos 600 m e 20% entre 900 e 1500 m de altitude, tendo predominância de planaltos com escarpas e depressões, mais notáveis na região central. O ponto mais alto do estado é o Pico da Bandeira, situado na divisa com o Espírito Santo, com 2 891 metros de altitude (o terceiro maior do país), seguido pelo Pico do Cristal com 2 780 metros. Além da Serra do Caparaó, onde está o pico da Bandeira, outros maciços montanhosos merecem destaque no território mineiro, dentre eles a Serra do Espinhaço, que segue do centro em direção ao norte do estado até o limite com a Bahia. Ao sul, delimitando a fronteira com os estados de São Paulo e Rio de Janeiro, está a Serra da Mantiqueira na qual se situam alguns dos mais altos picos do país, como o Agulhas Negras com 2 787 metros de altitude. Outras cadeias montanhosas de menor porte espalham-se por todo o estado, dentre as mais notáveis a Serra da Canastra e do Lenheiro.
Oficialmente, as formas de relevo existentes no estado de Minas Gerais podem ser divididas nos seguintes tipos de unidades geomorfológicas: planalto Cristalino, serra do Espinhaço, depressão do rio São Francisco, planalto do São Francisco e planalto do Paraná. O planalto cristalino possui altitudes médias de 800 metros — sendo reduzida ao aproximar-se da Zona da Mata —, apresentando depressões onde originam-se os vales dos rios Jequitinhonha e Doce. A serra do Espinhaço possui altitude média de 1 300 metros, relevando-se por dividir a bacia do rio São Francisco com as bacias hidrográficas costeiras. A depressão do rio São Francisco tem altitude média de 500 metros e está presente na parte oeste de Minas, em sentido norte-sul. O planalto do São Francisco tem altitude média de mil metros e é composto por chapadões acidentados entrelaçados por vales. Por fim, o planalto do Paraná tem altitude média de 600 metros e corresponde ao sudoeste mineiro, sendo cortado por rios como o da Prata, Tijuco e o Araguari.

### Hidrografia

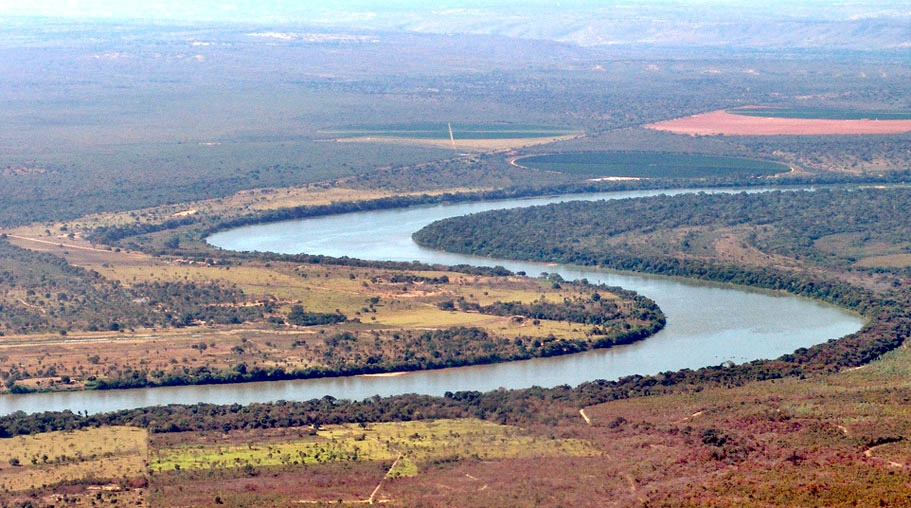
Trecho do rio São Francisco entre os municípios de Ponto Chique e Várzea da Palma.

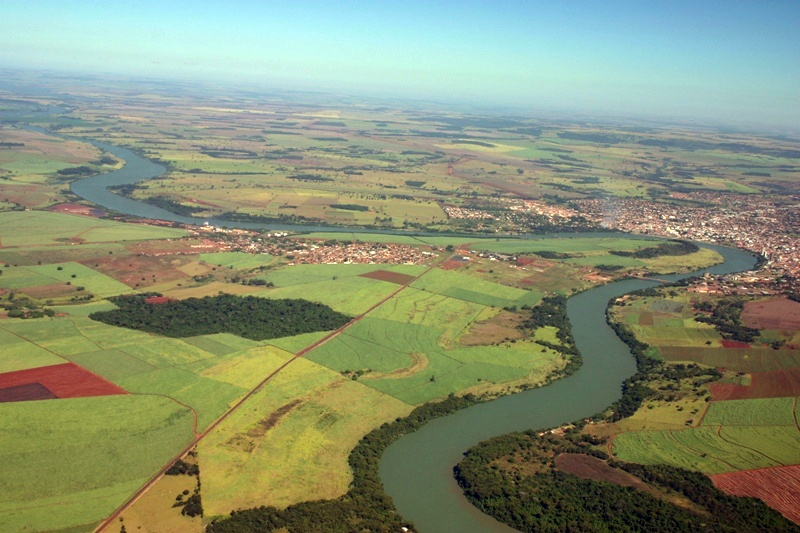
Fotografia aérea do rio Paranaíba, na divisa de Itumbiara (GO) e Araporã (MG).

Na rede hidrográfica, entre os principais rios do estado de Minas Gerais estão o Doce, que nasce entre as encostas das serras da Mantiqueira e Espinhaço e percorre 853 km até desaguar no Oceano Atlântico, no Espírito Santo; o Grande, cuja nascente está na Serra da Mantiqueira, no município de Bocaina de Minas, percorrendo 1 360 km até o Rio Paranaíba, formando assim o Rio Paraná (no estado de São Paulo); o Paranaíba, que nasce na Mata da Corda, em Paranaíba, e tem aproximadamente 1 070 km; o São Francisco, que nasce na Serra da Canastra, percorre 2 830 km, cortando a Bahia e passando por Pernambuco, Sergipe e Alagoas até desaguar no oceano, sendo suas águas essenciais para o turismo, lazer, irrigação e transporte em várias cidades, especialmente no norte mineiro e, por fim, o Jequitinhonha, que nasce na serra do Espinhaço, em Serro, e percorre 920 km até sua foz no Atlântico. Outros rios importantes do estado são o Mucuri, Pardo, Paraíba do Sul, São Mateus e das Velhas. O Parque Estadual do Rio Doce abriga o maior sistema lacustre do estado. Contudo, existem importantes reservatórios de usinas hidrelétricas, como a Represa de Furnas no sul e a Três Marias no centro do estado.
Devido à grande quantidade de nascentes, o estado é conhecido como a caixa-d'água do Brasil, tendo muitos desses rios relevância energética, agrícola e turística, com grande presença de usinas hidrelétricas, canais para irrigação e atividades de lazer. Dezesseis bacias hidrográficas compõem o estado de Minas Gerais, sendo a maior delas a do São Francisco, que abrange uma área de 2,3 milhões de km² no território nacional. Quatro regiões hidrográficas abrangem o território mineiro, sendo elas a do São Francisco (tendo como principais componentes, em Minas, os rios São Francisco, das Velhas e Paracatu), do Atlântico Leste (rios como São Mateus, Doce, Itaúnas e Itabapoana), do Atlântico Sudeste e do Paraná (composta pelas sub-bacias dos rios Paranaíba e Grande). Na estação das secas é observado um menor volume das águas, sendo que no norte mineiro alguns cursos chegam a secar nos períodos de estiagem. Já na estação das chuvas ocorre a cheia dos rios e, por vezes, enchentes.

### Clima

Minas Gerais na classificação climática de Köppen.

No estado de Minas Gerais, predominam quatro tipos distintos de clima: o clima subtropical de altitude (Cwb, segundo a Classificação climática de Köppen-Geiger), que ocorre nas regiões mais elevadas das serras da Canastra, Espinhaço e Mantiqueira e em pequenas áreas próximas às cidades de Araguari e Carmo do Paranaíba, tendo estiagens no inverno e temperaturas amenas durante o ano e cuja temperatura média do mês mais quente é inferior a 22 °C; o clima subtropical de inverno seco — e com temperaturas inferiores a 18 °C — e verão quente — temperaturas maiores de 22 °C — (Cwa), observado a norte das serras do Espinhaço e do Cabral; clima tropical com inverno seco (Aw), que predomina no Triângulo Mineiro, na Zona da Mata, Vale do Rio Doce e em quase toda a metade norte do estado, tendo estação seca no inverno e chuvas abundantes no verão, com precipitações anuais entre 750 mm a 1 800 mm; e o clima tropical semiúmido com chuvas no verão (As), que ocorre no norte mineiro, com precipitações anuais sempre inferiores a 1 000 mm e por vezes menores que 750 mm. Segundo a Superintendência do Desenvolvimento do Nordeste (Sudene), o clima semiárido está presente em 88 municípios mineiros, todos no norte do estado, muitos dos quais estão em processo de desertificação.
O estado sofre influência de frentes frias durante todo o ano, no entanto, no inverno, a presença do anticiclone do Atlântico Sul impede o avanço da umidade, mantendo os dias secos e ensolarados, e favorece a influência de massas de ar frio, configurando-se a estação seca. Entre o final da primavera e começo do verão (principalmente entre novembro e março), com o afastamento do anticiclone, as frentes frias atuam com maior intensidade e há uma intensa organização da convecção tropical, manifestada por uma banda de nebulosidade convectiva, as chamadas zonas de convergência — dentre as quais a zona de convergência do Atlântico Sul (ZCAS) é a que mais afeta o estado, provocando dias seguidos de chuvas intensas em algumas regiões. Devido à nebulosidade, as chuvas causadas pelas ZCAS e por frentes frias são capazes de provocar quedas de temperatura, que normalmente fica elevada nessa época, devido à atuação de massas de ar quente continentais.

### Ecologia e meio ambiente

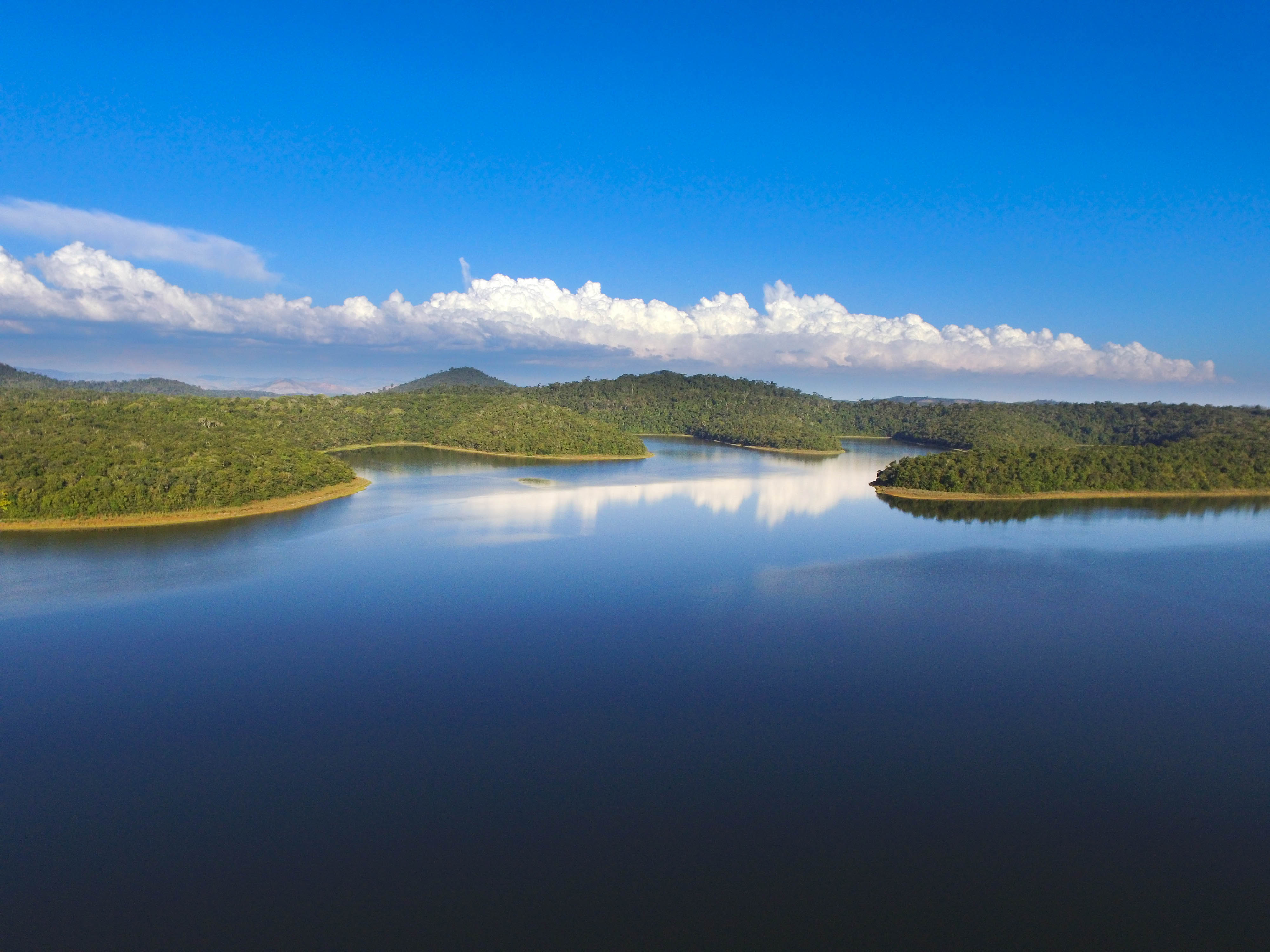
O Parque Estadual do Rio Doce, no Vale do Rio Doce, abriga a maior reserva de Mata Atlântica do estado. Na imagem, a Lagoa Dom Helvécio.

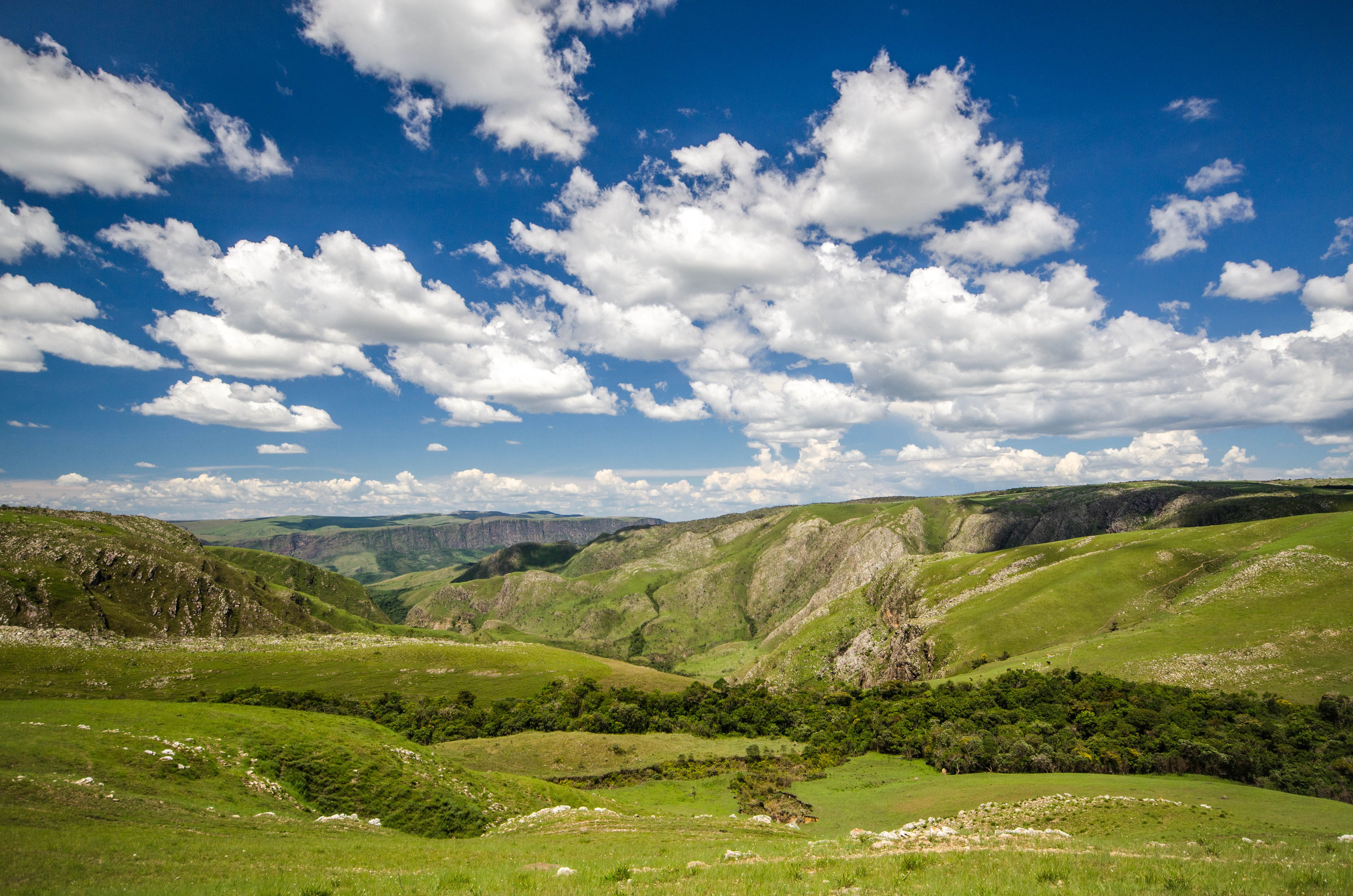
Parque Nacional da Serra da Canastra.

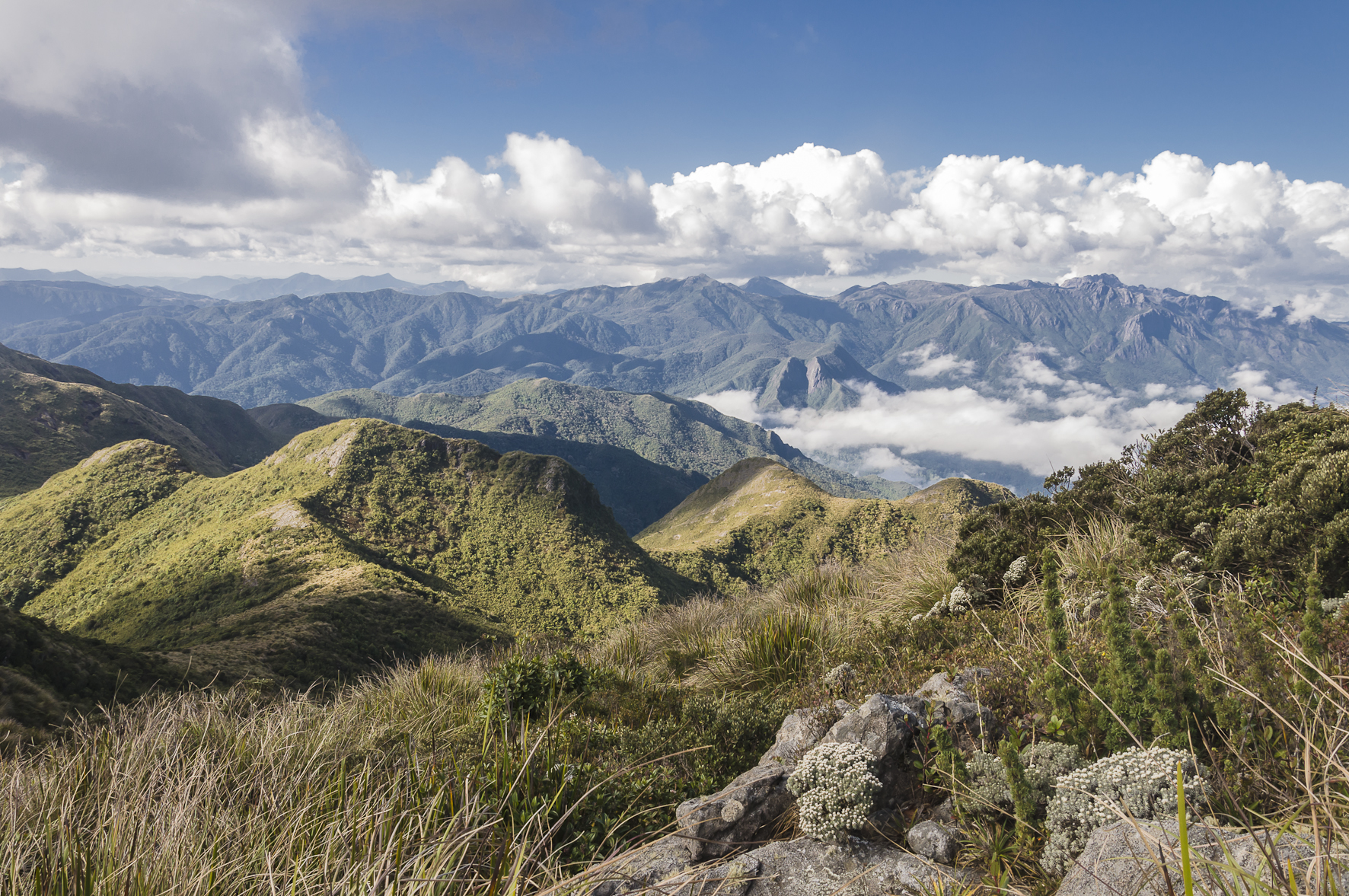
Vista da Serra da Mantiqueira próxima a Aiuruoca.

Originalmente, a cobertura vegetal de Minas Gerais era constituída por quatro biomas principais: Cerrado, Mata Atlântica, Campos Rupestres e a mata seca. O cerrado é o bioma predominante, sendo observado em 50% do território mineiro, mais presente na porção oeste do estado. A vegetação é predominantemente rasteira, composta por gramíneas, arbustos e árvores, tendo como representantes da fauna tamanduá, tatu, anta, jiboia, cascavel e o cachorro-do-mato, além de espécies ameaçadas de extinção, como o lobo-guará, o veado-campeiro e o pato-mergulhão.
A Mata Atlântica ocupa a segunda maior área de ocorrência em Minas Gerais, predominando nas regiões da Zona da Mata, Campos das Vertentes, Sul, Metropolitana de Belo Horizonte, Vale do Rio Doce e Vale do Mucuri, no entanto foi fortemente devastada, ocorrendo atualmente em áreas restritas. A vegetação é densa e, devido ao elevado índice pluviométrico, bastante verde, sendo possível encontrar bromélias, cipós, samambaias, orquídeas e líquens e, na fauna, macacos, preguiças, capivaras, onças, araras, papagaios e beija-flores. Os campos rupestres possuem cobertura vegetal de menor porte e são típicos das terras altas do estado, tendo vegetação herbácea e poucas árvores, apresentando raposas, veados, micos, capivaras e cobras. Já a mata seca é uma fitocenose do cerrado e ocorre no norte do estado, no vale do rio São Francisco, apresentando plantas espinhosas e com galhos secos, dentre as quais destacam-se as barrigudas, os ipês e os pau-ferros na flora e a ariranha, a onça, a anta, a capivara e a águia-pescadora na fauna.
Segundo o Instituto Estadual de Florestas (IEF), o estado contava, em 2012, com onze estações ecológicas (que protegiam um total de 12 528,9812 ha.), nove reservas biológicas (16 977,35 ha.), onze monumentos naturais (8 581,8 ha.), quatro refúgios de vida silvestre (22 292,76 ha.), 16 áreas de proteção ambiental (APA — 2 154 705,71 ha.), duas florestas estaduais (4 538,87 ha.), uma reserva de desenvolvimento sustentável (4 538,87 ha.), 182 reservas particulares do patrimônio natural (RPPN — 90 148,39 ha.), e 23 parques estaduais. Sete parques nacionais também estão situados em Minas Gerais: Caparaó, Grande Sertão Veredas, Itatiaia, Cavernas do Peruaçu, Sempre-Vivas, Serra da Canastra e Serra do Cipó, de acordo com o Instituto Chico Mendes de Conservação da Biodiversidade (ICMBio). A Serra do Cipó é inclusive a maior comunidade vegetal em espécies por metro quadrado do mundo.
Apesar da existência das áreas de preservação, o estado ainda apresenta consideráveis índices de desmatamento, encontrando-se com 9,84% de seu território dentro do polígono das secas, segundo dados da Organização das Nações Unidas para Agricultura e Alimentação (FAO). Outra situação grave é a da Mata Atlântica, cujo bioma perdeu um espaço de 10 572 ha. entre 2011 e 2012 em Minas Gerais, o que representa 44% do total desmatado em todo país.
A Mata Atlântica, que já chegou a se estender do Rio Grande do Sul ao Rio Grande do Norte de hoje, foi quase totalmente devastada, restando atualmente apenas 5% de sua vegetação original (cerca de 52 000 km²); em Minas Gerais, cobria cerca de 81,8% da área que corresponde ao atual estado, mas hoje esse percentual é de apenas de 7%, sendo os principais responsáveis pelo desflorestamento, no período colonial, a extração do pau-brasil e as plantações de cana-de-açúcar e café e, mais recentemente, a mineração e a agropecuária. Por outro lado, muitos projetos do governo e iniciativas privadas estão tentando reverter este quadro.

## Demografia

Estimativa da densidade populacional dos municípios de Minas Gerais em 2012.
0-25 hab/km²
25-50 hab/km²
50-100 hab/km²
100-150 hab/km²
150-200 hab/km²
200-300 hab/km²
300-400 hab/km²
400-500 hab/km²
> 500 hab/km²

Minas Gerais é o segundo estado mais populoso do Brasil, com uma população de 20 539 989 habitantes em 2022 e uma densidade demográfica de 35,02 habitantes por quilômetro quadrado. Ao longo do século passado, Minas tem sempre apresentado um crescimento populacional inferior à media nacional. O movimento da população rural em direção às zonas urbanas observado durante o mesmo período também foi acentuado, contudo bem abaixo da média nacional. Ainda durante o mesmo período, observou-se o intenso movimento emigratório da população mineira em direção a outros estados que se mostravam promissores durante seu desenvolvimento industrial, especialmente São Paulo e Rio de Janeiro. Especialmente durante a década de sessenta, mais de dois milhões de mineiros deixaram o estado. Ao longo das décadas seguintes, a população continuou a emigrar para outras regiões mas, devido às novas oportunidades que surgiam em Minas, essa taxa foi gradualmente diminuindo. Somente na década de 1990 o saldo migratório tornou-se favorável para Minas, ou seja, o estado possuía mais imigrantes do que emigrantes.
A região central do estado, em especial a região metropolitana de Belo Horizonte, é a mais populosa e a que apresenta maior crescimento populacional em todo o estado. Logo a seguir encontram-se as regiões do Alto Parnaíba, Centro-Oeste, Sul e Triângulo. A região nordeste do estado, por sua vez, possui o menor contingente populacional do estado em virtude da pobreza e estagnação econômica da região.
A população mineira era composta em 2012 por 49,2% de homens e 50,8% de mulheres. A taxa de fecundidade em 2012, ou seja, a quantidade média de filhos que uma mulher teria em média é de 1,7, pouco abaixo da média nacional que é 1,8. A mortalidade infantil no mesmo ano, por sua vez, ficou em 13,2 mortes por mil nascidos vivos, também abaixo da média brasileira de 15,7 mortes. Por fim, a esperança de vida ao nascer em Minas ficou em torno de 76 anos, sendo que para as mulheres esta expectativa é de 79 anos e para os homens é de aproximadamente 73 anos.

### Etnias

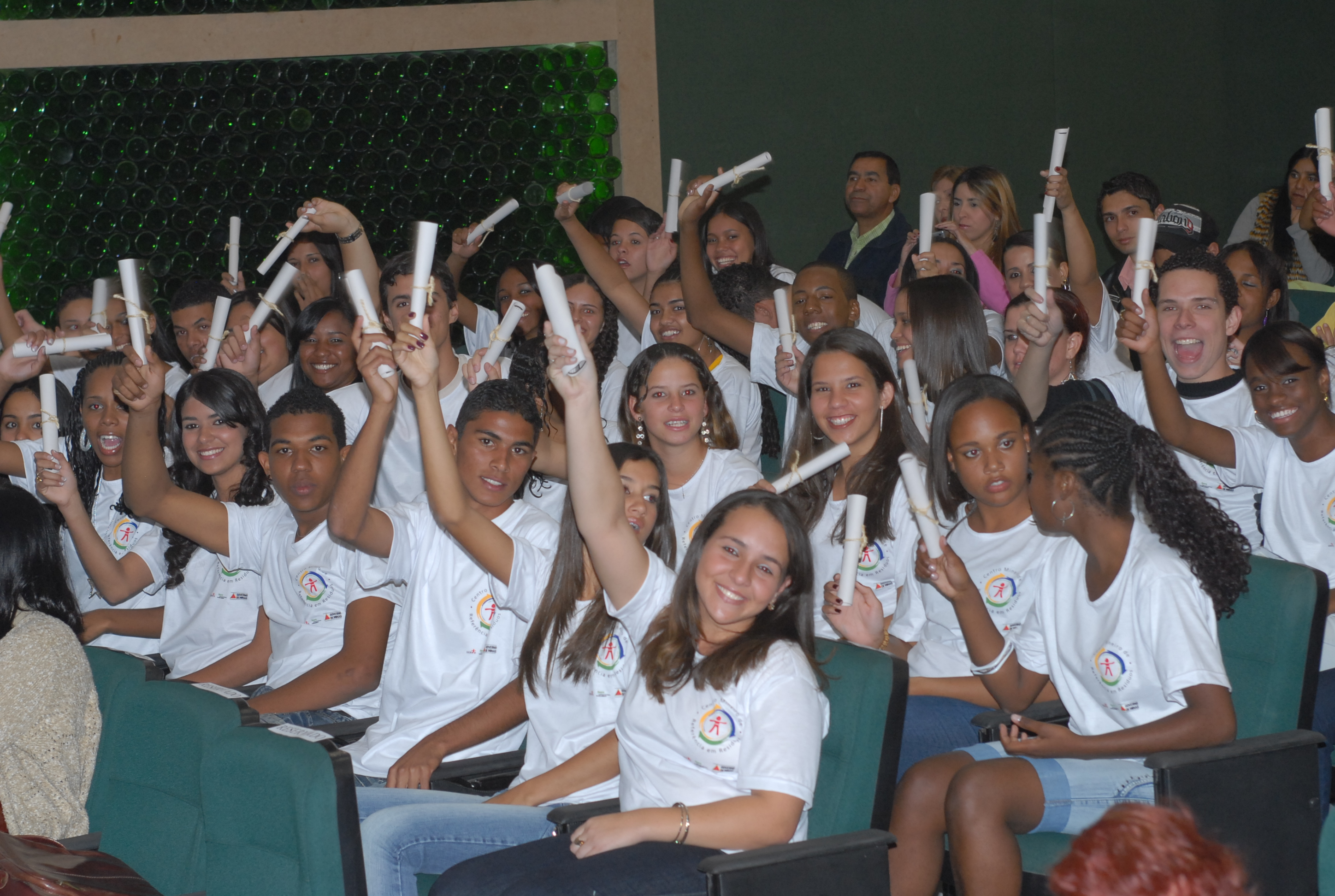
Imagem de um grupo de estudantes de escolas públicas da cidade de Belo Horizonte.

De acordo com o censo de 2022 do IBGE, menos da metade (41,1%) da população mineira se autodeclarava branca, enquanto 46,8% se autodeclarava parda e 11,8% se consideravam pretos. Uma pequena parcela, por sua vez, consideravam-se amarelos ou indígenas (0,3%). Na década anterior, o censo de 2010 havia apontado para o aumento da população autodeclarada parda e preta em relação à branca no estado, tendência também observada nos demais estados do país, segundo o órgão federal.
A maior parte da população mineira é descendente de colonos portugueses originários do Norte de Portugal (particularmente do Minho) e de escravos africanos, sobretudo oeste-africanos e bantos, vindos durante a época da mineração, no século XVIII e, após a decadência desta no século XIX, para trabalharem na produção agrícola. Além desses dois povos principais, contribuíram para a diversidade da população mineira os bandeirantes paulistas, descobridores das jazidas de ouro, e, no final do século XIX e início do XX, imigrantes não-portugueses, sobretudo italianos. Dos pouco mais de trinta mil indígenas que habitam o estado atualmente, pouco mais de onze mil estão distribuídos entre doze etnias que pertencem ao tronco linguístico macro-jê. A maior reserva indígena do estado pertence aos Xacriabás, localizados nos municípios de Itacarambi e São João das Missões, com mais de oito mil integrantes.
Em um estudo genético, 13,8% dos mineiros portadores de anemia falciforme testados tinham mais de 85% de ancestralidade europeia e 11,05% dos portadores de anemia falciforme tinham mais de 85% de ancestralidade africana. A maioria deles, 73,37%, apresentou níveis intermediários de mistura (entre 15 e 85%). De acordo com um estudo genético autossômico realizado em 2013, a composição da população mineira é a seguinte: 59,20% europeia, 28,90% africana e 11,90% indígena.

### Habitação
Em 2012, cerca de 84,5% da população mineira, o que representa mais de 16,7 milhões de pessoas, viviam nas cidades, sendo que a taxa de urbanização era ligeiramente menor que a brasileira (84,8%). Outros 2,9 milhões viviam nas áreas rurais do estado.

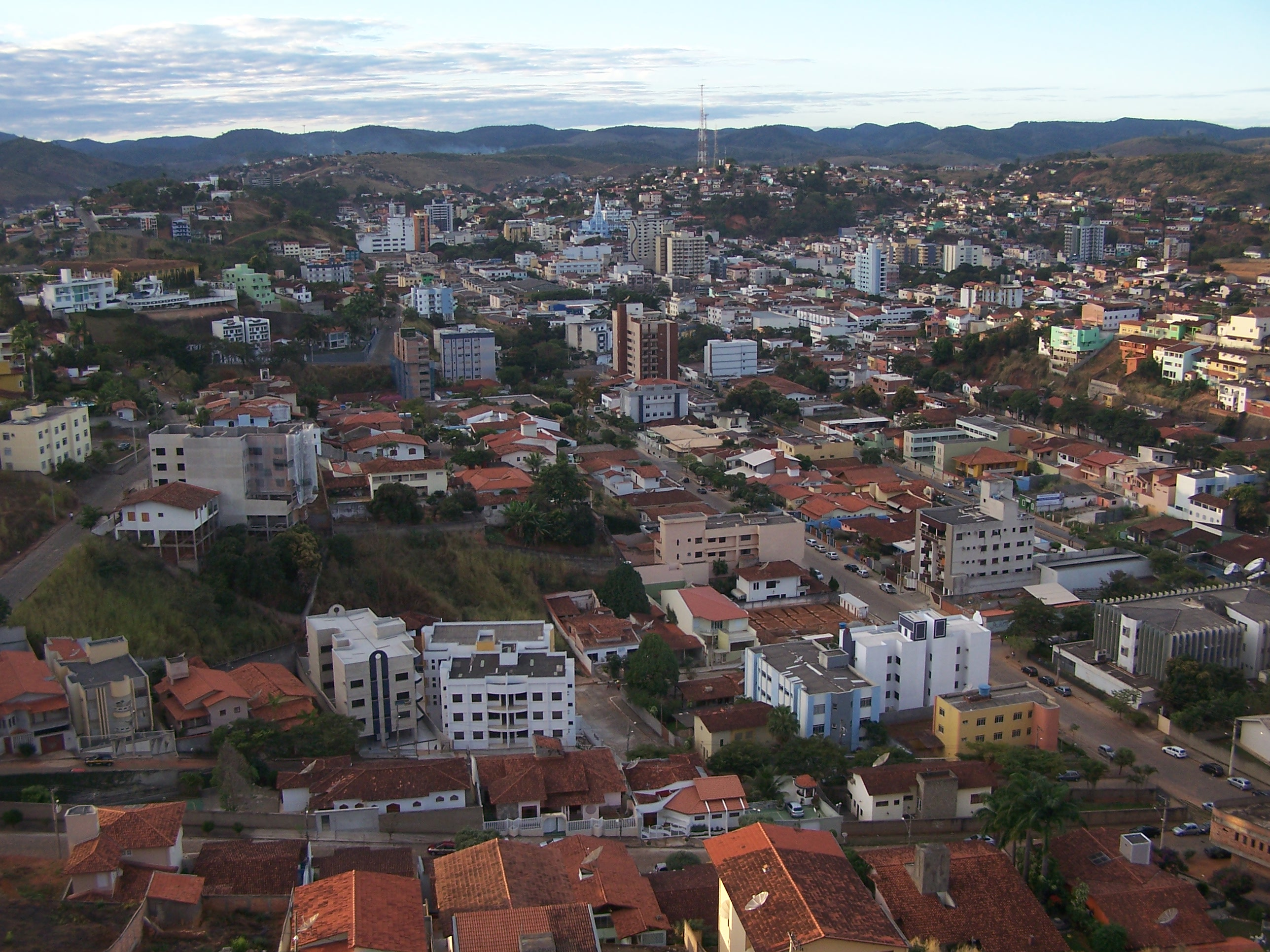
Vista de Teófilo Otoni, onde pode-se identificar diversos tipos de imóveis.

O estado de Minas Gerais possuía, segundo o censo de 2010, 6 028 223 domicílios, sendo 5 187 234 na zona urbana (86,05%) e 840 989 na zona rural (13,95%). Desse total, 5 358 704 eram casas (88,89%), 588 530 eram apartamentos (9,76%), 51 837 eram casas de vila ou em condomínio (0,86%), 28 988 eram habitações em casa de cômodos ou cortiços (0,48%) e 164 eram ocas ou malocas. Quanto à forma de ocupação, 4 358 203 domicílios eram próprios (72,30%), sendo 4 067 375 próprios já quitados (67,47%) e 290 828 em processo de aquisição (4,82%); 1 106 769 eram alugados (18,36%); 538 529 eram cedidos (8,93%), sendo 171 537 por empregador (2,85%) e 366 992 cedidos de outra forma (6,09%) e os 24 722 restantes eram ocupados sob outras condições (0,41%).
Ainda no ano de 2010, segundo os critérios elaborados pela Fundação João Pinheiro, o déficit habitacional ultrapassava 557 mil pessoas, dos quais mais de 507 mil estavam situados na zona urbana. Este indicador representa a parcela da população cujas moradias não apresentam o mínimo de infraestrutura necessária ou que pagam aluguel que compromete a renda familiar ou que moram em locais com uma quantidade elevada de pessoas.

### Língua
A língua portuguesa falado em Minas Gerais possui três falares, segundo uma pesquisa. O Esboço de um Atlas Linguístico de Minas Gerais (EALMG) foi o primeiro mapeamento linguístico do estado de Minas Gerais, realizado por pesquisadores dialetologistas da UFJF e publicado em 1977, e o segundo atlas linguístico realizado no Brasil. O estudo identificou três regiões dialetais em Minas: no norte do estado, o falar geraizeiro, caracterizado pela abertura das vogais pretônicas. No oeste e sul do estado, o falar caipira, com o principal traço fonético o chamado R retroflexo. Por fim, nas regiões central e leste, o falar mineiro propriamente, caracterizado por alongamento das vogais, nasalização e fala mais pontuada.

### Renda e desigualdade

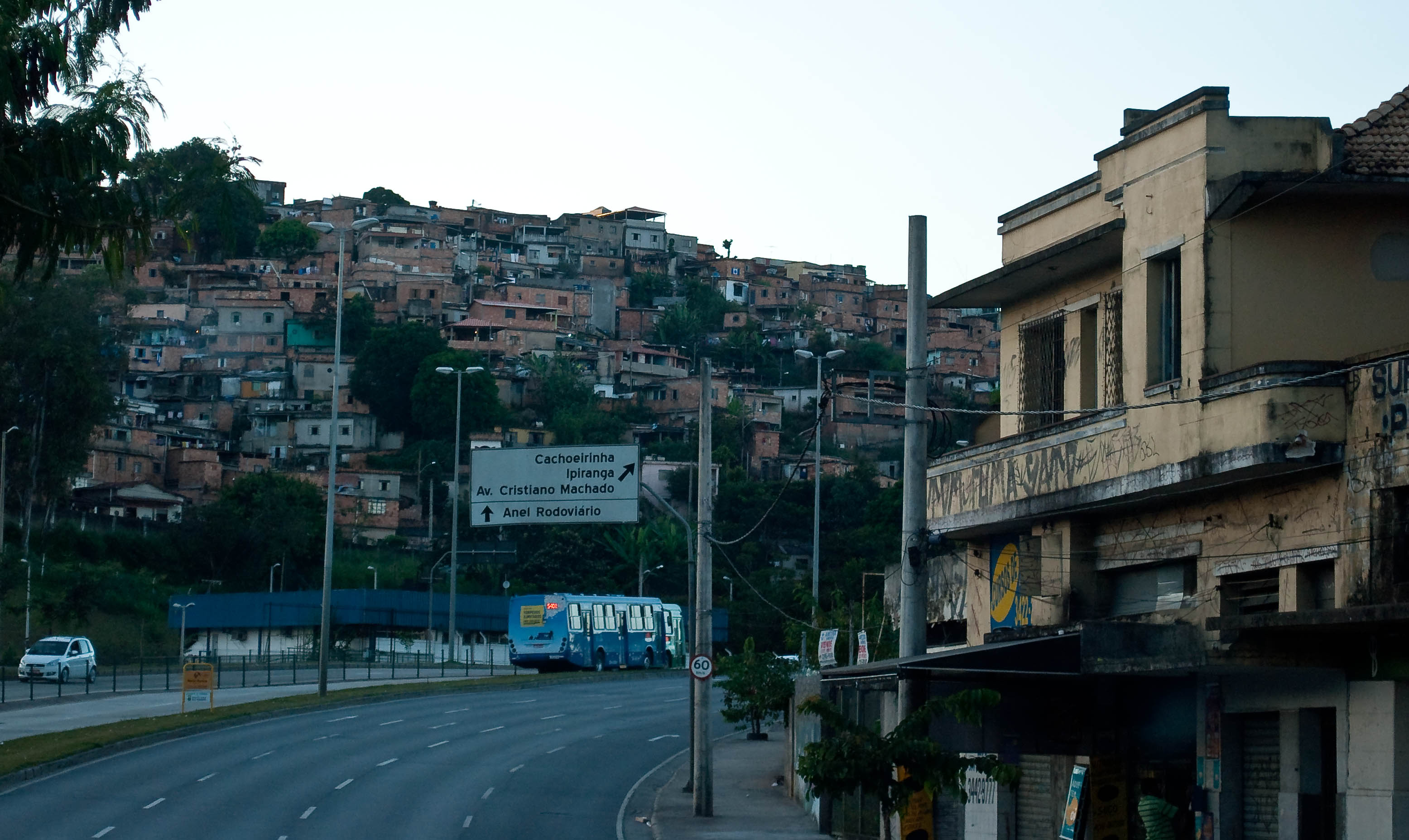
Favela em Belo Horizonte.

O rendimento médio per capita de Minas Gerais é de 733 reais, de acordo com o censo realizado em 2010 pelo IBGE, encontrando-se abaixo da média nacional. Contudo, o estado apresenta uma grande disparidade entre suas regiões no que se refere ao desenvolvimento econômico e social. As regiões mais ricas do estado, como a Central e o Triângulo Mineiro, possuem renda per capita de mais de 900 reais, enquanto as áreas mais pobres localizadas no norte do estado, especialmente nos vales do Jequitinhonha e do Mucuri, este valor não ultrapassa 500 reais. Contudo, verifica-se o crescimento maior da renda das regiões mais pobres, motivados sobretudo pelo aumento do salário mínimo e pelos programas de transferência de renda do governo federal.
O Índice de Desenvolvimento Humano, baseados em fatores como saúde, educação e qualidade de vida, revelam de forma ainda mais acentuada a desigualdade entre as regiões de Minas Gerais. O norte e nordeste do estado concentram a maioria dos municípios com baixo IDH, enquanto a região Sul, Triângulo e Alto Paranaíba que a situação é oposta. A região central do estado, embora seja rica, possui alto índice de desigualdade, ou seja, a renda não é igualmente distribuída entre a população. Cerca de seiscentos mil pessoas moram em aglomerados subnormais, dos quais pouco mais da metade estão na capital mineira. O maior aglomerado, contudo, localiza-se em Betim e possui mais de vinte e três mil habitantes. Coronel Fabriciano e Vespasiano são os que apresentam maior porcentagem da população vivendo nessas áreas (mais de 20%).

### Religião

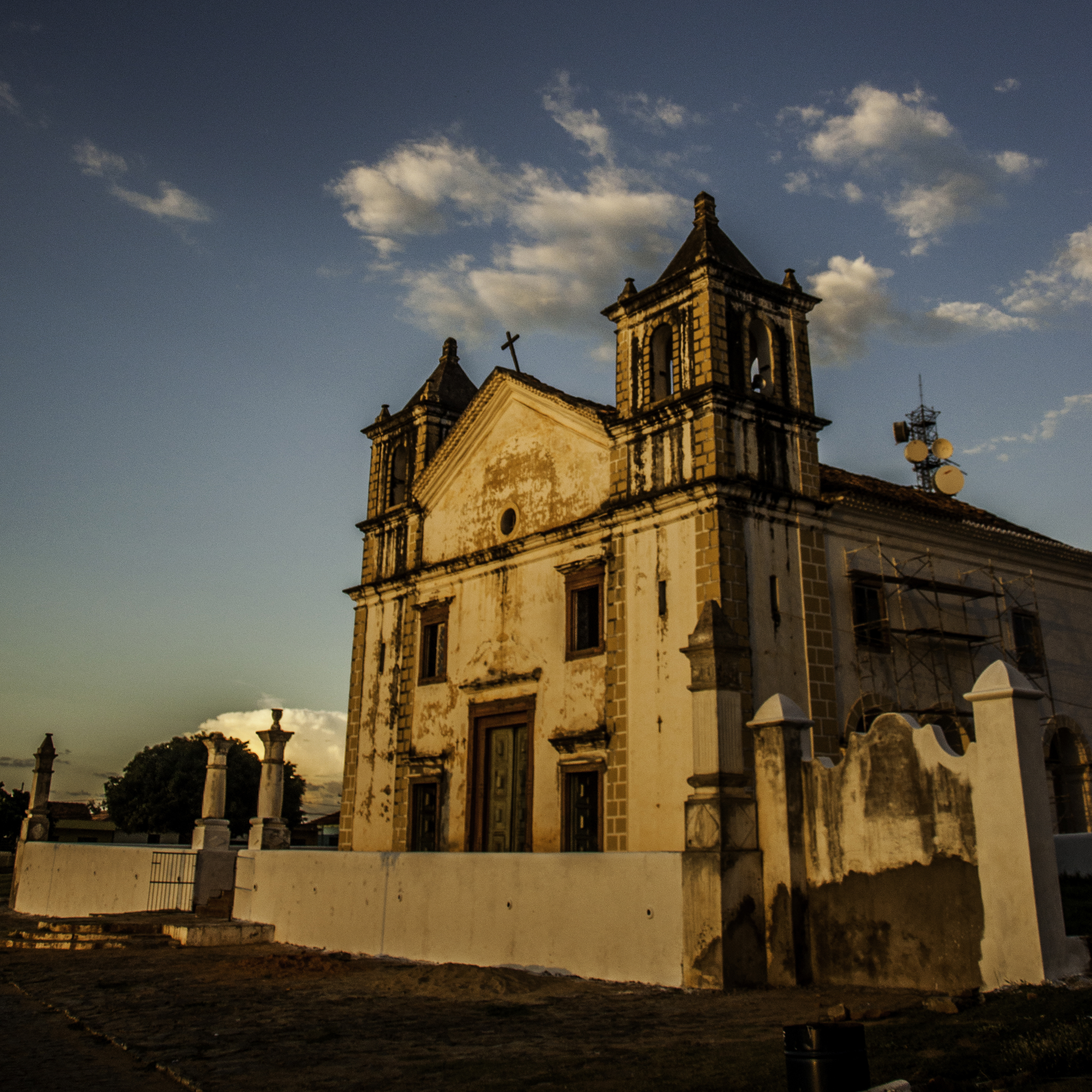
Igreja Matriz de Nossa Senhora da Imaculada Conceição em Matias Cardoso, a mais antiga de Minas Gerais, erguida entre 1670 e 1673.

De acordo com o Censo 2010, a maior parte da população (13,8 milhões de pessoas) se consideram católicos, o que coloca o estado em nono lugar quando se considera a porcentagem da população pertencente a esta religião (73,32%). Embora o número de católicos venha apresentando gradual queda nos últimos anos, a religião ainda está fortemente enraizada na cultura mineira, especialmente nas áreas rurais e nas cidades do interior, onde são comuns celebrações e festejos organizados pelas paróquias das comunidades.
Quase quatro milhões de mineiros pertencem a igrejas evangélicas das quais destacam-se, de acordo com o número de adeptos, a Assembleia de Deus (mais de setecentos mil seguidores), Igreja Batista (mais de quinhentos mil seguidores) e a Igreja do Evangelho Quadrangular (quase trezentos e cinquenta mil adeptos). Cerca de 420 mil pessoas no estado são adeptas do espiritismo, que teve como importante divulgador o médium mineiro Chico Xavier. Existem ainda várias outras minorias religiosas no estado, dentre elas a umbanda e o candomblé que juntas possuem menos de vinte mil adeptos e cujos rituais por vezes são confundidos com tradições folclóricas. Quase um milhão de mineiros, por sua vez, consideram-se sem religião dos quais cerca de setenta mil são ateus e pouco mais de sete mil são agnósticos.

## Política

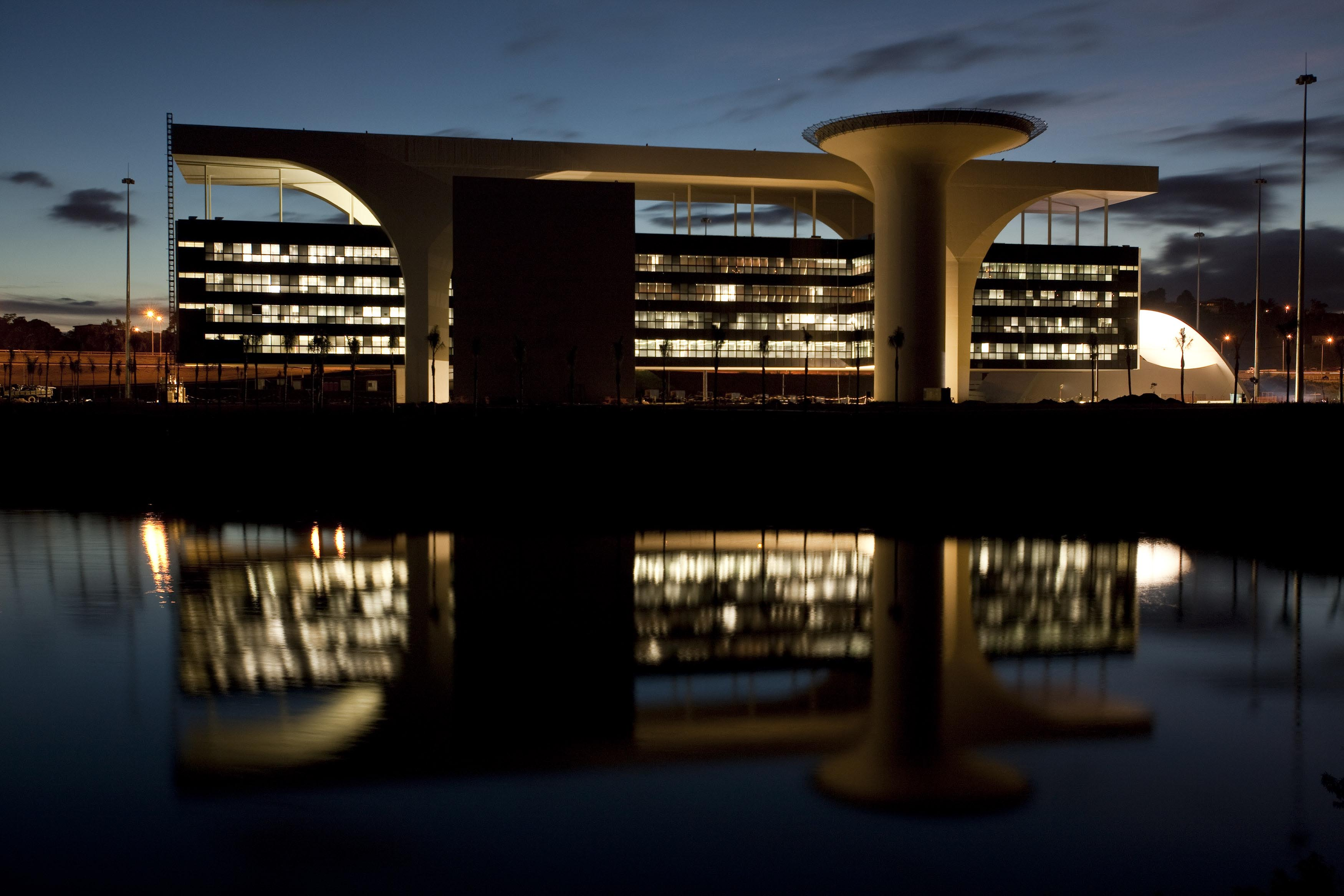
Palácio Tiradentes, sede do governo mineiro, e parte do complexo da Cidade Administrativa de Minas Gerais

Sendo um estado da Federação, Minas Gerais é governado por três poderes, independentes e harmônicos entre si: o executivo, representado pelo governador; o legislativo, representado pela Assembleia Legislativa do Estado de Minas Gerais (ALMG) e o judiciário, representado pelo Tribunal de Justiça do Estado de Minas Gerais e outros tribunais e juízes. Por vezes, o estado também permite a participação popular nas decisões do governo através de referendos e plebiscitos. A atual constituição mineira foi promulgada em 1989, acrescida das alterações resultantes de posteriores emendas constitucionais. São símbolos estaduais a bandeira, o brasão e o hino.

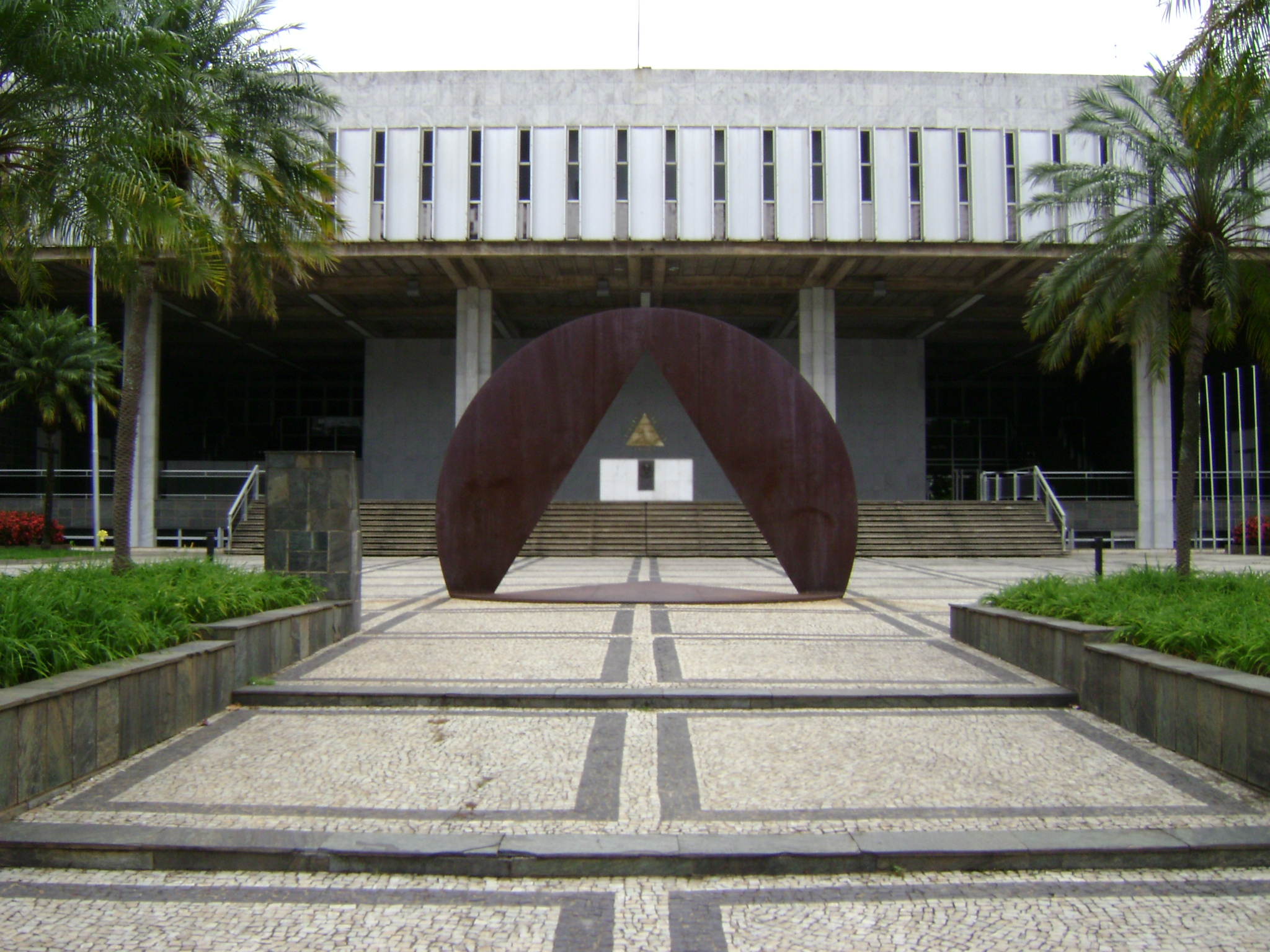
Palácio da Inconfidência, sede da Assembleia Legislativa de Minas Gerais

O poder executivo está centralizado no governador do estado, que é eleito em sufrágio universal e voto direto e secreto pela população para mandatos de até quatro anos de duração, podendo ser reeleito para mais um mandato. Ouro Preto foi a capital mineira entre 1721 e o final do século XIX, no entanto em 1897 a sede do governo fora transferida para a recém-criada cidade de Belo Horizonte, devido à antiga Vila Rica não comportar o crescimento econômico e populacional. Nesta mesma ocasião foi construído o Palácio da Liberdade, primeira sede do governo mineiro em Belo Horizonte, que desde 2010 funciona no Palácio Tiradentes, localizado na Cidade Administrativa de Minas Gerais.
O poder legislativo mineiro é unicameral, constituído pela Assembleia Legislativa do Estado de Minas Gerais, que funciona no Palácio da Inconfidência e é constituída por 77 deputados, que são eleitos a cada quatro anos. No Congresso Nacional, a representação mineira é de três senadores e 55 deputados federais. No poder judiciário, a mais alta instância é o Tribunal de Justiça de Minas Gerais (TJMG), constituído por desembargadores. Minas Gerais é o segundo maior colégio eleitoral do Brasil, com mais de dezesseis milhões de eleitores aptos a votar, distribuídos em pouco mais de trezentas zonas eleitorais.

## Subdivisões
A primeira divisão feita no território mineiro foi feita em 1711, a pedido do então governador Antônio de Albuquerque Coelho de Carvalho, após a área do atual estado desmembrar-se da Capitania de São Paulo e Minas de Ouro. Neste ano, foram criadas a Vila Ribeirão do Carmo (atual Mariana, em 8 de abril), Vila Rica (atual Ouro Preto, em 8 de julho) e Vila Real de Nossa Senhora da Conceição de Sabará (atual Sabará, em 17 de julho). Atualmente, Minas Gerais possui várias subdivisões, baseadas em aspectos socioeconômicos, com fins estatísticos, principalmente.

Divisão das Regiões Geográficas Intermediárias em traço espesso, suas Regiões Imediatas em traço preto fino, com os limites municipais em traço cinza fino.

O estado é dividido em 853 municípios, que estão distribuídos em 70 regiões geográficas imediatas, que por sua vez estão agrupadas em 13 regiões geográficas intermediárias, segundo a nova divisão do Instituto Brasileiro de Geografia e Estatística (IBGE) vigente desde 2017. São as regiões intermediárias: de Barbacena, Belo Horizonte, Divinópolis, Governador Valadares, Ipatinga, Juiz de Fora, Montes Claros, Patos de Minas, Pouso Alegre, Uberaba, Uberlândia, Teófilo Otoni e Varginha.
O estado também é dividido a partir da regionalização da Secretaria de Planejamento e Gestão (SEPLAG; antiga Secretaria do Planejamento e Coordenação Geral — SEPLAN), que vinha sendo elaborada desde a década de 1970 e hoje segue a divisão adotada em dezembro de 1995. Segundo a SEPLAG, Minas Gerais se divide em dez regiões de planejamento, a saber: Alto Paranaíba (31 municípios), Central (158), Centro-Oeste de Minas (56), Jequitinhonha/Mucuri (66), Mata (142), Noroeste de Minas (19), Norte de Minas (89), Rio Doce (102), Sul de Minas (155) e Triângulo (35). O governo mineiro realizou uma redivisão em 2015, desta vez em 17 territórios, sendo estes: Alto Jequitinhonha, Caparaó, Central, Mata, Médio e Baixo Jequitinhonha, Metropolitano, Mucuri, Noroeste, Norte, Oeste, Sudoeste, Sul, Triângulo Norte, Triângulo Sul, Vale do Aço, Vale do Rio Doce e Vertentes.
Oficialmente, também existem duas regiões metropolitanas no estado de Minas Gerais, sendo elas a de Belo Horizonte e do Vale do Aço, além da Região Integrada de Desenvolvimento do Distrito Federal e Entorno, que tem sede em Brasília, mas envolve os municípios mineiros de Buritis, Cabeceira Grande e Unaí. Uma região metropolitana ou área metropolitana é um grande centro populacional, que consiste em uma (ou, às vezes, duas ou até mais) grande cidade central, e sua zona adjacente de influência. Geralmente, regiões metropolitanas formam aglomerações urbanas, uma grande área urbanizada formada pela cidade núcleo e cidades adjacentes, formando uma conurbação, a qual faz com que as cidades percam seus limites físicos entre si.

## Economia

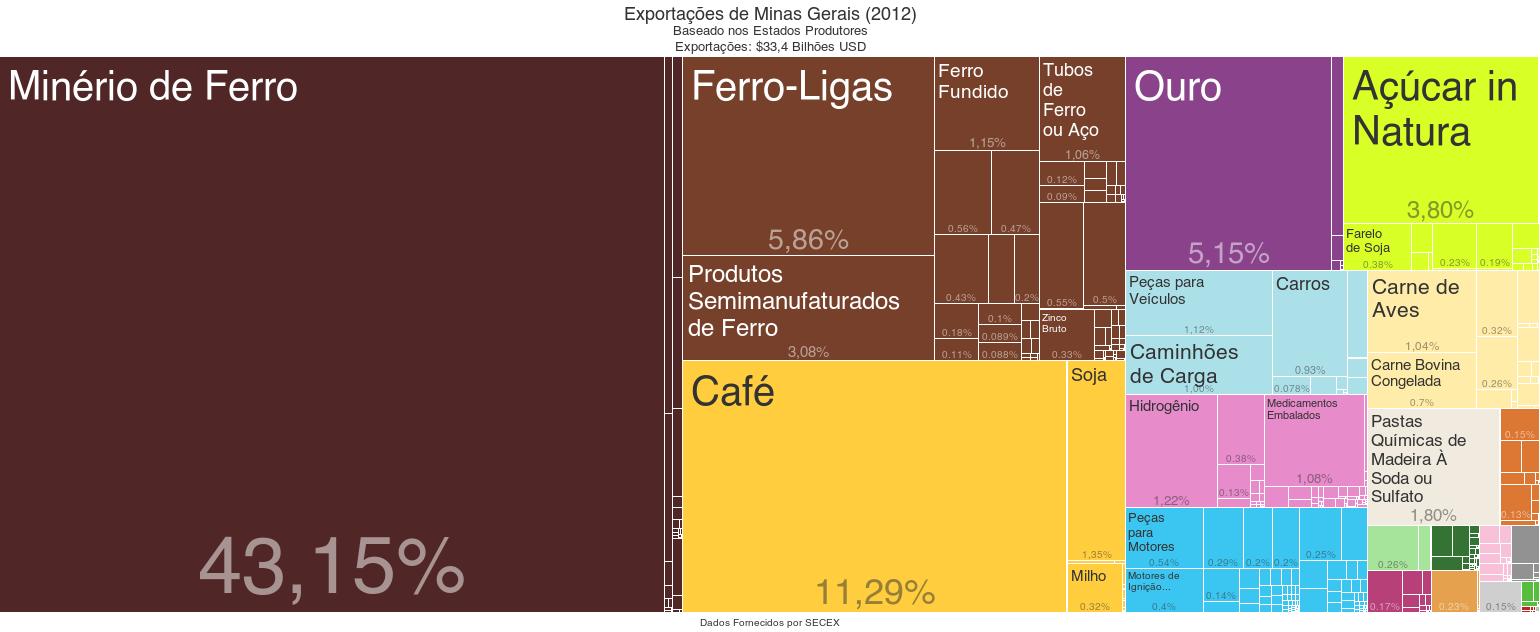
Exportações de Minas

Minas Gerais é o estado brasileiro que possui o terceiro maior produto interno bruto, que totalizava 906,731 bilhões de reais em 2022. Ao longo dos últimos anos, a economia mineira apresentou crescimento praticamente contínuo, interrompido somente durante a grande recessão entre os anos de 2008 e 2009 quando houve o decréscimo significativo do PIB mineiro. Contudo, posteriormente, a economia voltou a crescer em ritmo superior à média nacional. Das regiões mineiras, a Região Metropolitana de Belo Horizonte concentra 45% das atividades econômicas do estado, e é também uma das regiões que apresenta maior crescimento. A capital mineira, por si só, possui 43% das atividades econômicas da região, seguida pelos municípios de Betim e Contagem. A seguir estão o Triângulo Mineiro e Alto Paranaíba, o Sul e Sudoeste de Minas, Zona da Mata e Vale do Rio Doce que juntas correspondem a cerca de 40% do PIB mineiro. As regiões menos desenvolvidas são os vales do Jequitinhonha e do Mucuri, que juntas possuem 2,1% de participação no PIB estadual.
O estado, segundo dados de 2012, é o terceiro que mais exporta no país, sendo responsável por 12,78% dos produtos vendidos ao exterior, ficando atrás apenas de São Paulo (26,55%) e Rio de Janeiro (12,88%). A pauta de exportação do estado, no entanto, é muito concentrada e baseada em produtos primários, principalmente minério de ferro (43,15%), café (11,29%), ferro-ligas (5,86%) e ouro (5,15%). O volume total de exportações em 2012 foi de cerca US$ 33 000 000 000,00 (trinta e três bilhões de dólares).

### Agropecuária

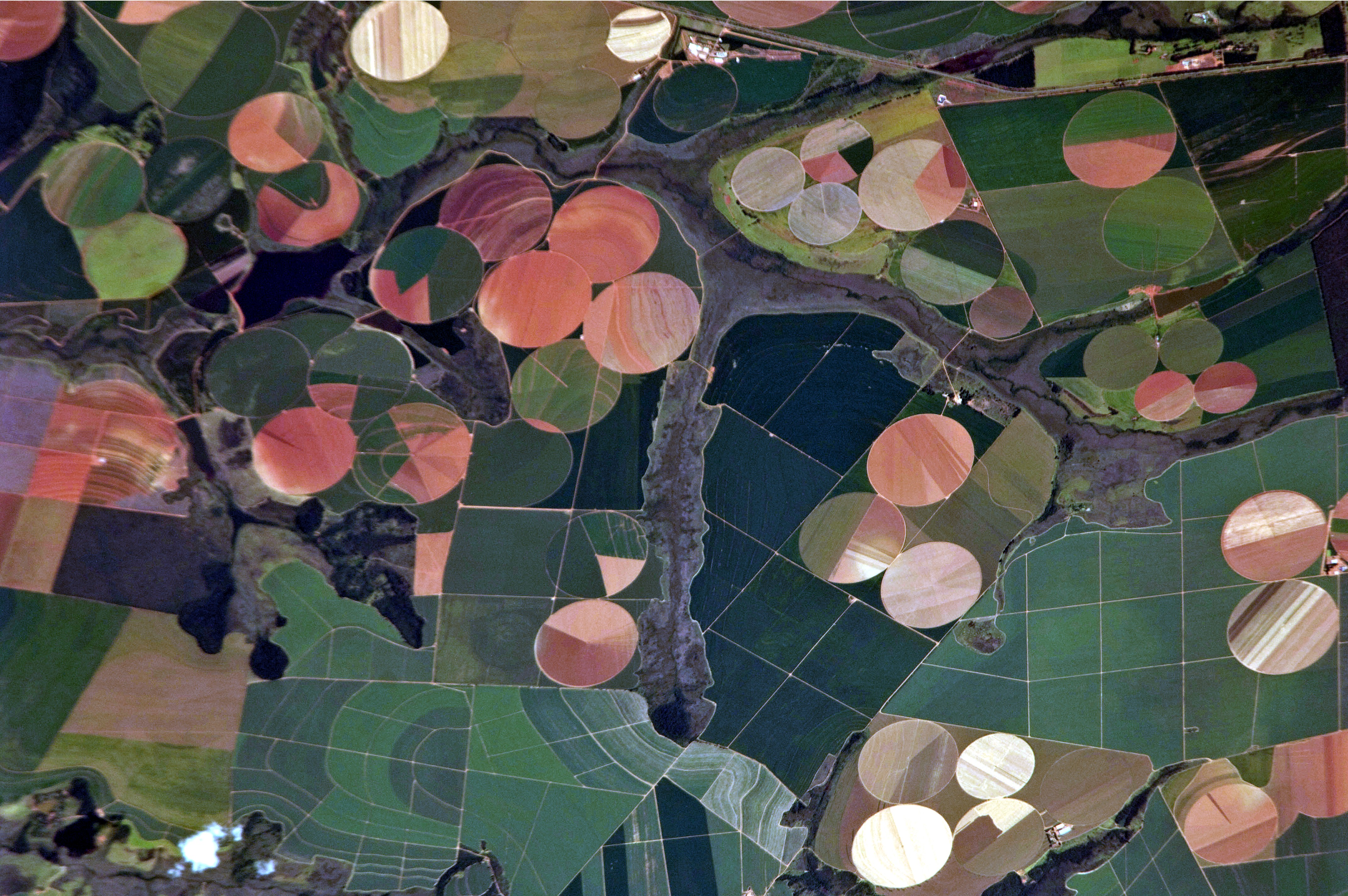
Campos agrícolas com irrigação por gotejamento perto da cidade de Perdizes.

O setor primário da economia mineira correspondeu a cerca de 8,7% da soma de tudo o que foi produzido no estado durante o ano de 2012. Das culturas do estado, o café foi o que teve a maior participação no que se refere ao valor da produção agrícola estadual, chegando a 40% em 2011. Em 2017, Minas respondia por 54,3% da produção nacional total de café, sendo, portanto, o maior produtor do país. A região sul do estado é a principal origem do café mineiro, onde é cultivado em sua maioria a variedade arábica. A produção de cana-de-açúcar, por sua vez, representa quase 20% do valor da produção agrícola de Minas, seguido pelo milho, soja e feijão. Em 2019, Minas era o 3º maior produtor de cana-de-açúcar do país (11% do total), com 74,3 milhões de toneladas. Na safra 2018/2019, Minas Gerais colheu 5 milhões de toneladas de soja, sendo o 7º lugar no país.
Minas Gerais era o 2º maior produtor de feijão do Brasil em 2019, com 17,2% da produção nacional. Em 2019, o estado foi o 2º maior produtor de laranja (989 mil toneladas), 3º maior produtor de banana (825 mil toneladas) , o 2º maior produtor de tangerina (210 mil toneladas) e o 3º maior produtor de abacaxi (179 milhões de frutos) do país. Minas produz cerca de 30% do sorgo do país, atrás apenas de Goiás. Sobre a cenoura, o Brasil ocupava em 2016 o 5º lugar no ranking mundial, com uma produção anual próxima de 760 mil toneladas. Minas Gerais e São Paulo são os 2 maiores produtores do Brasil. Entre os polos de produção em Minas Gerais, estão os municípios de São Gotardo, Santa Juliana e Carandaí. Já a batata tem como principal produtor nacional o estado de Minas Gerais, com 32% do total produzido no país. Minas Gerais colheu, em 2017, cerca de 1,3 milhão de toneladas do produto. Em 2019, no Brasil, havia uma área total produtora em torno de 4 mil hectares de morango. O maior produtor é Minas Gerais, com aproximadamente 1 500 hectares, cultivado na maioria dos municípios do extremo sul do Estado, na região da Serra da Mantiqueira, sendo Pouso Alegre e Estiva os maiores produtores. Minas também se destaca no cenário nacional na produção de tomate, onde é o 3º maior produtor nacional (572 mil toneladas em 2019). 
No município de Jaíba, no norte de estado, um projeto implantou a maior área de agricultura irrigada da América do Sul, onde são cultivadas mais de trinta variedades de frutas, dentre elas a banana-prata, da qual o município é o maior produtor.
Em relação à pecuária, Minas Gerais lidera a produção nacional de leite, com uma produção de 8,4 bilhões de litros em 2010, o que equivaleu a um quarto da produção brasileira. O estado também possui uma importante participação nacional nas criações de corte de bovinos, suínos e frangos. A produção mineira de ovos também foi a segunda maior do país, com cerca de 375 milhões de dúzias.

### Indústria

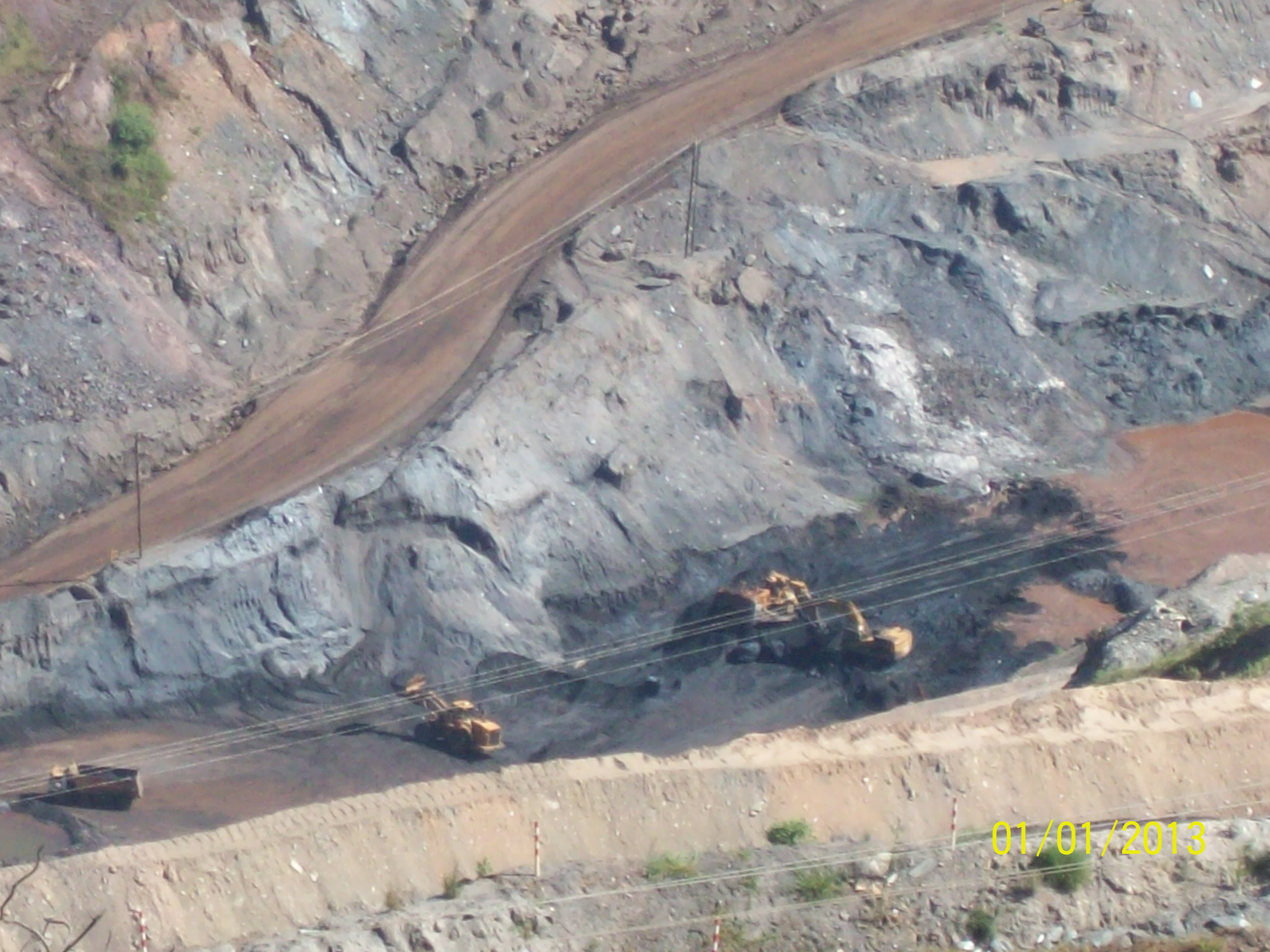
Campo de extração de minério de ferro em Itabira

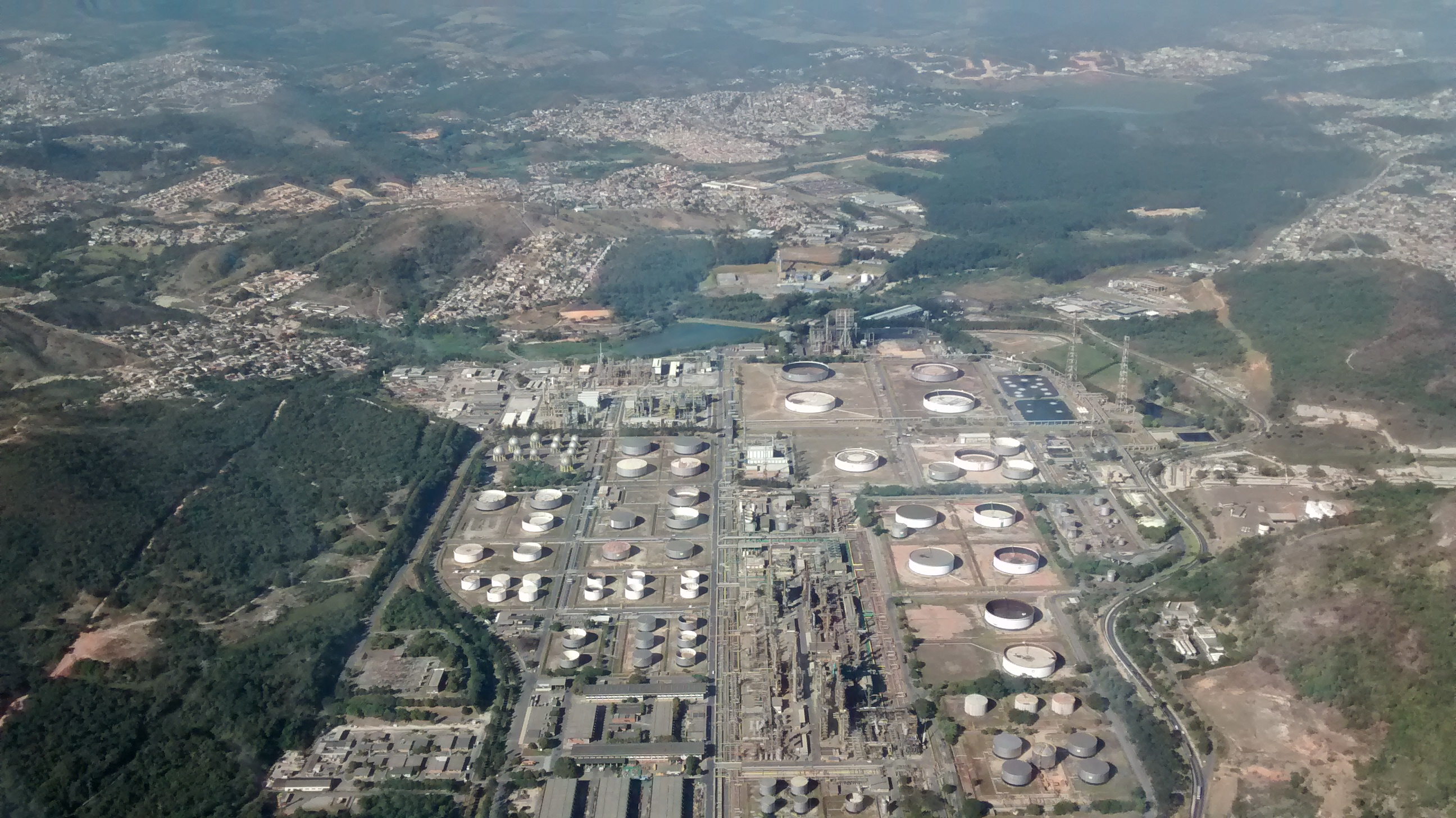
Vista aérea da Refinaria Gabriel Passos em Betim.

Minas Gerais tinha em 2018 um PIB industrial de R$ 142,8 bilhões, equivalente a 10,9% da indústria nacional. Emprega 1 141 944 trabalhadores na indústria. Os principais setores industriais são: Construção (17%), Extração de Minerais Metálicos (16,2%), Metalurgia (12,9%), Alimentos (11,4%) e Serviços Industriais de Utilidade Pública, como Energia Elétrica e Água (11%). Estes 5 setores concentram 68,5% da indústria do estado. Outros setores relevantes são os de Derivados de petróleo e biocombustíveis (5,4%), Químicos (3,7%), Veículos automotores (3,6%), Produtos de metal (2,2%) e Bebidas (1,8%). 
A atividade de extração de minerais metálicos é a que possui maior participação no setor secundário mineiro, com aproximadamente um quarto de representação na indústria estadual e responde por mais de quarenta por cento da produção mineral nacional. Dentre os principais minérios extraídos destacam-se o ferro, manganês (explorados sobretudo na região conhecida como Quadrilátero Ferrífero), ouro, níquel, nióbio, zinco, quartzo, enxofre, fosfato e bauxita. Três quartos da indústria mineira, por sua vez, correspondem a atividades de transformação dos quais o mais participativo é o setor de metalurgia, sendo que, no âmbito da indústria siderúrgica o estado foi responsável por um terço da produção nacional. Em Minas estão instaladas unidades produtivas de alguns dos maiores grupos ligados ao setor do país, como a Gerdau, Usiminas e ArcelorMittal. O estado possui, ainda, significativa participação no setor de fundição, com atividades concentradas sobretudo no centro-oeste do estado e cuja metade da produção é destinada ao setor de automobilísticos.
A seguir, destaca-se o setor de produtos alimentícios, que corresponde a 13% das atividades industriais de Minas. Em seguida, com participação praticamente semelhante, está o setor automobilístico, responsável pela produção de quase um quarto da produção nacional de veículos a parti da presença de unidades produtivas de empresas como Iveco, Fiat e Mercedes Benz. Destaca-se, ainda, a produção de cimento, sendo que o estado é o maior produtor nacional, fato que é favorecido pelas grandes reservas de calcário em território mineiro. Outro setor importante é a indústria química, especialmente o setor de plásticos, cuja produção destina-se principalmente a atender outras cadeias produtivas. Na indústria do calçado, o estado tem um polo especializado em tênis e calçados baratos em Nova Serrana. Na indústria eletroeletrônica, o estado tem um pequeno polo em Santa Rita do Sapucaí, com produção de equipamentos para o ramo das telecomunicações, como conversores (set-top Box), incluindo os utilizados na transmissão do sistema de TV digital. Na produção de celulares e outros eletrônicos, a Multilaser produz em Extrema.

### Serviços
O setor terciário é o mais importante da economia mineira, pois corresponde a mais da metade das atividades econômicas do estado. Neste setor, o comércio varejista tem acompanhado o crescimento do setor no país, que foi de 8,3% no período de 2009 a 2012. Contudo, alguns segmentos apresentaram comportamentos distintos como a venda de móveis e eletrodomésticos que evoluiu acima da média nacional, ao contrário do segmento de super e hipermercados, que foi abaixo da média brasileira no mesmo período.

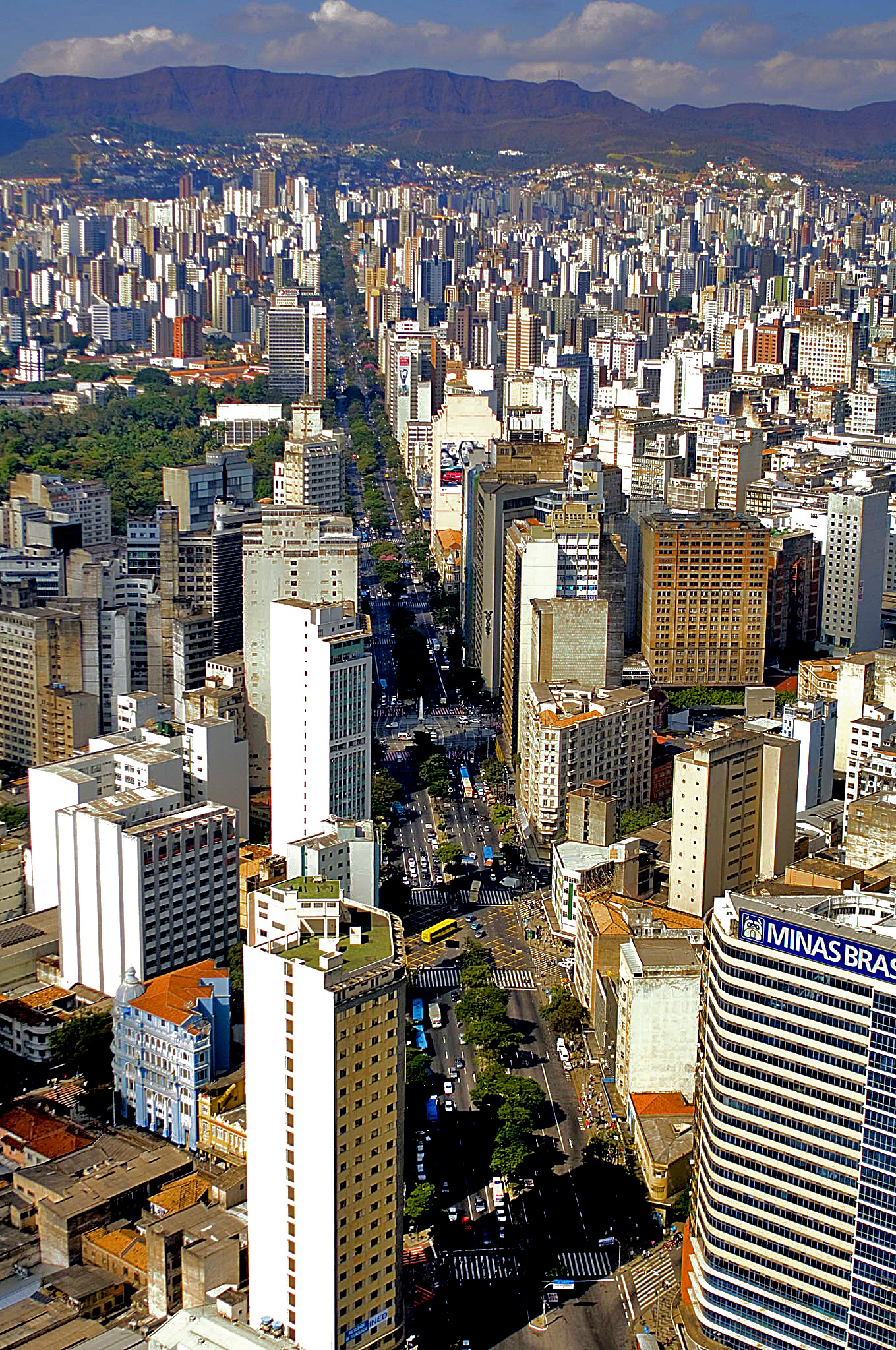
Vista da Avenida Afonso Pena, em Belo Horizonte.

No entanto, a participação do comércio no setor terciário é superada somente pelo segmento de administração pública, responsável por movimentar 13,7% de todo o PIB estadual. Em 2010, foram arrecadados no estado aproximadamente 43,5 bilhões de reais em impostos, o que corresponde a doze por cento do PIB mineiro. Destacam-se ainda, as atividades ligadas ao setor imobiliário e de aluguéis (8,6% do valor agregado bruto mineiro), intermediação financeira (5,2%) e de transportes (5,1%).
O comércio exterior de Minas Gerais tem apresentado um crescimento contínuo acima da média nacional, o que fez sua participação em vendas externas nacionais aumentarem de 10,5% em 2002 para 13,4% em 2012 e consolidar-se como o segundo maior estado exportador do país. Mais da metade do total exportado compõe-se de produtos da extração mineral bruta ou processados pela indústria metalúrgica. Cerca de um quinto desse total compõe-se de produtos da agropecuária, em especial o café. Destaca-se, ainda, o crescimento na exportação de medicamentos, soja e ouro não monetário nas exportações mineiras. Os principais destinos dos produtos exportados são a China, o Japão, Alemanha, Estados Unidos e Argentina. De forma similar, a importação de produtos no estado manteve-se crescendo com taxas similares às nacionais. Destaca-se nesse contexto a compra de veículos automotores, produtos químicos e farmacêuticos, produtos minerais e maquinaria industrial. O resultado da balança comercial mineira manteve-se positivo ao longo nos últimos dez anos, o que significa que o estado exportou mais do que importou. Em 2011, o superávit mineiro chegou a 28,4 bilhões de reais, muito próximo ao superávit brasileiro de 29,8 bilhões, evidenciando, portanto, a relevância do estado no comércio internacional brasileiro.
No ano de 2011, 10,635 milhões de pessoas se enquadravam na categoria de população economicamente ativa, dos quais aproximadamente dez milhões se encontravam ocupadas. Desses, 3,8 milhões de pessoas possuíam carteira assinada. A taxa de desemprego no estado apresentou contínua queda desde 2009, passando de 7,2% para 3,9% no fim de 2012. Dentre as principais ocupações da população economicamente ativa, destacam-se as atividades de comércio (16,3%), agropecuária (16,2%) e da indústria de transformação (11,8%), seguidas por serviços de saúde, educação e serviços sociais, construção civil e serviços domésticos. Todos os setores de atividade econômica apresentam maior quantidade de empregados na região central do estado, com exceção das atividades agropecuárias, na qual o Sul de Minas possui maior quantidade de trabalhadores formais.

## Infraestrutura
O estado de Minas Gerais é dotado de uma notável infraestrutura que permite seu desenvolvimento econômico. No estado, encontra-se a maior rede rodoviária dentre as unidades da federação, além de uma importante parcela das ferrovias do país. Minas Gerais conta ainda com 92 aeroportos e cinco portos secos distribuídos em várias regiões do estado. Minas conta ainda com várias usinas hidroelétricas e possui inclusive um quarto das pequenas centrais hidrelétricas do país. O estado possui ainda mais de oitocentos quilômetros de gasodutos administrados pela Companhia de Gás de Minas Gerais.

### Serviços básicos

Estação de tratamento de água da Copasa em Coronel Fabriciano, onde é extraída e tratada a água fornecida a boa parte da Região Metropolitana do Vale do Aço.

Dos 6 028 223 domicílios, 5 200 911 eram abastecidos pela rede geral (86,28%) de abastecimento de água, 501 492 por meio de poços ou nascentes fora da propriedade (8,32%), 237 349 por meio de poços ou nascentes situados dentro da propriedade (3,94%), 46 354 através de rios, açudes, lagos ou igarapés (0,77%), 908 em poço ou nascente situado dentro ou fora da aldeia (0,01%) e 41 209 eram abastecidos de outras maneiras (0,68%). 5 985 392 domicílios eram abastecidos pela rede de fornecimento de energia elétrica (99,29%) e 5 282 287 domicílios destinavam seu lixo à coleta (87,63%), sendo 5 039 259 por meio de serviço de limpeza (83,59%) e 243 028 por meio de caçambas (4,03%). E, por último, na questão de existência de banheiros e esgotamento sanitário, dos 5 862 312 domicílios que tinham banheiros de uso exclusivo do próprio domicílio (97,25%), 4 701 155 eram atendidos pela rede geral de esgoto ou pluvial ou fossa séptica (77,99%) e 1 161 157 tinham o esgoto coletado de outra maneira (19,26%). Havia ainda 90 183 domicílios com banheiro de uso comum a mais de um domicílio (1,50%), sendo 37 541 por meio da rede geral de esgoto ou pluvial ou fossa séptica (0,62%) e 52 642 possuíam outro escoadouro (0,87%); outros 75 728 domicílios não tinham banheiros nem sanitários (1,26%).
Existem várias empresas responsáveis pelo saneamento básico. No entanto, em 615 dos 853 municípios mineiros a empresa encarregada do fornecimento de água é a Companhia de Saneamento de Minas Gerais (Copasa), que também se responsabiliza pela coleta de esgoto em outros 220. Os demais municípios são abastecidos por outras companhias, por empresas locais ou pelos chamados serviços autônomos de água e esgoto (SAAEs; criados a partir do extinto Serviço Especial de Saúde Pública) — um exemplo ocorre em Governador Valadares, na região do Vale do Rio Doce, onde o saneamento básico é feito pelo SAAE de Governador Valadares.
Ainda há serviços de internet discada e banda larga (ADSL) sendo oferecidos por diversos provedores de acesso gratuitos ou pagos, além de cobertura pela rede wireless (internet sem fio) nos principais centros urbanos. O serviço de telefonia é oferecido por operadoras como a Vivo, Oi, TIM, Claro, Algar, entre outras. sendo que o código de área (DDD) das cidades do estado pode ser 31, 32, 33, 34, 35, 37, 38 e 39.

### Energia

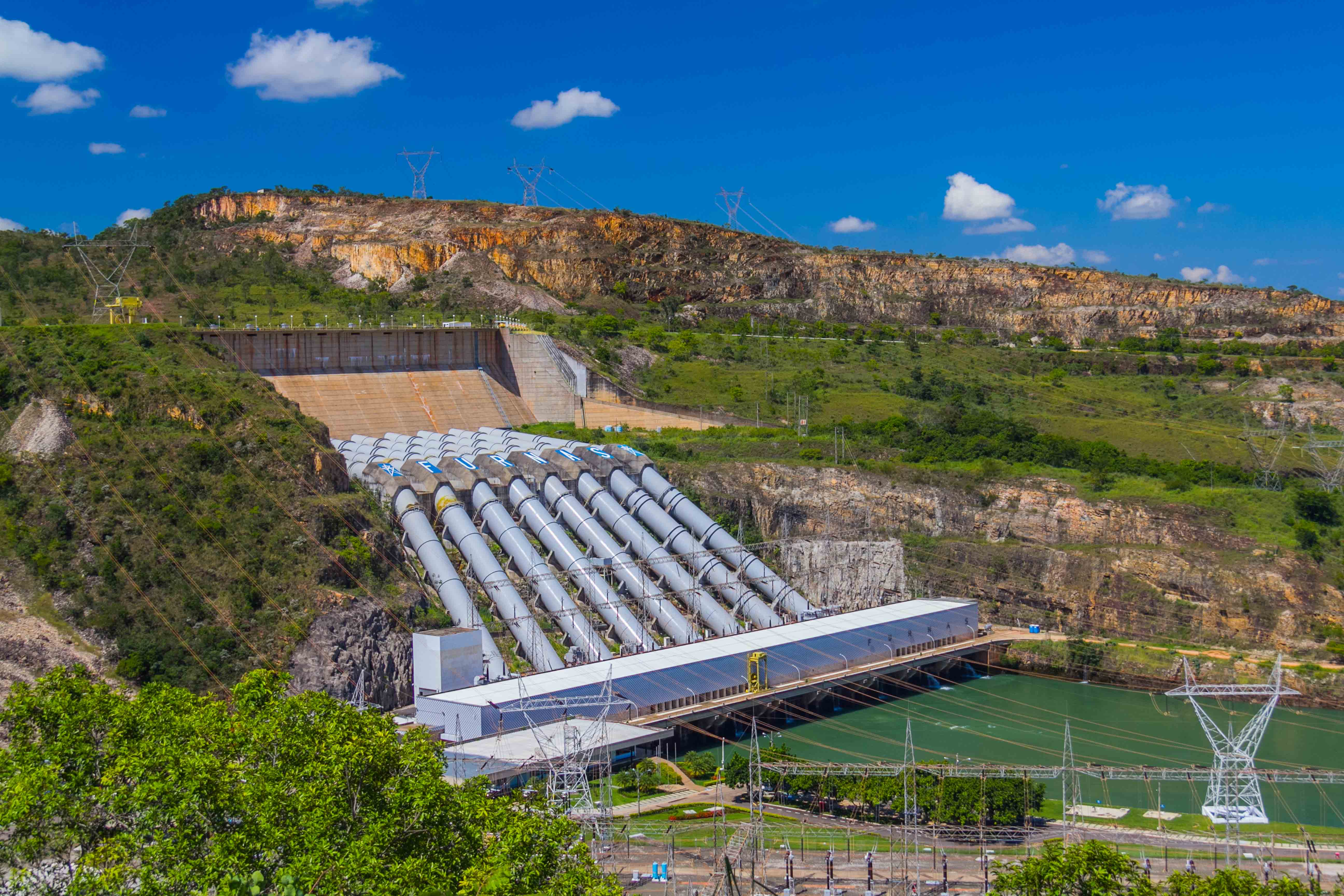
Vista da Usina Hidrelétrica de Furnas no sul do estado.

Minas Gerais é um dos estados com maior demanda de energia, sendo que em 2010 o consumo total chegou a 35,8 milhões de toneladas equivalentes de petróleo, o que correspondeu a 13,2% da demanda nacional, a maior parte destinada ao setor industrial. Minas Gerais é um dos maiores produtores de energia hidroelétrica do país, com grandes geradores dos quais destacam-se a Usina Hidrelétrica de Furnas, Itumbiara e São Simão. Contudo, embora o estado exporte parte da energia elétrica gerada, boa parte da energia utilizada é importada, sobretudo na forma de lenha, carvão mineral e derivados, utilizados sobretudo nas indústrias siderúrgicas. Dentre os principais componentes da matriz energética mineira em 2010 foram o petróleo e gás (33,7%), seguido por lenha e derivados (21,4%), derivados de cana-de-açúcar (15,4%) e energia hidroelétrica (14,6%).
No mesmo ano, 53,6% da energia utilizada no estado provinha de fontes renováveis, das quais a maior participação era da lenha e seus derivados. O estado possui potencial de produção de energia eólica que chega a ter a mesma ordem de grandeza que a energia hidrelétrica produzida atualmente. A Serra do Espinhaço é a região mais promissora para a implantação desse tipo de empreendimento. Minas Gerais possui condições climáticas favoráveis, sobretudo nos meses de inverno, que permitem o aproveitamento da energia solar, utilizada principalmente para o aquecimento. No que se refere à produção de energia elétrica a partir da radiação solar, os locais mais promissores para a instalação encontram-se no norte e noroeste do estado.
A Companhia Energética de Minas Gerais (Cemig) é a encarregada do fornecimento de energia elétrica em 774 municípios mineiros, ou seja, 96% da área de concessão, sendo a responsável pela operação de 65 usinas (situadas dentro e fora do estado). A companhia possui ainda ações de várias outras empresas de energia espalhadas pelo Brasil, dentre elas a Light, do Rio de Janeiro, e suas ações são negociadas em São Paulo e Nova Iorque. Os demais 79 municípios do estado são atendidos por outras concessionárias, sendo a maior delas a Energisa, que atende a 66 cidades da Zona da Mata.

### Saúde
Em 2009, existiam 12 460 estabelecimentos hospitalares no estado, com 44 012 leitos. Do total de estabelecimentos, 7 222 eram públicos, sendo 7 092 de caráter municipal, 84 de caráter estadual e 46 de caráter federal. 5 238 estabelecimentos eram privados, sendo 4 472 com fins lucrativos e 766 sem fins lucrativos. 257 unidades de saúde possuíam especializações com internação e 8 973 unidades eram providas de atendimento ambulatorial.
De acordo com uma pesquisa realizada pela Pesquisa Nacional por Amostra de Domicílios em 2008, 79,1% da população mineira avaliou sua saúde como boa ou muito boa, 69,6% afirmaram ter realizado consulta médica nos últimos doze meses anteriores à data da entrevista, 41,0% dos habitantes consultaram o dentista no mesmo período e 7,6% da população estiveram internados em leito hospitalar. 35,1% dos habitantes declararam ter alguma doença crônica e 29,3% dos residentes tinham cobertura de plano de saúde. No mesmo ano, 63,1% dos domicílios particulares permanentes estavam cadastrados no programa Unidade de Saúde Familiar.
De acordo com a mesma pesquisa, na questão de saúde feminina, 42,0% das mulheres com mais de 40 anos fizeram exame clínico das mamas nos últimos doze meses, 56,7% das mulheres entre 50 e 69 anos fizeram exame de mamografia nos últimos dois anos e 77,9% das mulheres entre 25 e 59 anos fizeram exame preventivo para câncer do colo do útero nos últimos três anos.

### Educação

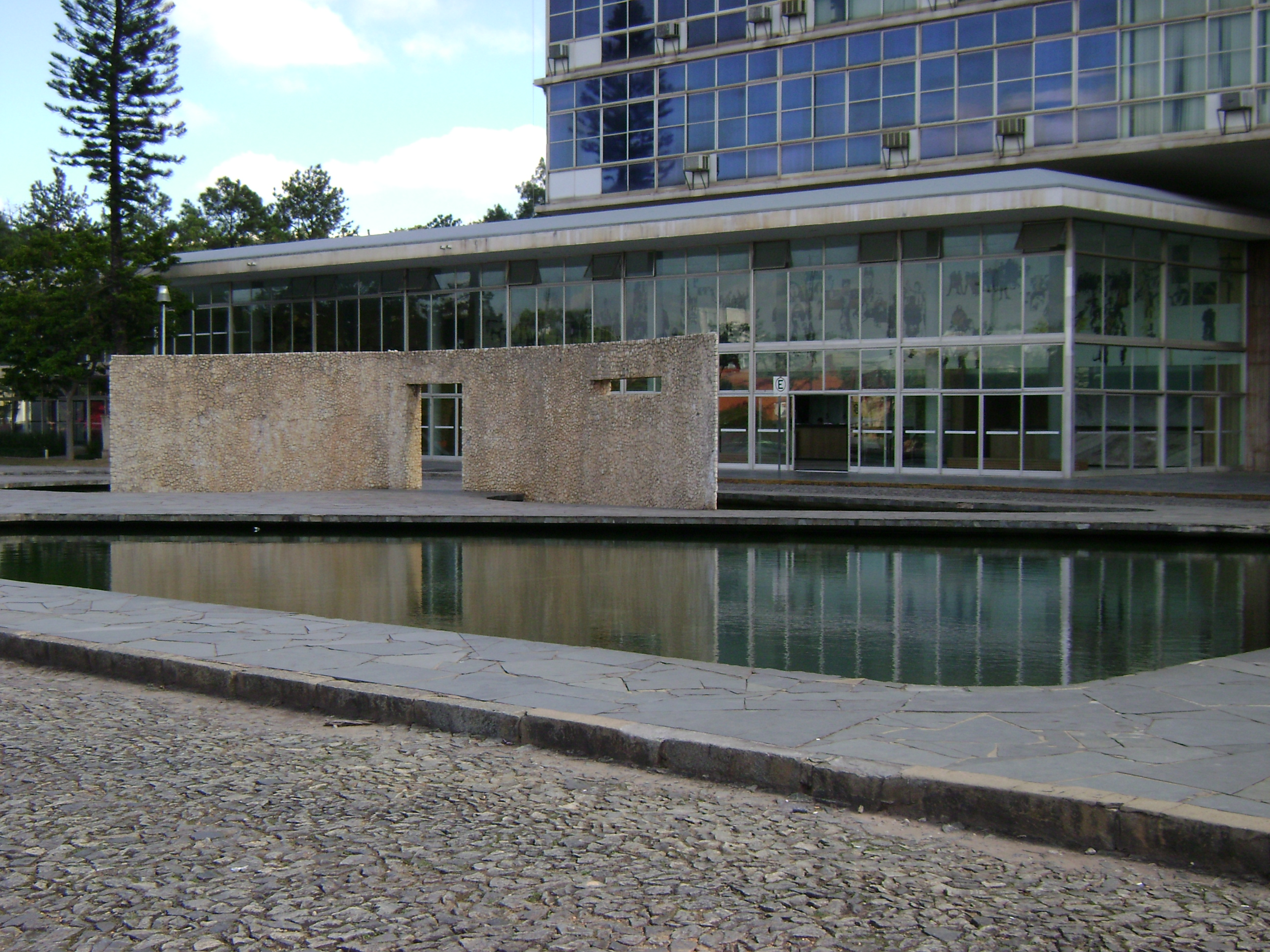
Vista parcial do prédio da reitoria da Universidade Federal de Minas Gerais (UFMG), uma das melhores universidades federais do Brasil, segundo o Índice Geral de Cursos do Ministério da Educação.

O fator "educação" do IDH no estado atingiu em 2010 a marca de 0,638 — a oitava maior do país, estando em conformidade aos padrões mínimos do Programa das Nações Unidas para o Desenvolvimento (PNUD) — ao passo que a taxa de analfabetismo indicada pelo último censo demográfico do IBGE foi de 7,66%, a décima melhor porcentagem nacional, porém a segunda pior do Sudeste brasileiro, à frente apenas do Espírito Santo. Tomando-se por base o relatório do Índice de Desenvolvimento da Educação Básica (IDEB) de 2011, Minas Gerais obteve o maior índice dentre os alunos do 5º ano do ensino fundamental entre os estados brasileiros — 5,9 —, o terceiro maior valor do 9º ano — 4,6, perdendo apenas para Santa Catarina e São Paulo — e o quarto maior dentre os alunos do 3º ano do ensino médio — 3,9, perdendo para Santa Catarina, Paraná e São Paulo. Na classificação geral do Exame Nacional do Ensino Médio (ENEM) de 2013, cinco escolas do ente federativo figuraram entre as dez melhores do ranking nacional, inclusive sendo o único estado que possui uma escola com esta excelência localizada em uma cidade fora da capital.
Com 11 831 estabelecimentos de ensino fundamental, 7 431 unidades pré-escolares e 2 979 escolas de nível médio, a rede de ensino do estado é uma das mais extensas do Brasil. De acordo com dados da amostra do censo demográfico de 2010, da população total, 5 681 163 habitantes frequentavam creches e/ou escolas. Desse total, 179 819 frequentavam creches, 492 875 estavam no ensino pré-escolar, 325 115 na classe de alfabetização, 74 319 na alfabetização de jovens e adultos, 2 682 189 no ensino fundamental, 176 379 na educação de jovens e adultos do ensino fundamental, 859 491 no ensino médio, 177 395 na educação de jovens e adultos do ensino médio, 624 707 em cursos superiores de graduação, 63 263 em especializações de nível superior, 17 514 no mestrado e 8 096 no doutorado. 12 080 382 pessoas não frequentavam unidades escolares, sendo que 1 835 785 nunca haviam frequentado e 10 244 597 haviam frequentado alguma vez.
Entre as muitas instituições de ensino superior, destaca-se a Universidade Federal de Minas Gerais (UFMG), classificada como a 478ª melhor universidade do mundo e, juntamente com a Universidade Federal de Viçosa (UFV), Universidade Federal do Triângulo Mineiro (UFTM) e Universidade Federal de Lavras (UFLA), está entre as melhores do Brasil segundo o Índice Geral de Cursos, do Ministério da Educação. A Universidade Federal de Uberlândia (UFU) também se destaca no estado, ela ficou em 4º melhor lugar em Minas, e em 28º no Brasil, na frente da UFSJ (São João del-Rei), UFLA (Lavras), UFOP (Ouro Preto) e UFTM (Uberaba), segundo dados do ranking das universidades brasileiras da Folha de S. Paulo, em 2016. Minas Gerais é o estado com o maior número de instituições federais de ensino superior do país, abrigando 20 instituições, sendo 8 Institutos Federais, 1 Centro Federal e 11 Universidades Federais. Conta ainda com duas instituições estaduais: a Universidade do Estado de Minas Gerais e a Universidade Estadual de Montes Claros. Além de cerca de 350 faculdades e universidades particulares e filantrópicas presentes em mais de 240 municípios.

### Ciência e tecnologia

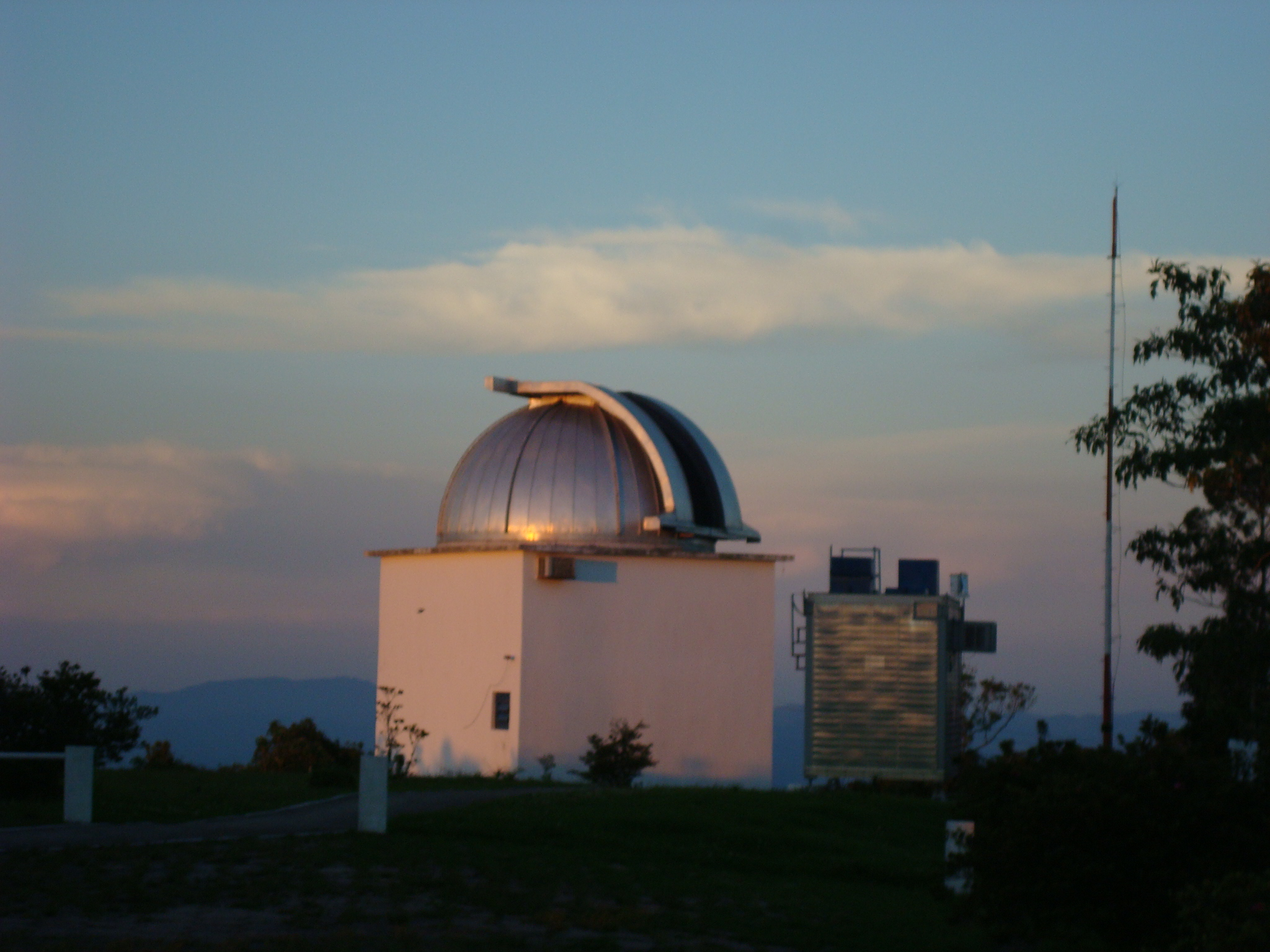
Cúpula do Observatório do Pico dos Dias, situado em Brazópolis e mantido pelo Laboratório Nacional de Astrofísica.

Minas Gerais é sede de importantes institutos de pesquisa, no entanto 40% dos grupos de pesquisa mineiros estavam concentrados na UFMG, que abrigava ainda 46% do total de projetos do conjunto de instituições do estado. A UFV mantinha 19% do total de equipes. As universidades ainda não formam um grupo homogêneo e cerca de 87% dos professores do ensino superior dedicam-se exclusivamente à entidade. A maior parte dos estudos científicos oriundos das universidades estão voltados às engenharias, saúde, ciências biológicas e ciências exatas, sendo que muitas vezes estão voltados às necessidades econômicas e sociais regionais — na UFV e na UFTM, situadas respectivamente na Zona da Mata e no Triângulo Mineiro, grande parte das pesquisas está voltada às ciências agrárias, por exemplo.
São alguns dos principais institutos subordinados às instituições de ensino e que visam o aprimoramento científico e tecnológico o Centro de Estudos Aeronáuticos da Universidade Federal de Minas Gerais (CEA), com ênfase em pesquisas da área de engenharia aeronáutica; o Laboratório de Alta Tensão da Universidade Federal de Itajubá (LAT-UNIFEI), um dos poucos laboratórios de alta tensão do Brasil; o Laboratório Nacional de Astrofísica; a Fundação Christiano Ottoni (FCO), que promove programas acadêmicos de ensino, pesquisa e extensão da UFMG; e o Centro de Pesquisa Manuel Teixeira da Costa (CPMTC), órgão complementar do Instituto de Geociências da UFMG que promove a realização de pesquisas ligadas à geologia e áreas afins das geociências.
Fora do campo universitário, destacam-se o Instituto de Pesquisas Econômicas, Administrativas e Contábeis de Minas Gerais (IPEAD), que realiza pesquisas aplicadas às ciências econômicas e contábeis; a Fundação João Pinheiro (FJP), referência nacional em diversos setores das ciências sociais; a Fundação Ezequiel Dias (FUNED), referência na produção de medicamentos e soros, em estudos em saúde pública e nas ações de vigilância sanitária, epidemiológica e ambiental; o Centro de Pesquisas René Rachou (CPqRR), unidade regional da Fiocruz onde são realizadas pesquisas ligadas à saúde e à epidemiologia; o Centro Tecnológico de Minas Gerais (CETEC), com vistas à aplicação tecnológica ao desenvolvimento social e econômico e, por fim, a Empresa de Pesquisa Agropecuária de Minas Gerais, que possui diversos centros de pesquisas espalhados por todo o estado.

### Comunicações

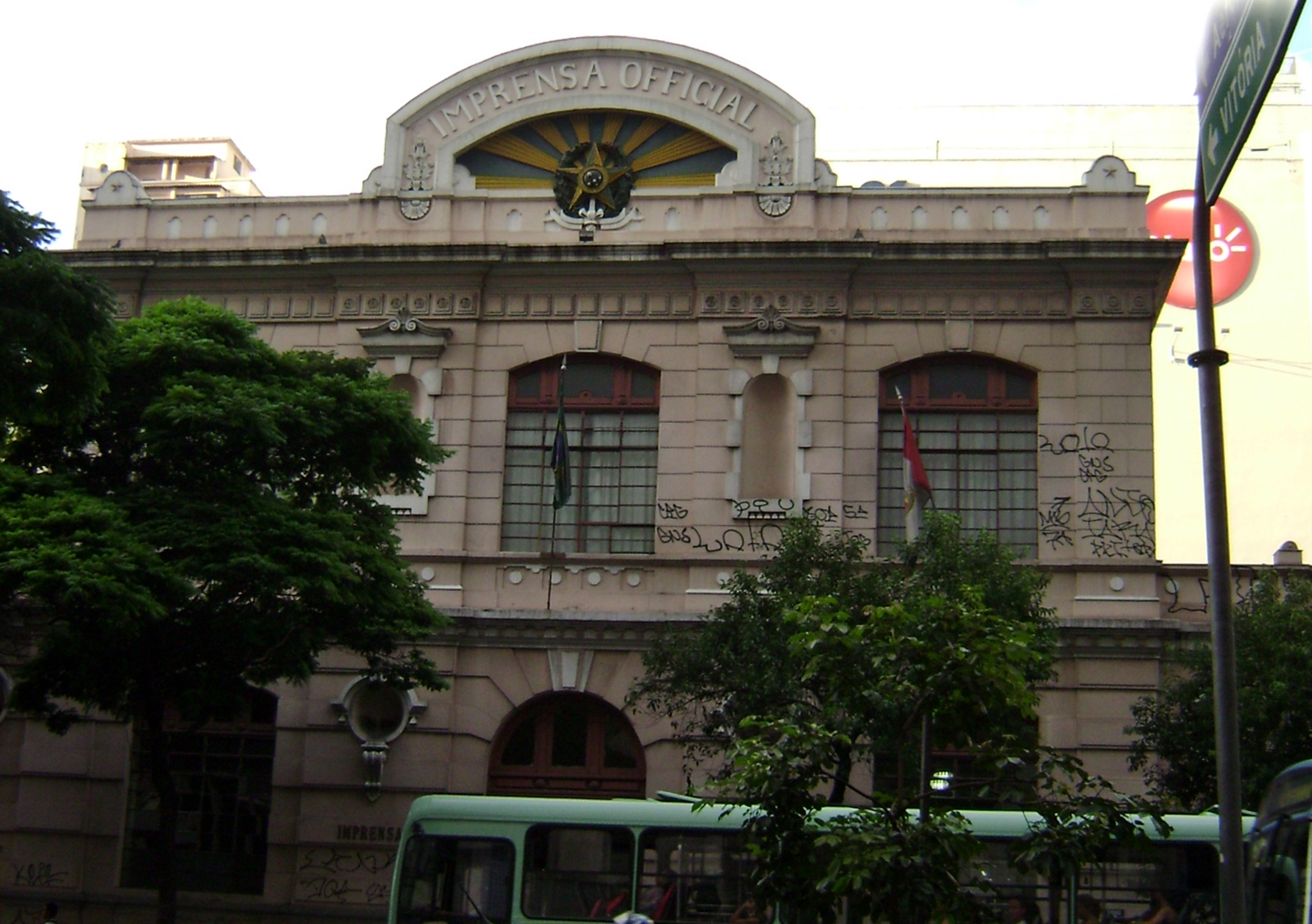
Sede da Imprensa Oficial do Estado de Minas Gerais, em Belo Horizonte.

A Imprensa Oficial do Estado de Minas Gerais é o órgão oficial responsável pelas comunicações em todo o estado, atuando tanto na assessoria da imprensa, quanto no marketing e na Internet. Existem diversos jornais presentes em vários municípios mineiros, como por exemplo Diário do Aço (em Ipatinga e Vale do Aço), Hoje em Dia, Estado de Minas, Diário da Tarde, O Tempo (Belo Horizonte), Jornal Correio de Uberlândia (Uberlândia), Jornal da Manhã (em Uberaba), O Mantiqueira (em Poços de Caldas), Tribuna de Minas (em Juiz de Fora), Folha do Sul (em Três Corações), Diário de Caratinga (em Caratinga), Jornal de Minas (em São João del-Rei) e O Norte (em Montes Claros). O Super Notícia, com sede em Belo Horizonte, estava entre os dez de maior circulação no país em 2008, segundo dados do Instituto Verificador de Circulação, ocupando a terceira colocação, com 282 213 mil exemplares/dia, após a Folha de S. Paulo e O Globo.
O estado também possui uma grande quantidade de emissoras de rádio, tanto AM quanto FM, sendo algumas das principais a BH FM, Globo Minas, América, Itatiaia, 98 FM, Nativa FM, Alvorada, Jovem Pan FM e BandNews — a maioria sediada em Belo Horizonte, mas com retransmissoras em outros municípios. A primeira rádio mineira foi a Rádio Sociedade de Juiz de Fora, que foi ao ar em 1° de janeiro de 1926, e em 1927 surge a Rádio Mineira, a primeira da capital mineira. No entanto, a primeira emissora do estado a ter reconhecimento nacional foi a Rádio Inconfidência, criada em 3 de setembro de 1936, notória por suas sessões de auditório e programação diversificada, voltada à população. Também obteve destaque a Rádio Itatiaia, que foi criada em 1951 e é considerada a líder de audiência em sua frequência AM no estado desde a década de 1970, com programação voltada ao jornalismo, esporte e prestação de serviço.
No campo da televisão, a primeira emissora do estado a ter projeção nacional foi a TV Itacolomi, criada na capital mineira em 8 de novembro de 1955. Nesta época, poucos habitantes possuíam aparelho televisor em Minas Gerais, devido ao preço, mas à medida que a emissora aumentava seu raio de transmissão as vendas de telerreceptores cresciam, o que proporcionou o estabelecimento de novas emissoras no estado. Até seu fechamento, em 1980, a Itacolomi fazia parte dos Diários Associados, conglomerado de empresas de mídia do Brasil fundado por Assis Chateaubriand, que também foi o criador da paulista TV Tupi, primeira emissora de televisão do país. Assim como já vinha ocorrendo em São Paulo e no Rio de Janeiro com a Tupi, a TV Itacolomi passa a ter como concorrentes em Minas Gerais, a partir da década de 1960, a Rede Excelsior (extinta), a Rede Globo e a Rede Record. Atualmente há várias emissoras sediadas no estado, tais como a Record Minas, Paranaíba, TV Leste (afiliadas à Record), TV Globo Minas, InterTV dos Vales, EPTV Sul de Minas (afiliadas à Globo), TV Alterosa Belo Horizonte e TV Alterosa Leste (afiliadas ao SBT).

### Segurança pública e criminalidade
As principais unidades das forças armadas presentes em Minas Gerais são o Exército Brasileiro, sendo que o estado é integrante do Comando Militar do Leste (exceto o Triângulo, que pertence ao Comando Militar do Planalto), com sedes em Belo Horizonte e no Rio de Janeiro; a Marinha do Brasil, segundo a qual Minas situa-se no 1º Distrito Naval, com sede no Rio de Janeiro (exceto o sul mineiro, que está jurisdiciado ao 8º Distrito Naval da Marinha do Brasil); e a Força Aérea Brasileira, segundo a qual o estado faz parte do 3º Esquadrão de Transporte Aéreo. Assim como os demais estados do Brasil, há dois tipos de corporações policiais que possuem a finalidade de realizar a segurança pública em seu território. São elas: a Polícia Militar de Minas Gerais (PMMG), que tem função de defesa social, e a Polícia Civil do Estado de Minas Gerais, que exerce a função de polícia judiciária e é subordinada ao governo estadual.

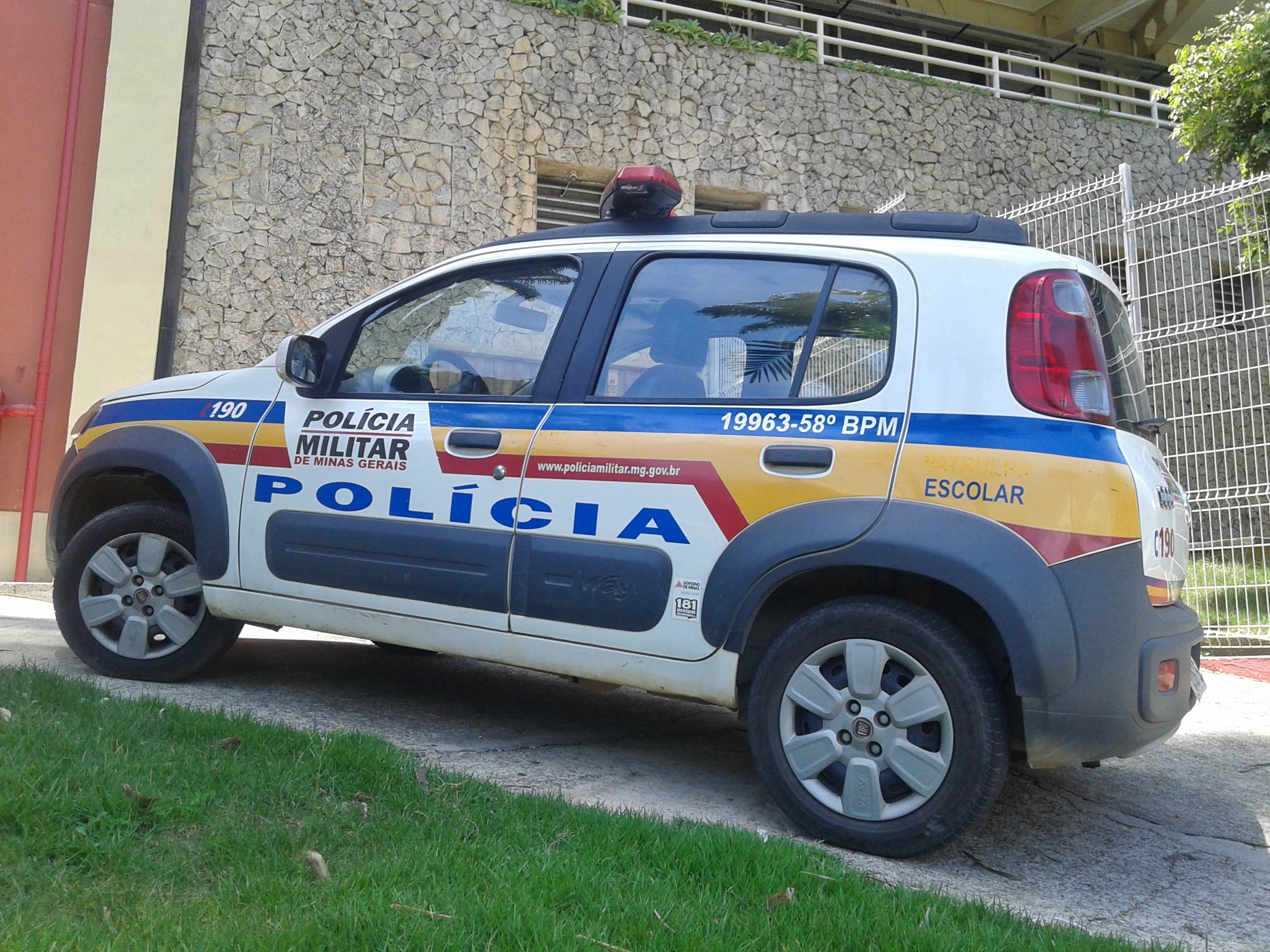
Viatura da Polícia Militar do Estado de Minas Gerais em Coronel Fabriciano, no Vale do Aço.

De acordo com dados do "Mapa da Violência 2011", publicado pelo Instituto Sangari e pelo Ministério da Justiça, a taxa de homicídios por 100 mil habitantes em Minas Gerais é a terceira menor do Brasil. No entanto, o número de homicídios saltou de 8,6 para 19,5 por 100 mil habitantes no período entre 1998 e 2008, fazendo com que o estado permanecesse na 23ª posição, apresentando um aumento de 126,6% no número de assassinatos durante o período pesquisado. Em 2010, de acordo com dados do IPEA, Minas alcançou a taxa de 18,5 homicídios por 100 mil habitantes, um aumento de 61,4% em relação ao número registrado em 2000, que foi de 11,5 homicídios a cada 100 mil habitantes, sendo que o suportável pela Organização Mundial da Saúde é de 10 homicídios por 100 mil habitantes. Apesar da pequena queda do número de homicídios entre 2008 e 2010, entre janeiro e setembro de 2013 houve um crescimento de 21% da ocorrência de crimes violentos, como sequestro e estupro, em relação ao mesmo período de 2012.
De acordo com dados do "Mapa da Violência dos Municípios Brasileiros 2014", também publicado pelo Instituto Sangari, os dez municípios mineiros com as maiores taxas de homicídios por grupo de 100 mil habitantes são São Joaquim de Bicas (71,3), Mateus Leme (63,3), Teixeiras (61,5), Governador Valadares (59,0), Esmeraldas (57,8), Juatuba (56,3), Betim (55,5), Sarzedo (55,3), Itaobim (52,5) e Buritizeiro (51,7). São Joaquim de Bicas apareceu na lista das 100 cidades mais violentas do Brasil, ocupando a 80ª posição. Para reduzir as taxas, diversas medidas vêm sendo tomadas pelo poder público, como a ampliação do efetivo de policiais civis, militares e bombeiros e a implantação de unidades do Instituto Médico Legal (IML) e batalhões da PM. O estado também foi o pioneiro na criação de um presídio em parceria com a inciativa privada.

### Transportes

Aeroporto Internacional de Belo Horizonte-Confins

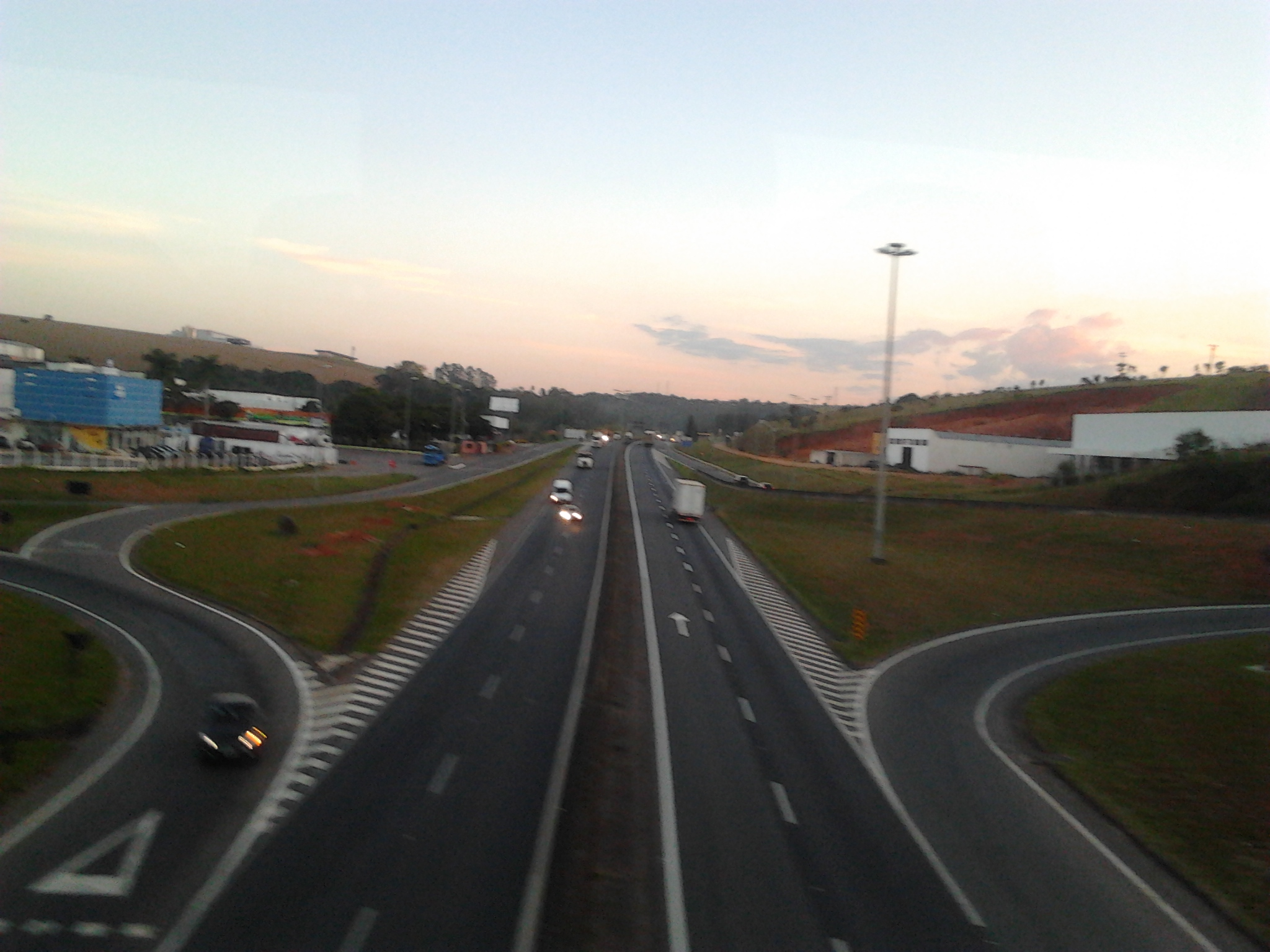
Trecho da Rodovia Fernão Dias próximo a Pouso Alegre.

Em novembro de 2020, o estado de Minas Gerais possuía, além das rodovias municipais, 39.738 km de rodovias estaduais e federais, sendo 29.255 km pavimentados e 2.505 km de rodovias duplicadas. O estado possui rodovias duplicadas que saem da capital Belo Horizonte e a conectam com São Paulo (BR-381) e Rio de Janeiro (BR-040), e em sua parte oeste (BR-050, BR-153 e BR-365 na área conhecida como Triângulo Mineiro, entre os estados de São Paulo e Goiás, próximo a Uberaba e Uberlândia). Algumas partes do BR-262 também estão duplicadas. O estado, no entanto, apresenta, em geral, um déficit de duplicações, com trechos de pista única com circulação acima do limite de saturação. Recentemente, em 2022, foi criado um projeto para conceder BR-381 à iniciativa privada, com a intenção de duplicar 215 km entre Belo Horizonte, Ipatinga e Novo Oriente de Minas. A grande extensão da malha viária associada ao relevo predominantemente montanhoso — que faz com que haja uma grande quantidade de curvas sinuosas nas estradas — e às condições climáticas típicas do estado faz com que Minas tenha uma considerável taxa de acidentes em relação ao restante do Brasil; situações agravadas pelo fato do estado possuir apenas 31,6% das estradas em condições classificadas como "boa" ou "ótima", segundo informações do CNT de 2010. A frota estadual em 2012 era de 8 295 192 veículos, sendo 4 602 143 automóveis, 285 123 caminhões, 52 301 caminhões-trator, 613 155 caminhonetes, 215 545 caminhonetas, 36 174 micro-ônibus, 1 992 166 motocicletas, 205 390 motonetas, 63 685 ônibus, 31 292 utilitários, 1 843 tratores de rodas e outros 196 375 classificados como outros tipos de veículos.
No estado, existem seis aeroportos administrados pelo Infraero. São eles: o Aeroporto Internacional de Belo Horizonte-Confins (em Confins), o Aeroporto da Pampulha - Carlos Drummond de Andrade (em Belo Horizonte), o Aeroporto de Belo Horizonte-Carlos Prates (em Belo Horizonte), o Aeroporto de Uberlândia (em Uberlândia), o Aeroporto de Montes Claros (em Montes Claros), e o Aeroporto de Uberaba (em Uberaba). Há também outros aeroportos menores, como os de Alfenas, Araxá, Caxambu, Diamantina, Divinópolis, Espinosa, Frutal, Governador Valadares, Ipatinga, Ituiutaba, Juiz de Fora, Leopoldina, Monte Verde, Patos de Minas, Poços de Caldas, Pouso Alegre, São João del-Rei, São Lourenço, Unaí, Varginha, entre outros.
Também há transporte hidroviário, sendo que a principal hidrovia contida no estado é a Hidrovia do São Francisco, cujo curso d'água é navegável desde o município de Pirapora até Juazeiro, na Bahia.
O transporte ferroviário, por sua vez, faz-se presente desde o século XIX, quando da construção da Estrada de Ferro Central do Brasil, na década de 1860. Em 1874, foi inaugurada a Estrada de Ferro Leopoldina. Em 1880, foi fundada a Estrada de Ferro Oeste de Minas e nas décadas seguintes foram abertas várias outras ferrovias em território mineiro. A partir da década de 1960, as ferrovias passaram a ser substituídas pelas rodovias, devido à demanda do crescimento da frota automobilística, levando ao fechamento de algumas estradas de ferro e ramais. Na década de 1990, ocorre a privatização de todo o sistema ferroviário nacional, desativando os serviços de passageiros restantes em algumas linhas locais. No entanto, ainda há caminhos de ferro ativos cortando Minas Gerais, sendo hoje utilizados somente para o transporte de carga, como as antigas Estrada de Ferro Central do Brasil, Estrada de Ferro Leopoldina, Estrada de Ferro Oeste de Minas e a Ferrovia do Aço, administradas pelas concessionárias MRS Logística e Ferrovia Centro Atlântica. A Estrada de Ferro Vitória a Minas (EFVM) é a responsável por escoar a produção da Vale e de outras empresas do estado em direção ao Porto de Tubarão, em Vitória, no Espírito Santo, e também opera o único trem de passageiros diário do Brasil que percorre longas distâncias, entre Vitória e Belo Horizonte, interligando outras cidades que também contam com estações.

## Cultura

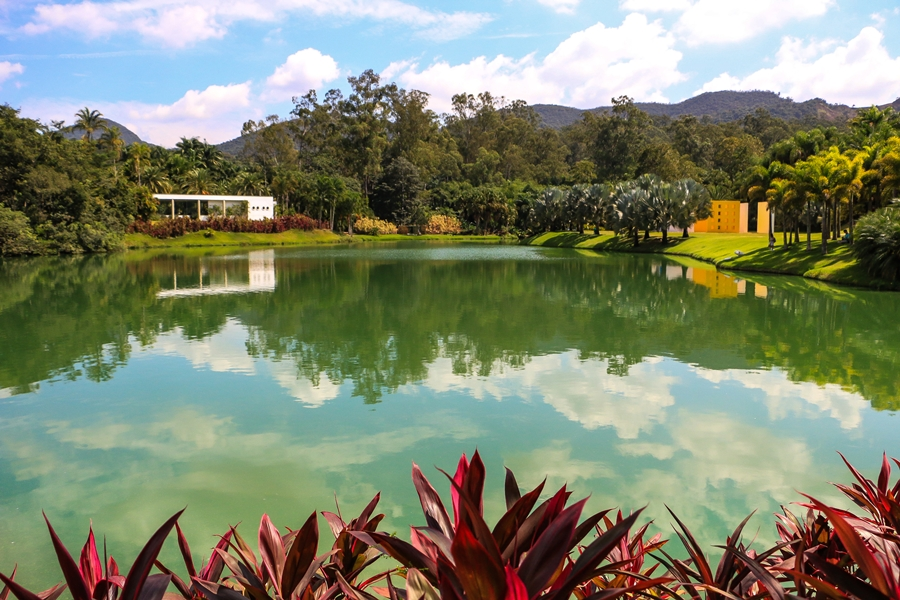
Instituto Inhotim, o maior centro de arte ao ar livre da América Latina.

A Secretaria Estadual de Cultura (SEC), que foi criada em 1983, durante o governo de Tancredo Neves, e estruturada em 1996, é o órgão vinculado ao Governo do Estado de Minas Gerais responsável por atuar no setor de cultura do estado, desde seu planejamento financeiro até a execução de projetos e manutenção de bibliotecas, museus e do Arquivo Público Mineiro. A SEC atua em parceria com diversas outras instituições e entidades culturais, diretamente subordinadas ou não ao órgão público, como a Fundação Clóvis Salgado (FCS), a Fundação TV Minas Cultural e Educativa, a Fundação de Arte de Ouro Preto (FAOP), o Instituto Estadual do Patrimônio Histórico e Artístico de Minas Gerais (IEPHA-MG) e a Rádio Inconfidência.

### Artes cênicas

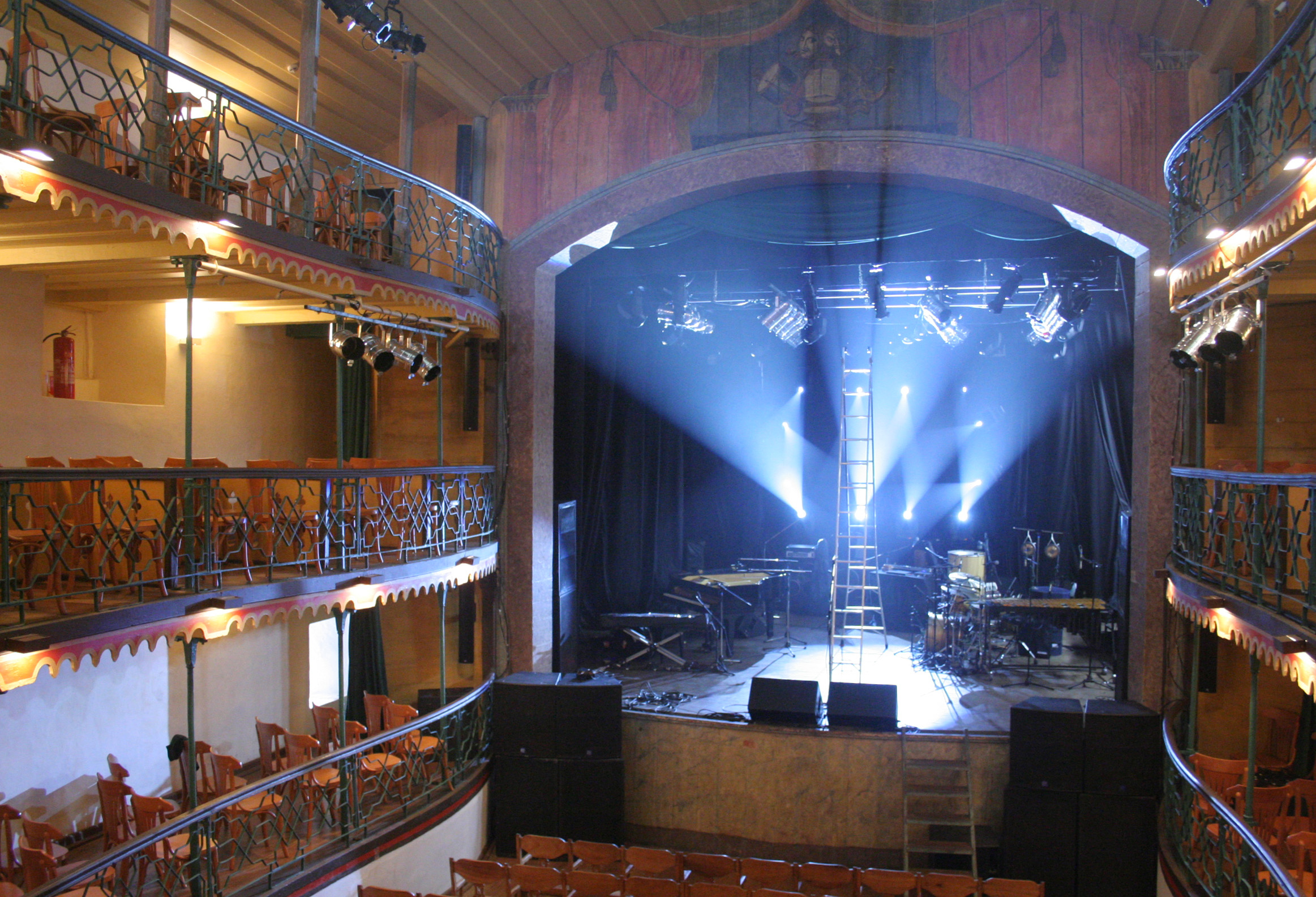
Interior do Teatro Municipal de Ouro Preto, que foi inaugurado no século XVIII e é o mais antigo do Brasil.

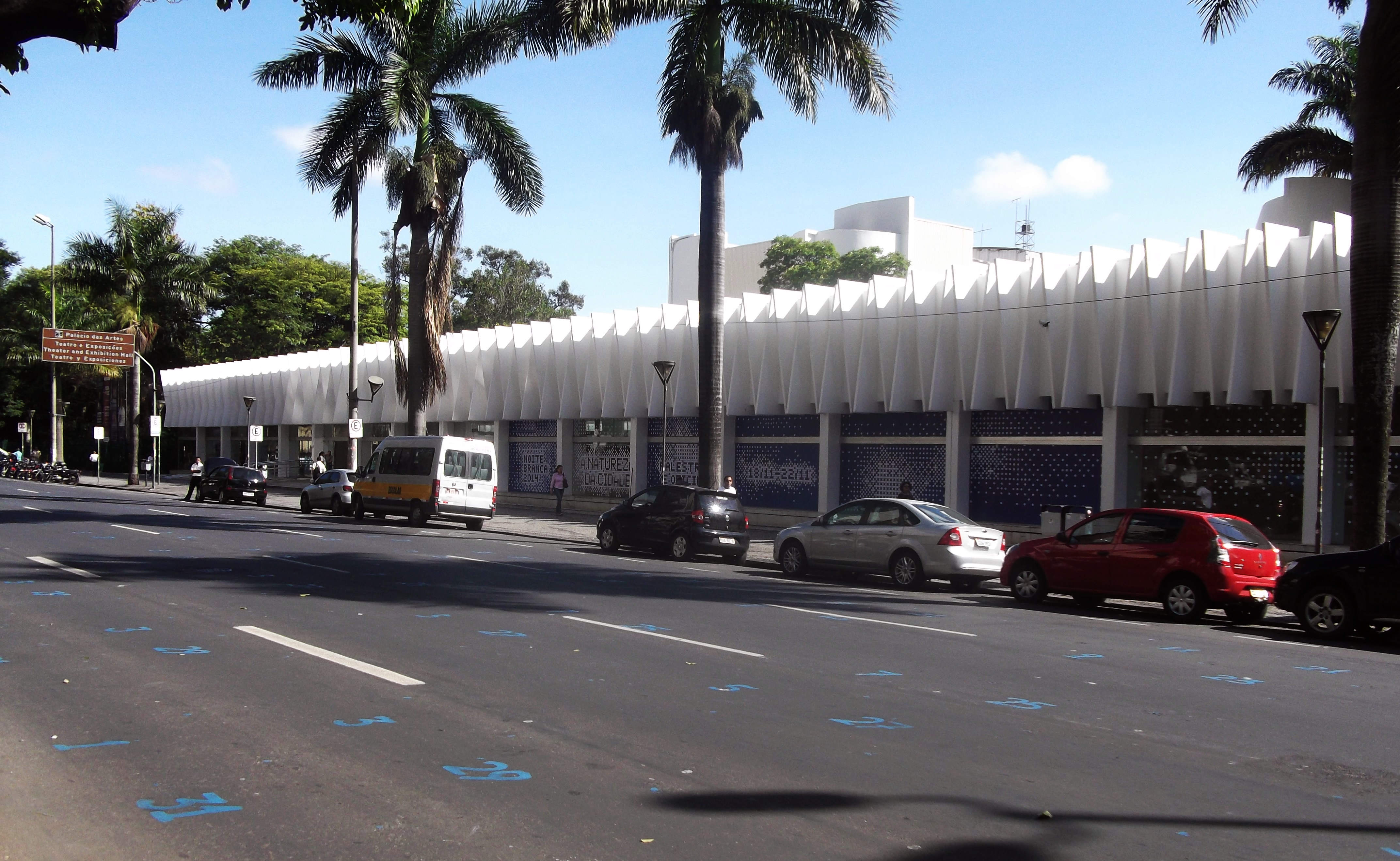
Fachada do Palácio das Artes de Belo Horizonte, um dos maiores núcleos culturais da América Latina.

Minas Gerais conta com vários espaços, projetos e eventos dedicados ao fomento das áreas teatral e de dança. O estado é berço de uma considerável gama de grupos teatrais de sucesso nacional ou mesmo internacional, tais como o Grupo Galpão, o Giramundo Teatro de Bonecos, o Grupo Corpo e Ponto de Partida. Muitos deles têm suas origens e manutenção ligadas à formação artística profissional e a mecanismos municipais e estaduais de incentivo cultural; o Grupo Divulgação, de Juiz de Fora, por exemplo, nasceu na Faculdade de Filosofia e Letras da Universidade Federal de Juiz de Fora (UFJF). A Companhia de Dança Palácio das Artes, fundada em Belo Horizonte em 1971, é um dos grupos profissionais mantidos pela Fundação Clóvis Salgado e ocasionalmente está presente em palcos nacionais e internacionais.
Em Minas Gerais, situam-se alguns dos maiores espaços teatrais do Brasil, tais como o Teatro Municipal de Ouro Preto, que também é o teatro mais antigo das Américas, inaugurado no século XVIII; o Cine-Theatro Central, em Juiz de Fora, cuja importância arquitetônica e histórica culminou no tombamento pelo IPHAN; o Palácio das Artes de Belo Horizonte, que é considerado como o maior centro de produção, formação e difusão cultural do estado e um dos maiores da América Latina, sendo mantido pela Fundação Clóvis Salgado, que oferece à população uma série de programações artísticas e de atividades educativas; o Centro Cultural Usiminas, em Ipatinga, considerado como um dos mais modernos do país e mantido pelo Instituto Cultural Usiminas; e o Centro Cultural Banco do Brasil, em Belo Horizonte, mantido pelo Banco do Brasil.
São vários os eventos artísticos do estado em que os grupos e artistas demonstram suas atividades, sendo realizados tanto nos espaços culturais quanto ao ar livre. Na capital mineira, são alguns exemplos o Festival Internacional de Teatro, Palco e Rua (FIT-BH), o Festival Internacional de Teatro de Bonecos, o Festival Internacional de Dança (FID), o Festival Internacional de Corais (FIC), o Festival Internacional de Curtas, o Festival Mundial de Circo do Brasil e o Festival Internacional de Quadrinhos. No interior do estado, destaca-se a realização da Campanha de Popularização do Teatro e da Dança, com espetáculos teatrais em Juiz de Fora e no Vale do Aço; e o Festival de Inverno da Universidade Federal de Minas Gerais, com oficinas de iniciação e atualização, espetáculos, peças de teatro e exposições em vários municípios do estado, como Diamantina e Cataguases.

### Música, cinema e literatura

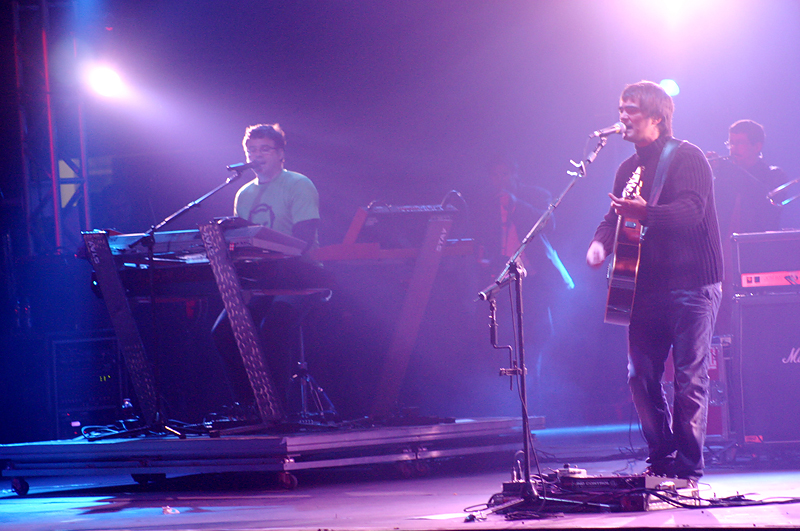
Banda mineira Skank durante uma apresentação em 2007.

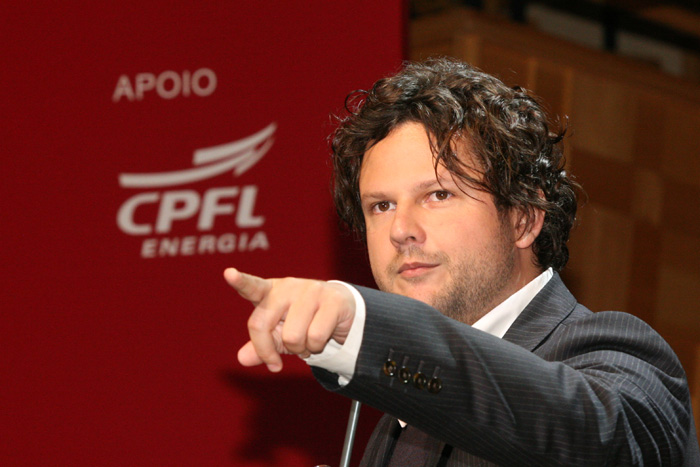
O ator mineiro Selton Mello na 5ª edição do Prêmio Bravo! Prime de Cultura, em 2009.

A música se faz presente em Minas Gerais desde o período colonial. Os primeiros instrumentos musicais a adentrarem o estado foram trazidos pela Companhia de Jesus na segunda metade do século XVI, com objetivo de converterem os indígenas aos costumes europeus, difundindo a música barroca. Por décadas, os jesuítas foram responsáveis tanto pelo ensinamento da gramática e do latim quanto pela alfabetização musical nas escolas. No século XVIII destacou-se a obra sacra de Lobo de Mesquita e, no XIX, a de João de Deus de Castro Lobo, cujas obras estão disponibilizadas, dentre outras, nas séries Acervo da Música Brasileira e Patrimônio Arquivístico-Musical Mineiro. A partir do século XIX, as bandas de música se desenvolvem a ponto de serem hoje um dos marcos de identidade cultural do estado. Na primeira metade do século XX, destacam-se o samba, a bossa nova, o chorinho e as marchinhas com os compositores Ary Barroso, de Ubá, e Ataulfo Alves, de Miraí. Na década de 1970, surge em Belo Horizonte o movimento Clube da Esquina, cujas maiores influências eram a bossa nova e os Beatles. Na década de 80, destacaram-se mundialmente Sepultura e Sarcófago e na década de 90, surgem Skank, Jota Quest, Pato Fu e Tianastácia. Às primeiras décadas do século XXI, surgem artistas musicais como César Menotti & Fabiano, Paula Fernandes e Marina Sena.
No cinema mineiro, os nomes de Humberto Mauro e João Carriço se destacam por serem os pioneiros do cinema nacional. Humberto Mauro iniciou suas primeiras filmagens em 1925 em Cataguases, mudando-se para o Rio de Janeiro. Seu contemporâneo João Carriço, com o lema "Cinema para o povo", lançou a Carriço Filmes, em Juiz de Fora, produzindo cinejornais e documentários no início do século XX. No período do Cinema Novo e do Cinema Marginal, desponta o nome de Carlos Alberto Prates Correia, um dos principais realizadores da história do estado, autor de filmes evocadores da paisagem, da cultura e do povo mineiro, como os inventivos Perdida, Cabaret Mineiro e Noites do Sertão. Finalmente, no cinema contemporâneo, ressaltam-se Cao Guimarães produtor de curtas premiados no mundo inteiro; Helvécio Ratton, diretor de entre outros filmes Menino Maluquinho e Pequenas Histórias; e Selton Mello, que atuou em filmes como Guerra de Canudos, O Que É Isso, Companheiro?, O Palhaço, O Cheiro do Ralo e Meu Nome Não é Johnny.
A literatura mineira, por sua vez, teve bastante contribuição para a primeira geração literária brasileira, ainda no século XVIII. As obras oriundas do estado tinham ideais bucólicos, visando a representar paisagens locais, sendo os principais autores da época Tomás Antônio Gonzaga, Alvarenga Peixoto e Cláudio Manoel da Costa. Com o Romantismo e o Simbolismo, no século XIX, ganham destaque as obras de Bernardo Guimarães e Alphonsus de Guimaraens. No século XX, Minas conquista grande espaço no cenário literário brasileiro, revelando nomes como Carlos Drummond de Andrade, Emílio Moura e João Guimarães Rosa, que contribuíram para o auge do Modernismo no Brasil. Entre a segunda metade do século XX e a contemporaneidade, ressaltam-se Abgar Renault, Cyro dos Anjos, Murilo Rubião, Luiz Vilela, Affonso Romano de Sant'Anna, Murilo Mendes, Otto Lara Resende, Paulo Mendes Campos, Fernando Sabino, Henriqueta Lisboa, Affonso Ávila, Oswaldo França Júnior, Roberto Drummond, Bartolomeu Campos de Queirós e Ziraldo.

### Folclore, artesanato e culinária

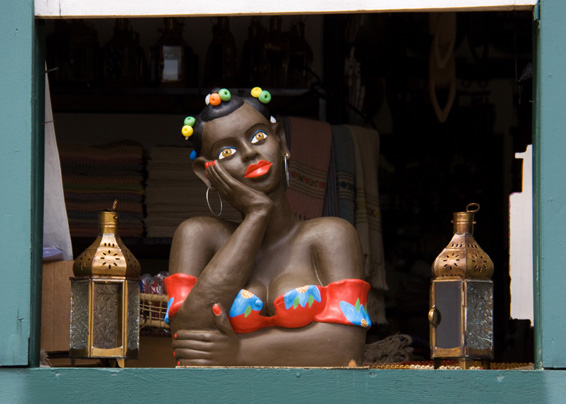
A "Namoradeira", escultura artesanal típica de Minas Gerais.

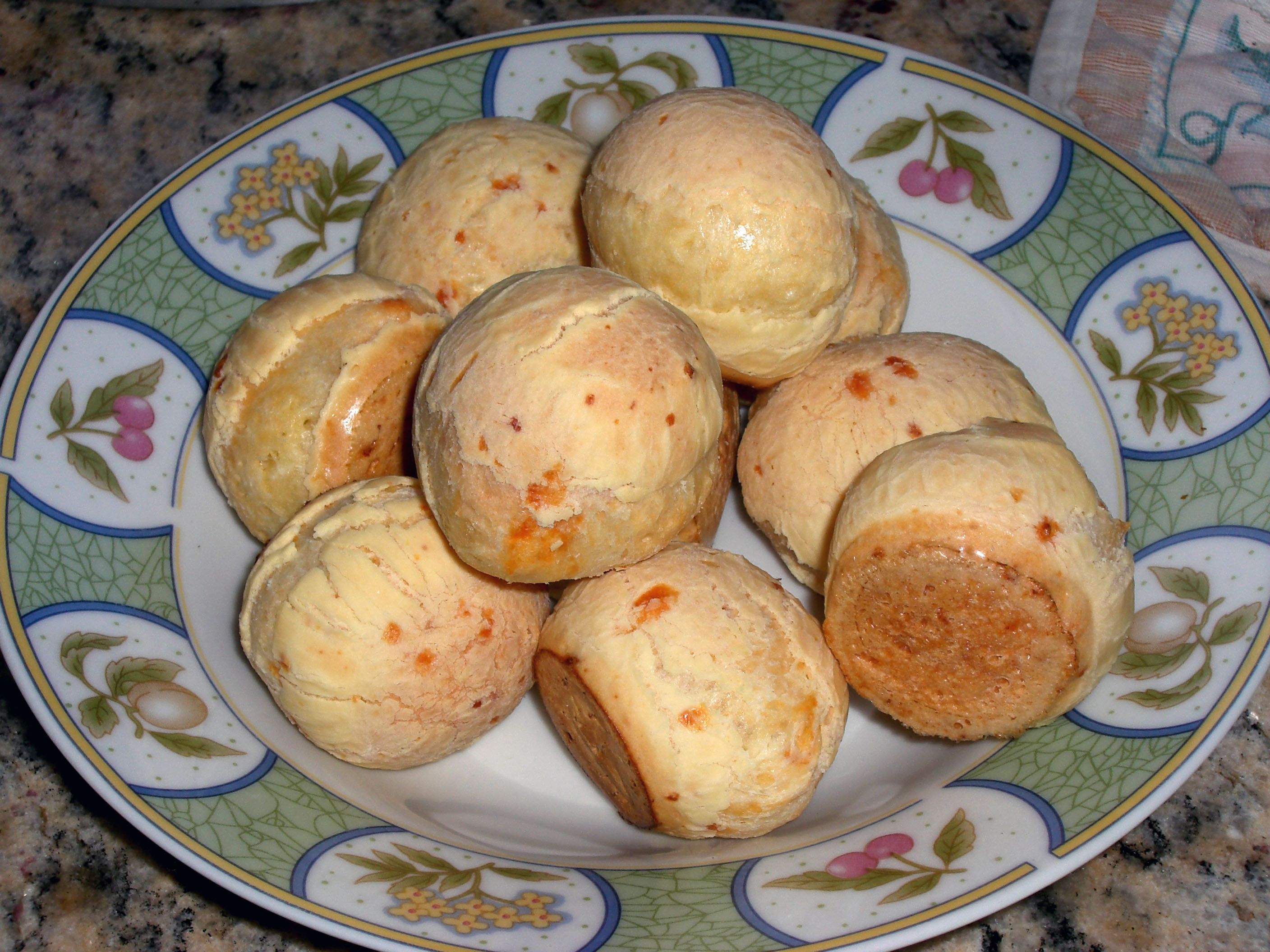
O pão de queijo é um prato típico da culinária mineira.

A religiosidade tem influência marcante nas principais manifestações culturais do povo mineiro, principalmente nas festas folclóricas. Dentre as tradições presentes no estado, destacam-se o Congado, que reúne danças herdadas dos costumes africanos, difundidos pelos escravos, com as tradições católicas dos colonizadores; as comemorações da Folia de Reis, que celebram desde o nascimento de Jesus até a visita dos Três Reis Magos através de procissões e visitas a casas; as "Pastorinhas", que são meninos e meninas que visitam os presépios nas casas, assim como se fazia em Belém na época do nascimento de Jesus; o bumba meu boi, que simboliza a morte e renascimento do boi; a Festa do Divino, em homenagem ao Divino Espírito Santo; as Cavalhadas, representando os combates e guerras travadas entre mouros e cristãos; a Dança de São Gonçalo; e as quadrilhas, nas festas juninas.
Boa parte da produção artesanal mineira tem ligação às tradições culturais do estado, como na representação de imagens de santos ou personagens históricos. O artesanato está presente em diversas regiões de Minas Gerais, com produção baseada em pedra-sabão, cerâmica, madeira e fibras vegetais, argila, prata e estanho. Em Tiradentes destacam-se os objetos em prata; na região do Vale do Jequitinhonha são feitas peças em madeira e principalmente cerâmica; em Ouro Preto, Congonhas, Mariana e Serro há considerável presença dos trabalhos em pedra-sabão; em Ouro Preto e Viçosa são produzidos utensílios com cobre e outros metais; e em todo o estado são encontrados bordados, trançados em talas, bambu e fibras têxteis, crochês e tricôs, além da madeira.
Na cozinha mineira, por sua vez, a carne de porco é muito presente, sendo famosos o tutu com lombo de porco, a costelinha de porco e o leitão à pururuca. Também são apreciados a vaca atolada, o feijão tropeiro com torresmo, a canjiquinha com carne (de boi ou porco), linguiça e couve, o frango ao molho pardo com angu de fubá, o frango com quiabo ensopado e arroz com pequi. São famosos os doces mineiros, especialmente o doce de leite, a goiabada e a paçoca. O pão de queijo, os queijos  (e seu modo artesanal de preparo) e o café também estão entre as principais referências da cozinha mineira. Muitos pratos têm origens indígenas, cuja culinária era predominantemente à base de mandioca e milho e teve incremento dos costumes europeus, com a introdução dos ovos, do vinho, dos quentes e dos doces.

### Arquitetura

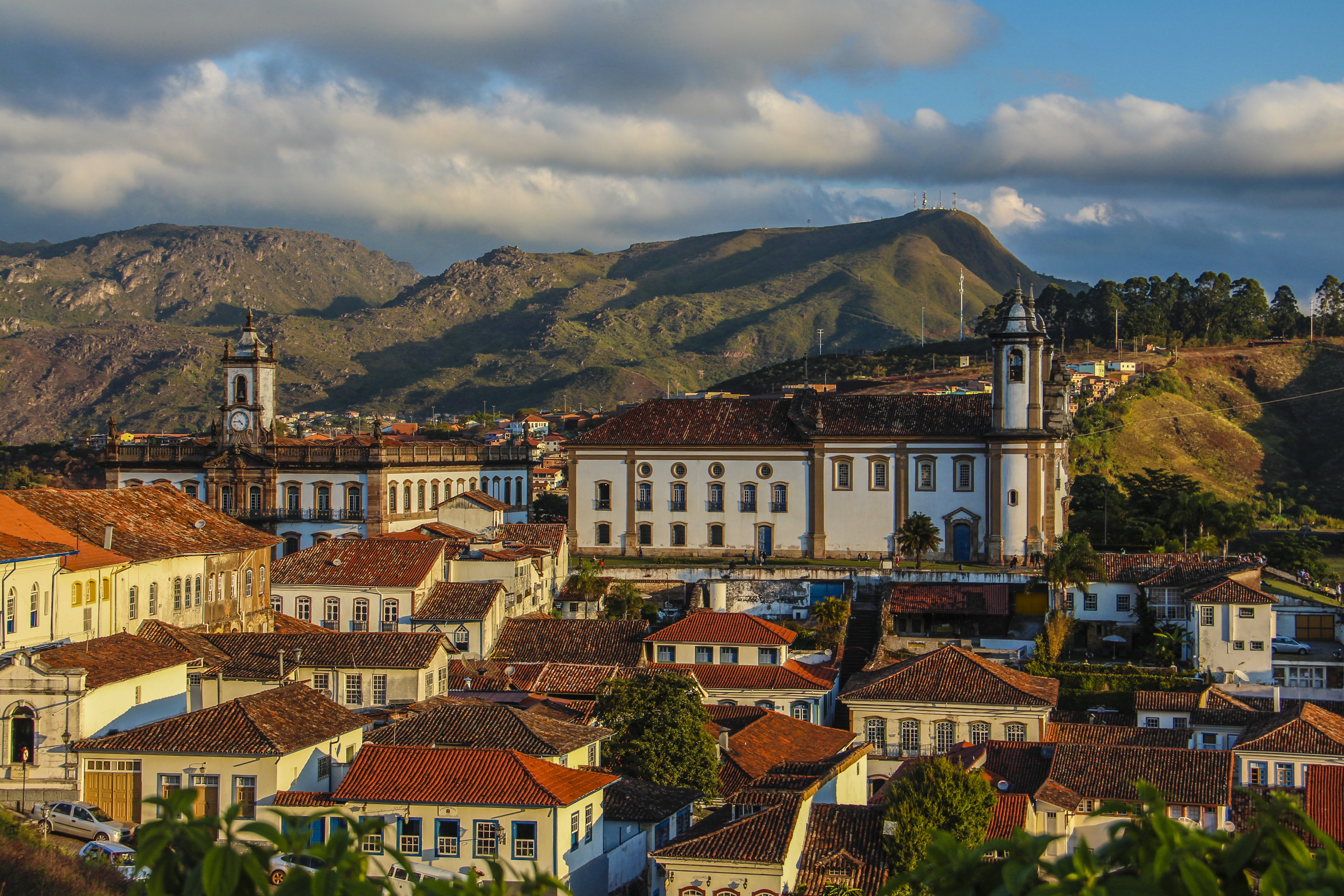
Museu da Inconfidência e Igreja de Nossa Senhora do Carmo, na Cidade Histórica de Ouro Preto, considerada um Patrimônio da Humanidade pela UNESCO.

Durante o período colonial, a riqueza oriunda do ouro e dos diamantes propiciou o surgimento de cidades que tinham como característica o dinamismo cultural. Nesse contexto, desenvolveram-se as cidades e a arquitetura colonial, cujas obras permanecem como sendo alguns dos conjuntos mais notáveis deste período da história brasileira. As casas das cidades mineiras eram construídas com aspectos uniformes entre si e, usualmente, ocupavam todo o terreno. As ruas estreitas se adaptavam à topografia acidentada do território mineiro. Dada a influência da Igreja Católica, muitas igrejas foram erguidas nas cidades e vilas da época, com características arquitetônicas notáveis típicas do período barroco. Merecem destaque, especialmente, as obras de Antônio Francisco Lisboa, o Aleijadinho, notável por seu estilo peculiar refletido nas esculturas, obras arquitetônicas e entalhes do final do período colonial. Os principais remanescentes desta fase da arquitetura mineira são o Santuário de Bom Jesus de Matosinhos (em Congonhas, com obras de Aleijadinho), o centro histórico de Ouro Preto e de Diamantina (todos declarados patrimônios da humanidade pela UNESCO), além da Igreja de São Francisco de Assis em São João del-Rei. Já no fim do período colonial, houve a transição para o período neoclássico. Contudo, tal estilo não foi tão marcante em território mineiro, deixando traços em algumas construções como na Casa da Câmara e Cadeia de Ouro Preto e na fachada da Igreja de Nossa Senhora do Pilar em Nova Lima.

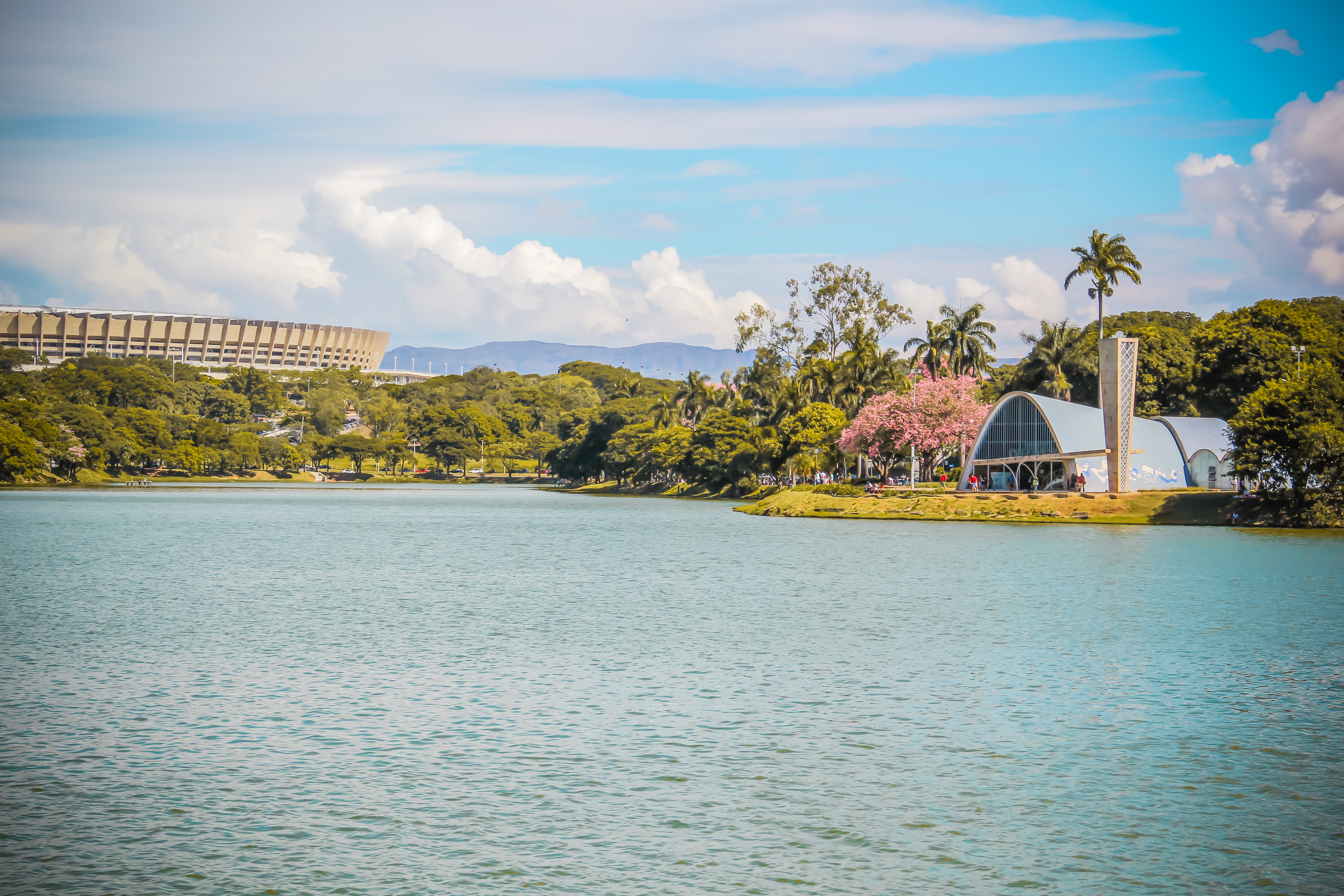
Conjunto Arquitetônico da Pampulha, criado por Oscar Niemeyer, e Mineirão

Posteriormente, a partir das últimas décadas do século XIX, o ecletismo europeu passa a influenciar as obras arquitetônicas do estado, que passava por um surto de desenvolvimento graças à atividade cafeeira e à pecuária. Em um primeiro momento, tal estilo ainda sofre influência do neoclassicismo, apresentando contornos suaves. Somente a partir do século XX, o ecletismo passa a apresentar uma estética rebuscada, além de permitir uma vasta gama de combinações estilísticas influenciada sobretudo pela arte europeia, que se estendem até a década de 1940. No período entreguerras chega ao estado a tendência mundial do art déco, que valorizava em sua estética a abstração, a linha, a forma, o volume e a cor e que se beneficiou pelas inovações construtivas, como a utilização do concreto armado. Contudo, uma grande revolução viria com os projetos de Oscar Niemeyer que, ao conceber o Conjunto Arquitetônico da Pampulha, buscou a criação de formas simples e úteis, com suas características curvas. Na década de 50, o arquiteto concebeu outras obras notáveis, como o Edifício Niemeyer. Ao mesmo tempo chegam a Minas novos conceitos do nascente Estilo Internacional, além do surgimento da arquitetura modernista no Brasil. Desde então, as construções passaram a integrar como princípios a funcionalidade e integração com seus arredores. Um dos mais recentes e notáveis projetos arquitetônicos no estado é a Cidade Administrativa de Minas Gerais, projetada por Oscar Niemeyer e concluída em 2010.

### Turismo
Um dos mais importantes circuitos turísticos de Minas Gerais é a Estrada Real, que passa pelos antigos caminhos utilizados para transportar o ouro das minas, que liga a região central do estado às cidades do Rio de Janeiro e Parati. Os diferentes roteiros deste circuito apresentam atrativos históricos, culturais e naturais para seus visitantes. Outro aspecto notável do turismo mineiro inclui a visitação às cidades históricas, as quais conservam as construções do museu colonial além de incluírem museus e espaços culturais que revelam o passado dessas localidades. Destas cidades, destaca-se Ouro Preto, onde encontra-se o Museu da Inconfidência.
O relevo do estado, com abundância de picos e serras (especialmente os grandes picos), além da grande quantidade de grutas e cavernas, rios e lagos naturais e artificiais e a riqueza da fauna e flora estadual atraem praticantes do ecoturismo e também do turismo de aventura. Outro segmento relevante é o turismo rural, já que Minas é um dos estados que mais possuem empreendimentos voltados para esta finalidade. Na região central do estado, além das cidades históricas e da capital, encontram-se parques nacionais como o Serra do Cipó, além do Museu de Inhotim, que possui um dos maiores acervos de arte contemporânea do país. No sul do estado, encontra-se o Circuito das águas, conhecido por suas estâncias minerais.
Destaca-se ainda o turismo de negócios que está em franca expansão, uma vez que nos últimos anos grandes eventos de projeção internacional foram realizados no estado. Em especial, destaca-se nesse segmento a cidade de Belo Horizonte, que atrai cada vez mais feiras, congressos e reuniões, o que pode ser atribuído à infraestrutura e à importante rede hoteleira da cidade. Outras cidades do interior (como Juiz de Fora, Uberaba e Uberlândia) também oferecem opções para a realização de eventos de negócios de grande porte.

### Esportes

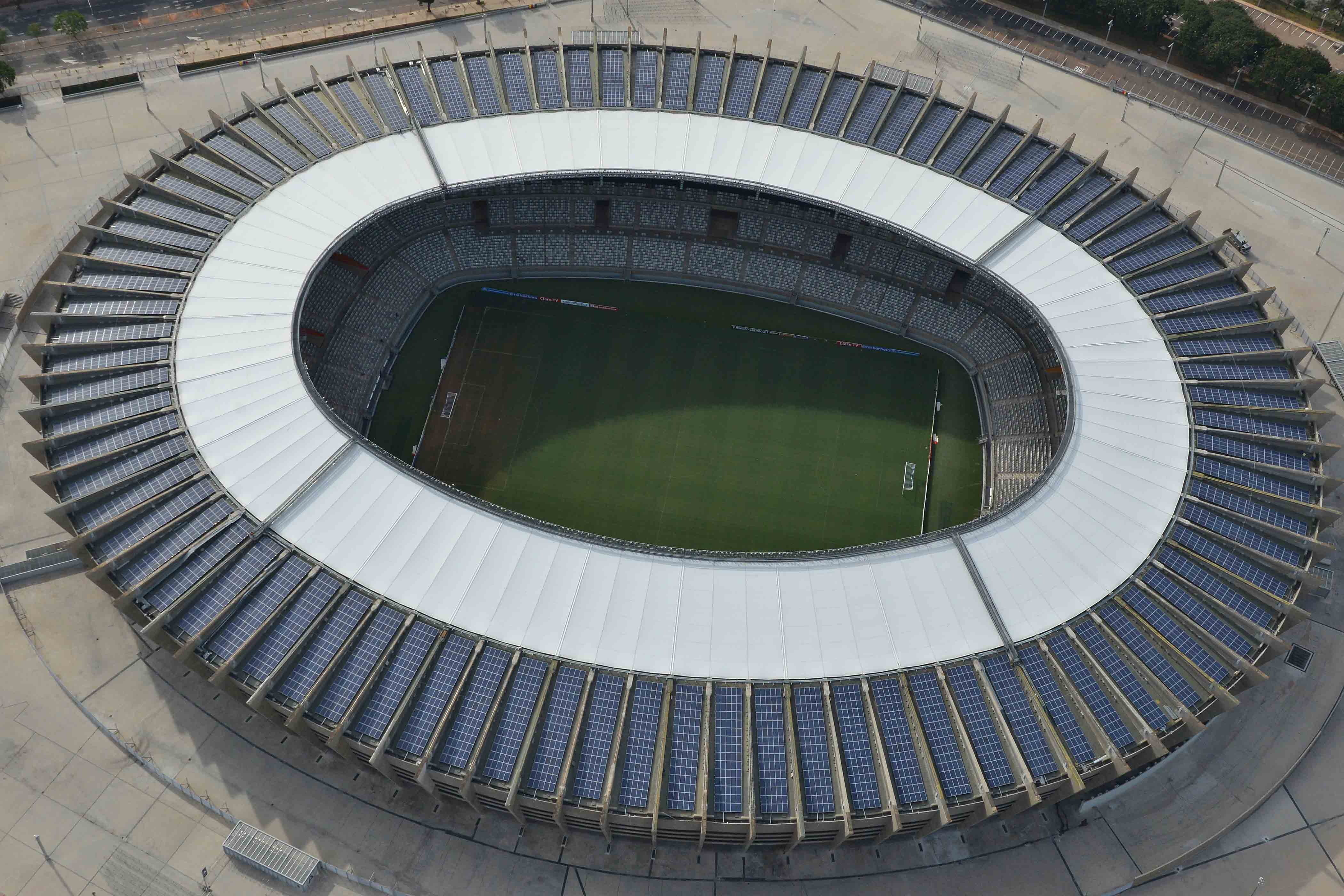
Vista aérea do Mineirão em Belo Horizonte.

O futebol é um dos esportes mais populares no estado de Minas Gerais, tendo como principais equipes Atlético, Cruzeiro, América, Villa Nova, Tupi, Ipatinga, Boa Esporte e Caldense. A Federação Mineira de Futebol é a entidade responsável por organizar a competição mais tradicional do estado, o Campeonato Mineiro, cuja primeira edição foi realizada em 1915. Outra competição tradicional é a Taça Minas Gerais que, por falta de interesse das agremiações mineiras, não foi realizada no ano de 2013. Dentre os maiores estádios de futebol do estado, destacam-se o Independência na capital, Parque do Sabiá em Uberlândia, Mário Helênio em Juiz de Fora, Melão em Varginha, Arena do Jacaré em Sete Lagoas e o Ipatingão, além do Estádio Governador Magalhães Pinto, o Mineirão, que foi uma das arenas da Copa do Mundo FIFA de 2014.
A Federação Mineira de Voleibol é a responsável pela organização das competições de vôlei no estado que possui o maior número de atletas registrados como praticantes desse esporte. Existe ainda a Federação Mineira de Basketball, que organiza as competições do esporte, além de buscar difundi-lo pelo estado. Anualmente são realizados os Jogos Escolares de Minas Gerais, na qual competem escolas em vários níveis, desde etapas municipais até as finais estaduais.
No estado nasceram os tenistas Marcelo Melo e Bruno Soares, que foram respectivamente o nº1 e o nº2 do mundo em duplas; Ronaldo da Costa, ex-recordista mundial da maratona; medalhistas olímpicos como Maicon de Andrade no taekwondo, Marcus Mattioli na natação, Moysés Blás e Cláudia Pastor no basquete; Adenízia da Silva, Ana Carolina da Silva, Ana Flávia Sanglard, Ana Paula Henkel, Anderson Rodrigues, Camila Brait, Érika Coimbra, Fabiana Claudino, Gabriela Guimarães, Giovane Gávio, Hilma, Márcia Fu, Xandó, Maurício Souza, Lucarelli, Sassá, Sheilla Castro, Talmo e Walewska no vôlei; além de medalhistas em Mundiais como André Cordeiro, Henrique Barbosa, Larissa Oliveira, Nicolas Oliveira, Rodrigo Castro e Teófilo Ferreira na natação.

### Feriados
Em Minas Gerais, existe apenas um feriado estadual: o dia 21 de abril, que é considerado como a Data Magna do Estado. Comemora-se juntamente ao feriado nacional em homenagem a Tiradentes, por ocasião do aniversário de sua execução em 21 de abril de 1792.